# Backsteinexpressionismus

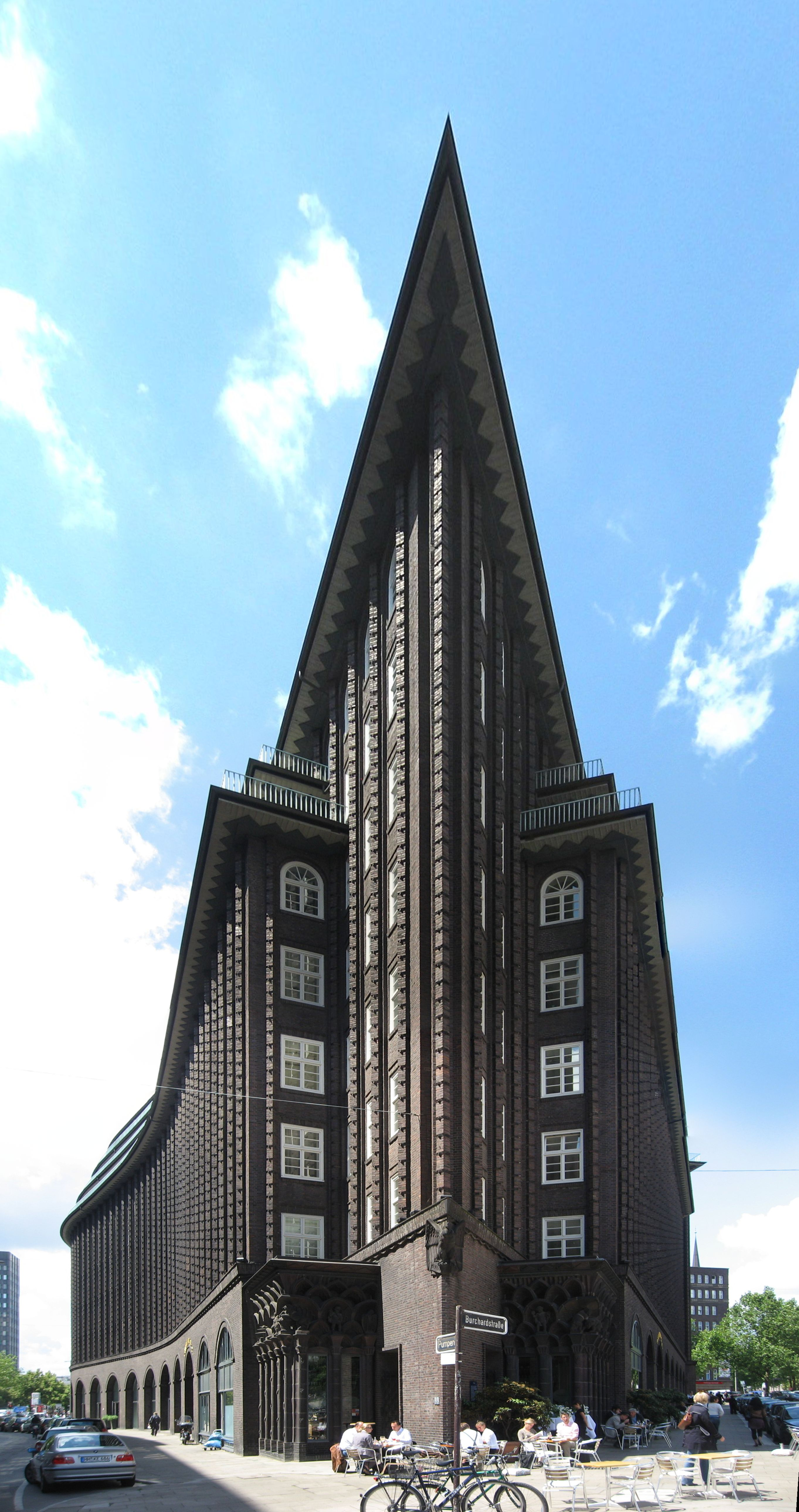
Chilehaus in Hamburg

Backsteinexpressionismus ist die Bezeichnung für eine spezielle Variante expressionistischer Architektur unter Verwendung von Backsteinen (Ziegeln) oder Klinkern (Klinkerexpressionismus), die in den 1920er Jahren hauptsächlich in Deutschland entstand.
Regionale Zentren des Backsteinexpressionismus waren die größeren Städte in Norddeutschland und das rheinisch-westfälische Industriegebiet. Auch die Amsterdamer Schule pflegte den Architekturstil, der sich zunehmend in andere Regionen ausbreitete. Auch spätere zeitgenössische Architekturströmungen nahmen immer wieder Ansätze des Backsteinexpressionismus auf.

## Stil

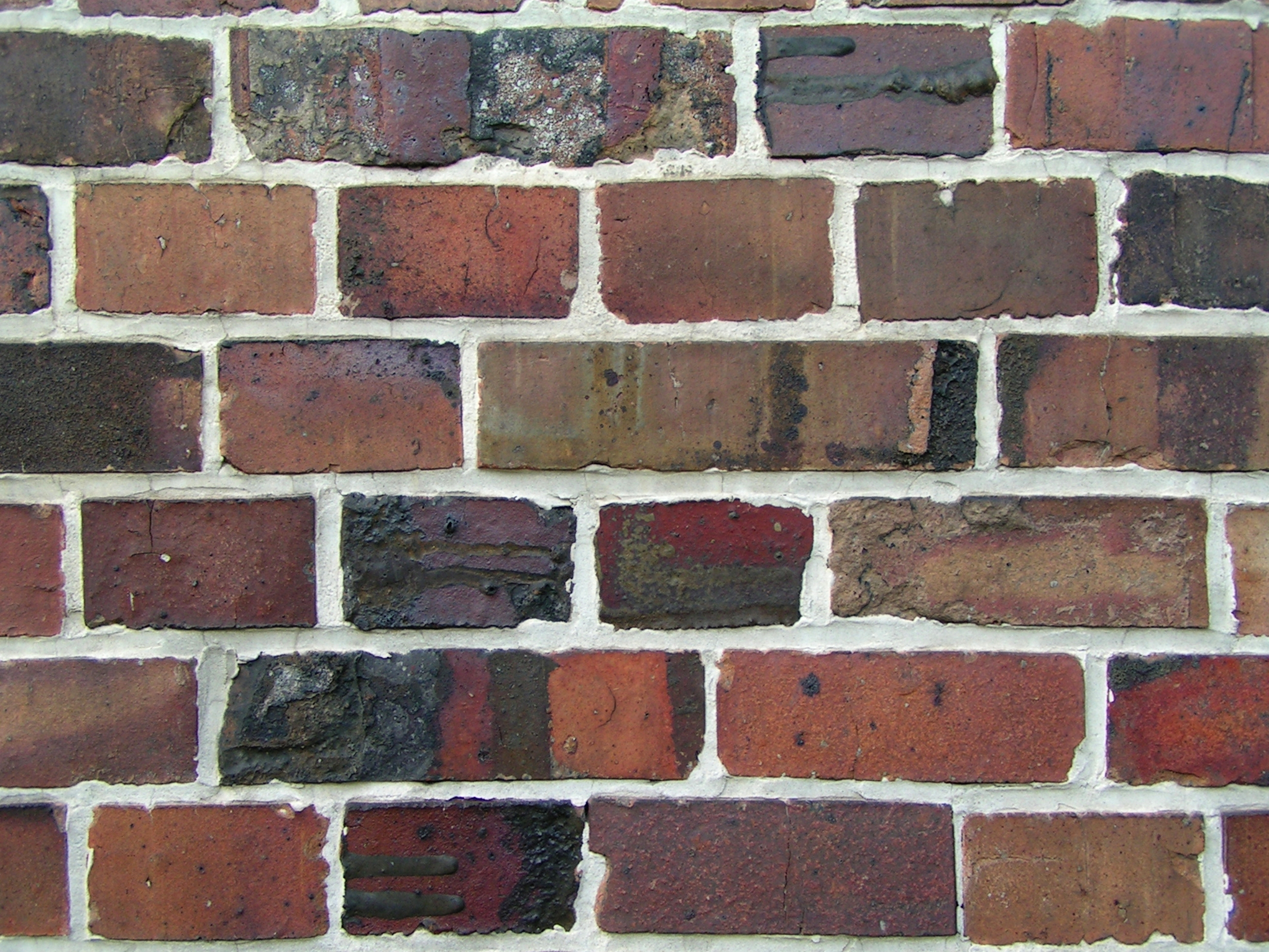
Klinkertextur

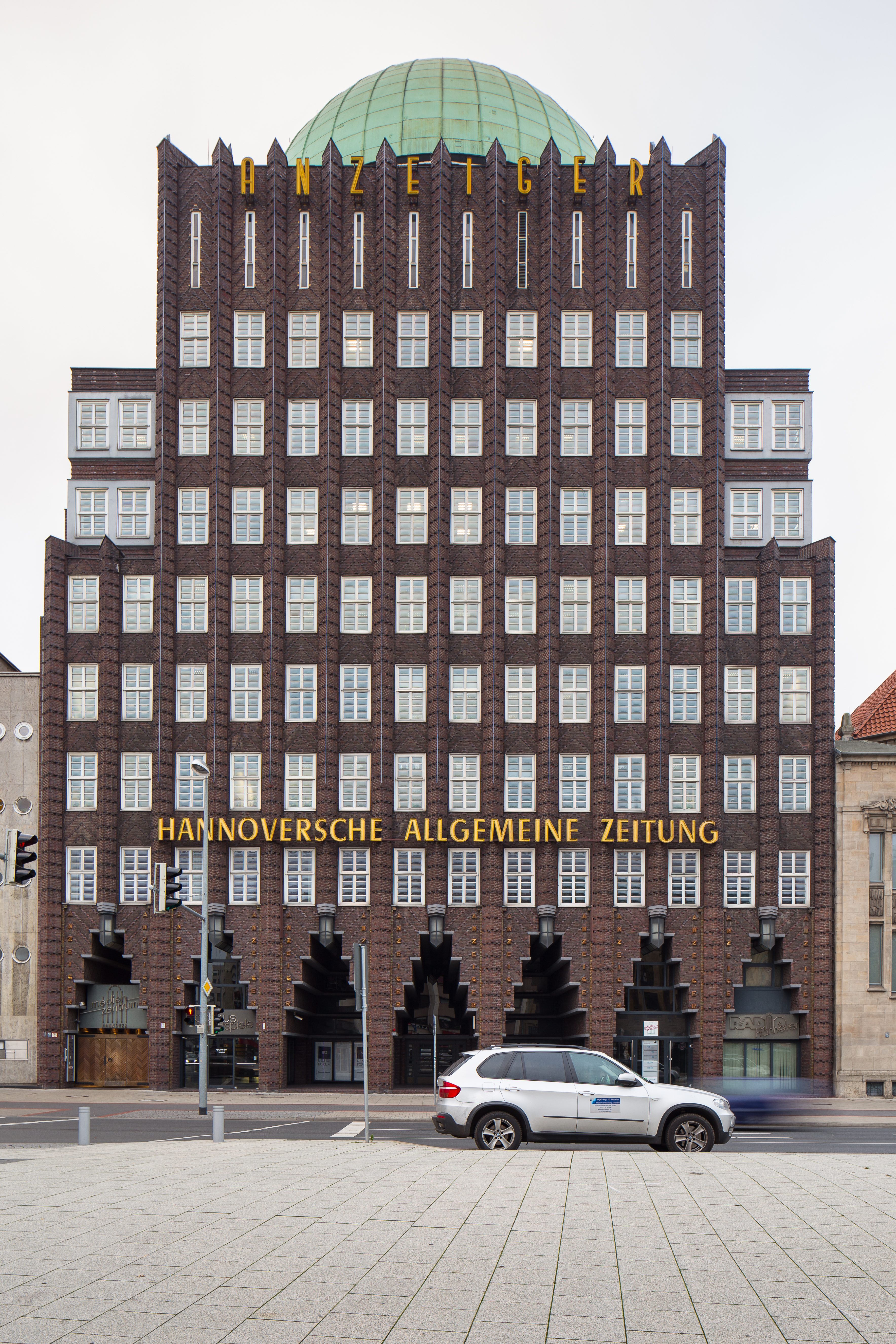
Anzeiger-Hochhaus in Hannover

Der Backsteinexpressionismus entstand zeitlich parallel zur neu-sachlichen Architektur des Bauhauses. Während man dort für die Abschaffung jeglicher Zierformen eintrat, entwickelten die Architekten des Expressionismus jedoch eine ornamentale Formensprache mit rauen, kantigen, oft spitzen Elementen. Dies sollte die Dynamik der Zeit, aber auch ihre Heftigkeit und ihre Spannungen ausdrücken.
Wichtigstes Baumaterial waren der namensgebende Backstein (Ziegel) sowie Klinker. Große Beliebtheit, gerade für die Gestaltung von Fassaden, erreichte der hartgebrannte Klinker. Er war den schwierigen klimatischen Bedingungen von Industrieanlagen speziell im Ruhrgebiet am besten angepasst. Doch auch seine charakteristische raue Oberfläche und die reiche Farbpalette von Braun über Rot bis Violett ließen ihn zu einem Trendmaterial dieser Zeit werden.

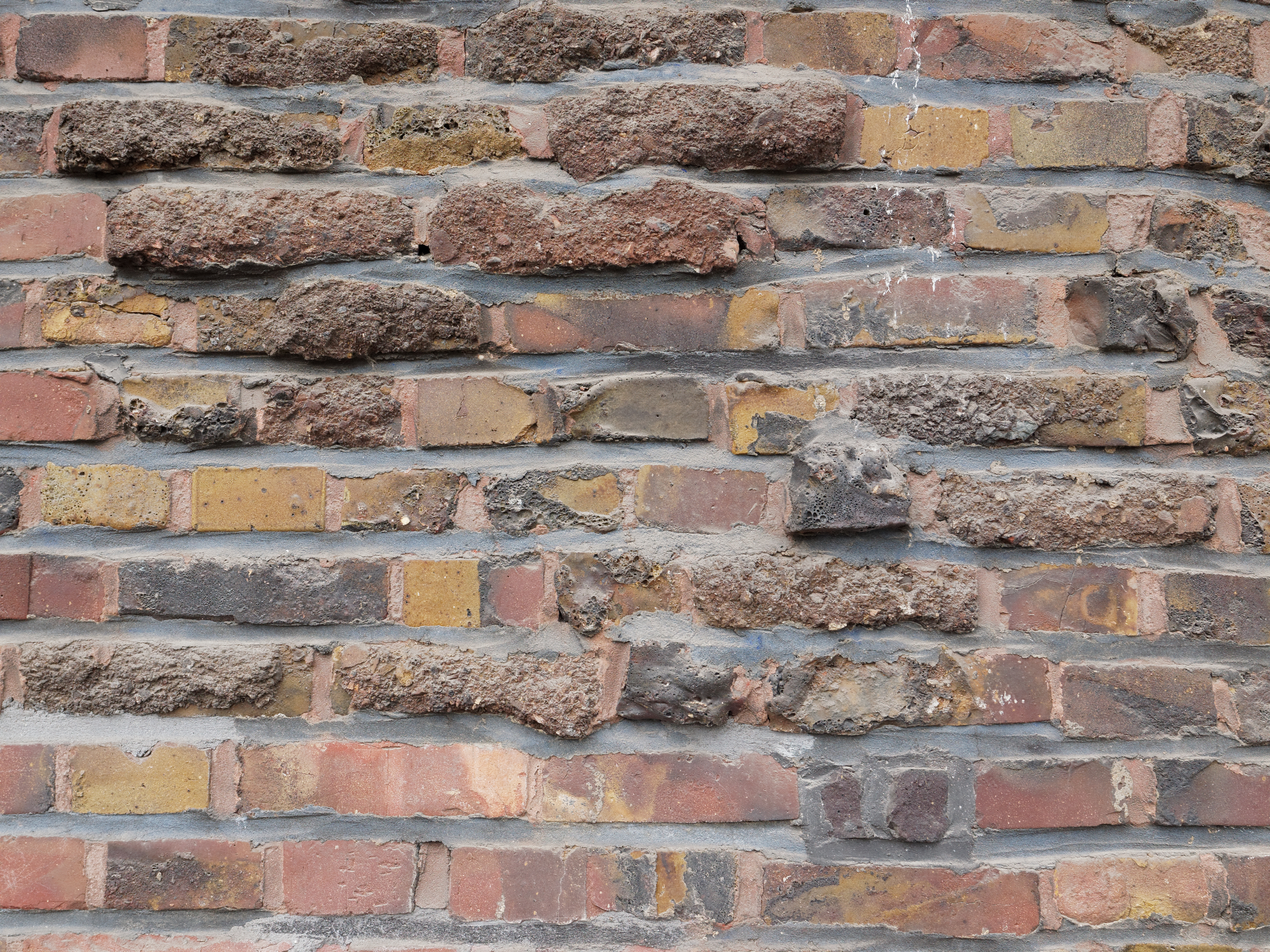
Fassadendetail, fehlgebrannte Klinker

Besonderes Merkmal des Backsteinexpressionismus ist die allein durch gezielte Setzung des Backsteins zu Mustern erreichte Lebendigkeit von Fassaden. So ließen sich große Wandflächen beleben. Teilweise wurden sogar fehlgebrannte Klinker-Steine wegen ihres individuellen Aussehens als dekorative Elemente verwendet. Architekten, die im Stil des Backsteinexpressionismus Gebäude errichten ließen, setzten die kantigen Steine in vielen Spielarten aneinander und schufen vielfältige Ornamentik bis hin zu skulpturaler Gestaltung. Horizontale Backsteinreihen aus abwechselnd vor- und zurückgesetzter Mauerung, etwa am Hans-Sachs-Haus in Gelsenkirchen (1927), sind ein weiteres häufiges Merkmal backsteinexpressionistischen Schaffens.
Ergänzt wurden die Fassadenformen durch die Verwendung von Bauplastiken aus Klinker-Steinen und Keramik. Ein weit verbreiteter Vertreter ist Richard Kuöhl. Auch Ernst Barlach schuf Statuen aus Klinker-Steinen, so beispielsweise den Beginn des Frieses Gemeinschaft der Heiligen an der Lübecker Katharinenkirche (vervollständigt von Gerhard Marcks).
Bisweilen finden sich Zitate anderer Architekturstile, die in die Formensprache des Backsteins übersetzt werden. So ist Fritz Högers Chilehaus in Hamburg vom Art déco geprägt. Das Anzeiger-Hochhaus in Hannover zitiert die orientalische Architektur. Doch der Backsteinexpressionismus brachte auch ganz eigene, mitunter eigenwillige Formen wie etwa die Parabel-Kirchen (wie die Heilig-Kreuz-Kirche in Gelsenkirchen-Ückendorf) hervor.

## Regionale Schwerpunkte

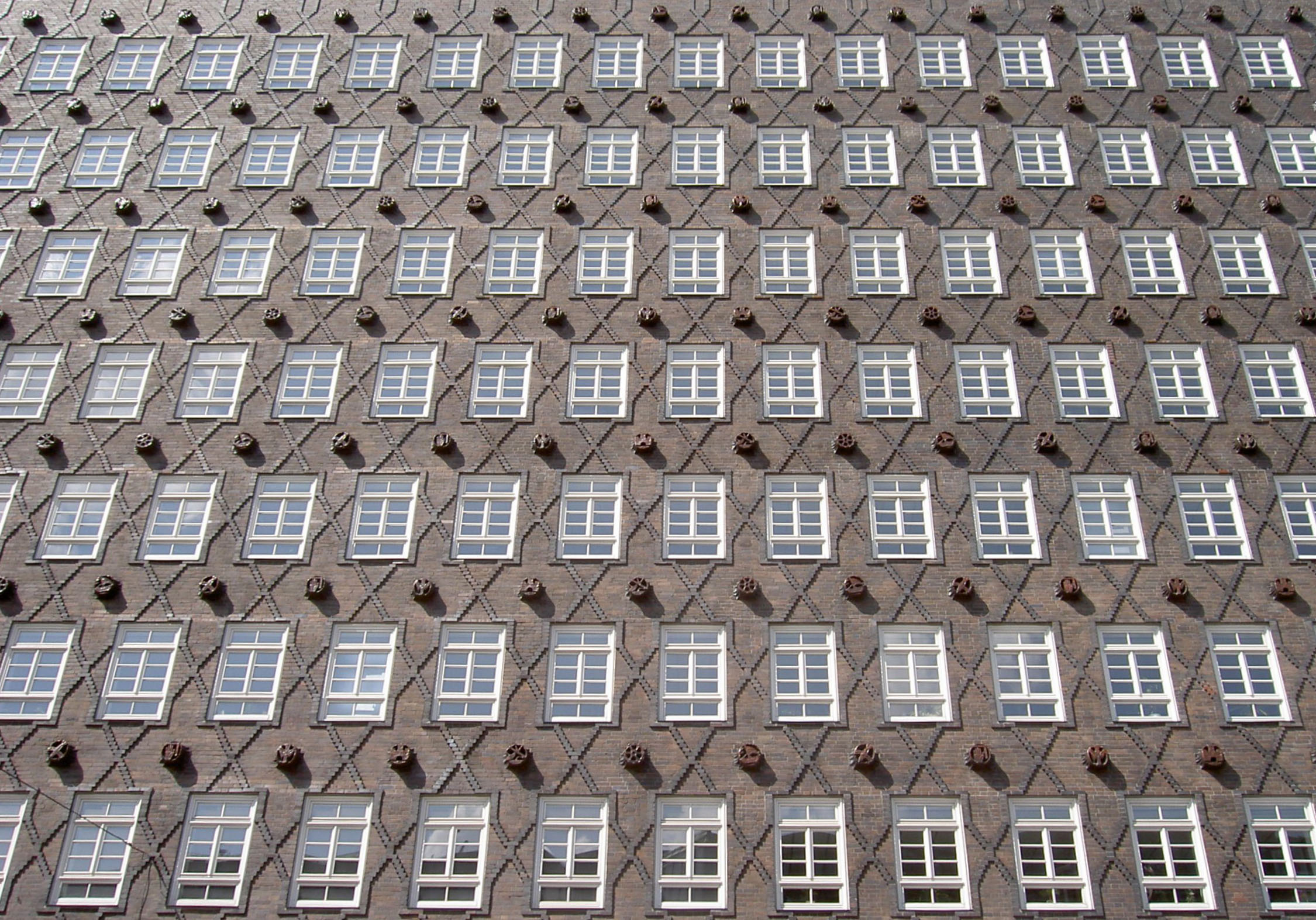
Fassadendetails am Sprinkenhof in Hamburg

### Norddeutschland

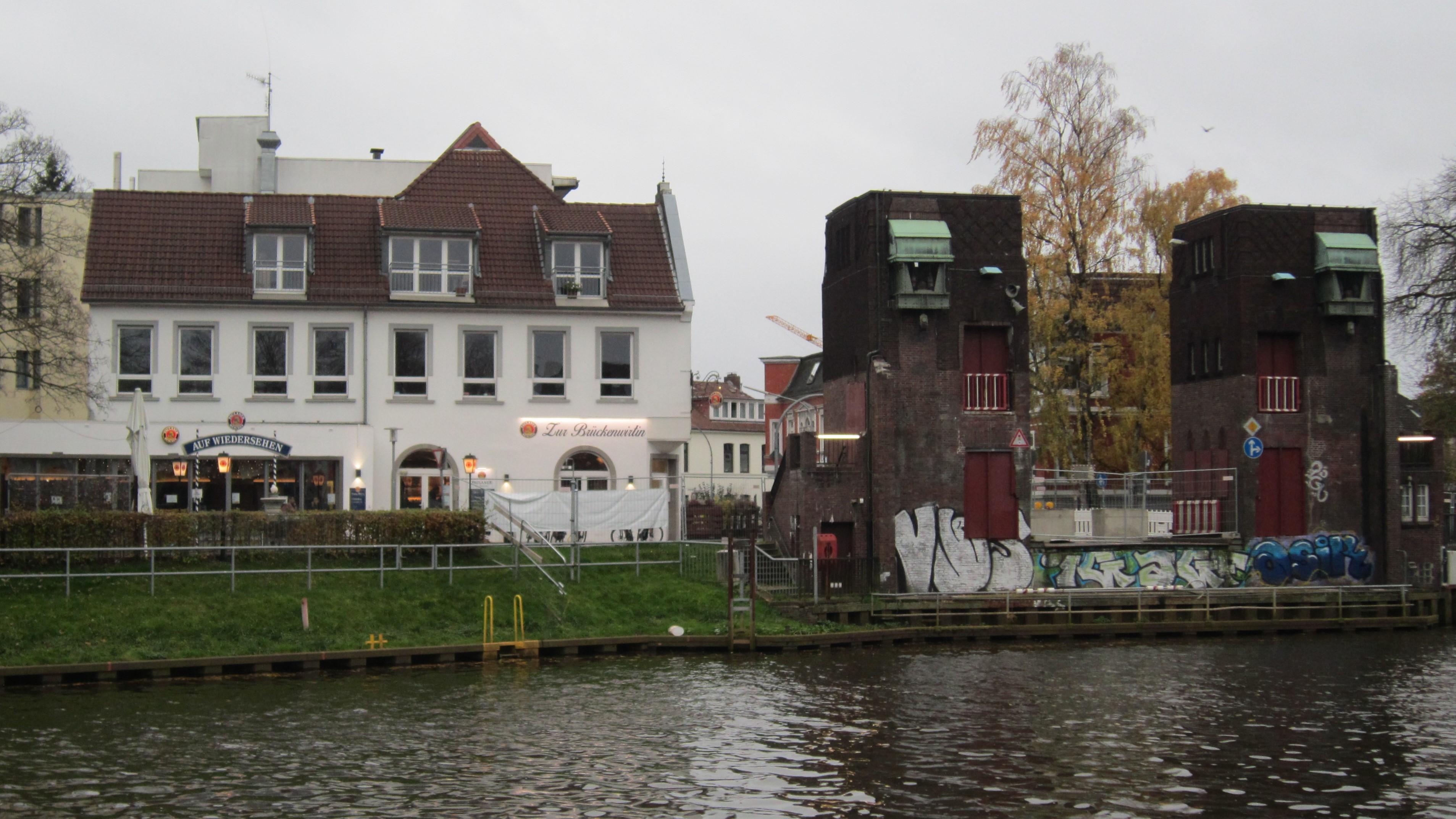
Übrig gebliebenes Turmpaar der Cäcilienbrücke in Oldenburg (November 2020)

Einige herausragende Beispiele des Backsteinexpressionismus befinden sich in Hamburg. Fritz Höger setzte mit dem formenreichen Chilehaus, seiner starken vertikalen Gliederung und dem fast spielerischen Umgang mit dem Material neue Maßstäbe. Weitere Beispiele sind der benachbarte Komplex des Sprinkenhofes, das Broschek-Haus, das Kontorhaus Leder-Schüler und die Zigarettenfabrik Haus Neuerburg.
Zu den namhaften norddeutschen Vertretern des Backsteinexpressionismus zählt auch Fritz Schumacher mit zahlreichen öffentlichen Bauten in Hamburg, wie der Finanzdeputation am Gänsemarkt, dem Krematorium auf dem Friedhof Ohlsdorf, und zahlreichen Schulen, wie dem Walddörfer-Gymnasium in Volksdorf und der Schule in der Jarrestadt.
Auch in Hannover finden sich viele Gebäude im Stil des Backsteinexpressionismus. Neben dem bekannten Anzeiger-Hochhaus von Fritz Höger ist vor allem ein ehemaliges Firmengebäude von Hans Poelzig typisch für den Backsteinexpressionismus in Hannover. Unter dem Stadtbaurat und Architekten Karl Elkart entstanden zahlreiche Wohnungsneubauten, in der Südstadt realisierte er ganze Quartiere. Elkart sorgte aber auch für öffentliche Gebäude wie zum Beispiel Schulen, die Stadtbibliothek und das Werkstattgebäude des Niedersächsischen Staatstheaters.

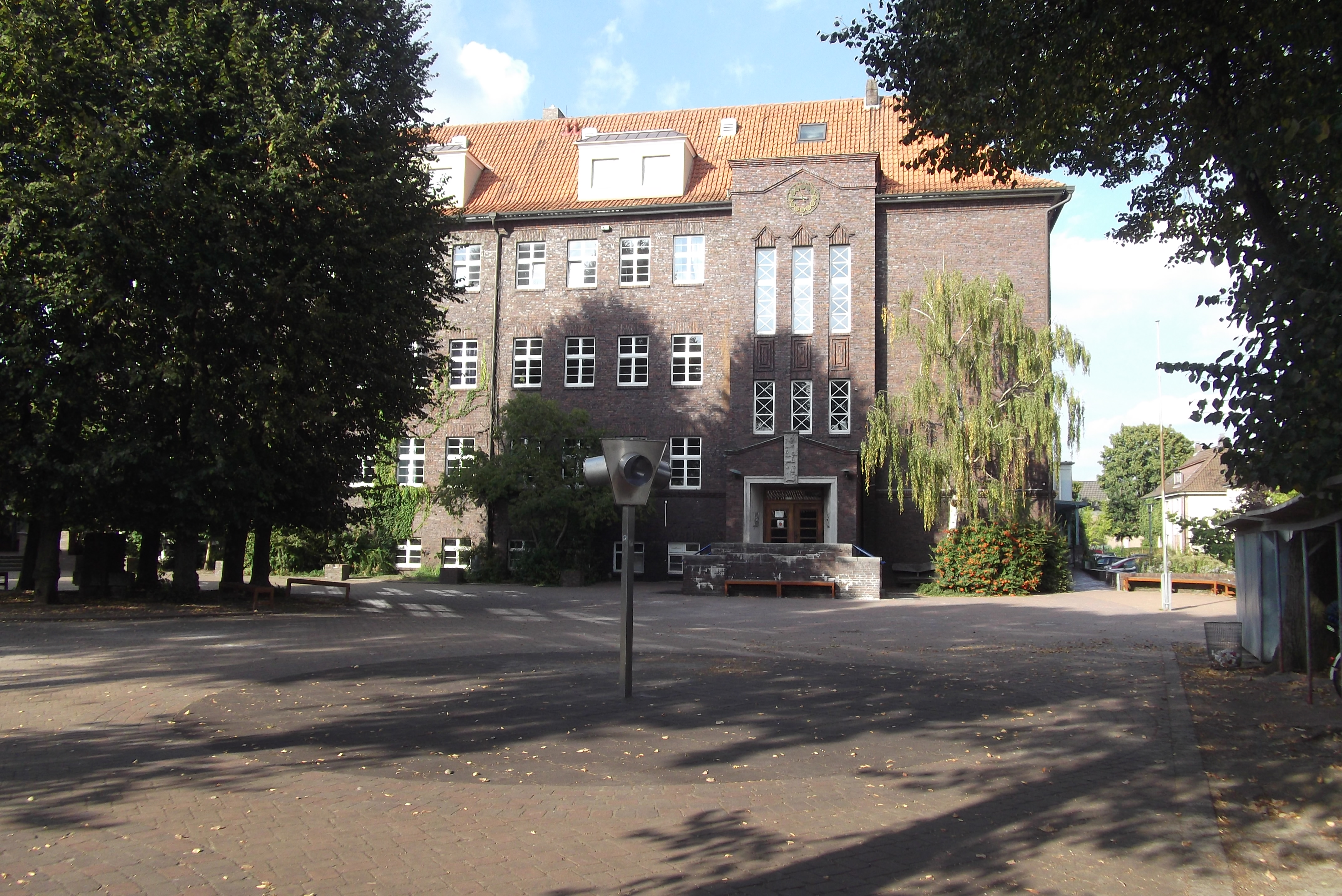
Frühere Volksmädchenschule in Oldenburg, jetzt freie Waldorfschule.

Ein besonderes Beispiel für den Backsteinexpressionismus ist die Böttcherstraße in Bremen, von Bernhard Hoetger gestaltet. Auch das Rathaus der Stadt Wilhelmshaven wurde von Fritz Höger geschaffen. Die bekanntesten im Stil des Backsteinexpressionismus errichteten Brücken waren die Cäcilienbrücke und die Amalienbrücke, Hubbrücken über den Küstenkanal in Oldenburg (Oldb). Die alte Amalienbrücke wurde 1980 abgerissen und durch eine Neukonstruktion ersetzt. Die alte Cäcilienbrücke wurde 2020 demontiert; sie soll bis 2025 durch einen Nachfolgebau ersetzt werden, der den Stil der alten Brücke zitieren wird. Ebenfalls in Oldenburg findet sich die frühere Mädchenschule, die 1927 fertiggestellt wurde und damals einen der modernsten Schulbauten im deutschen Sprachraum darstellte.
In der ehemaligen ostpreußischen Hauptstadt Königsberg wurde das Haus der Technik (Hanns Hopp, 1924), der Hauptbahnhof, das Landesfinanzamt (Friedrich Lahrs, 1928) und die SPD-Zentrale (Otto-Braun-Haus, 1930) im expressionistischen Stil erstellt.

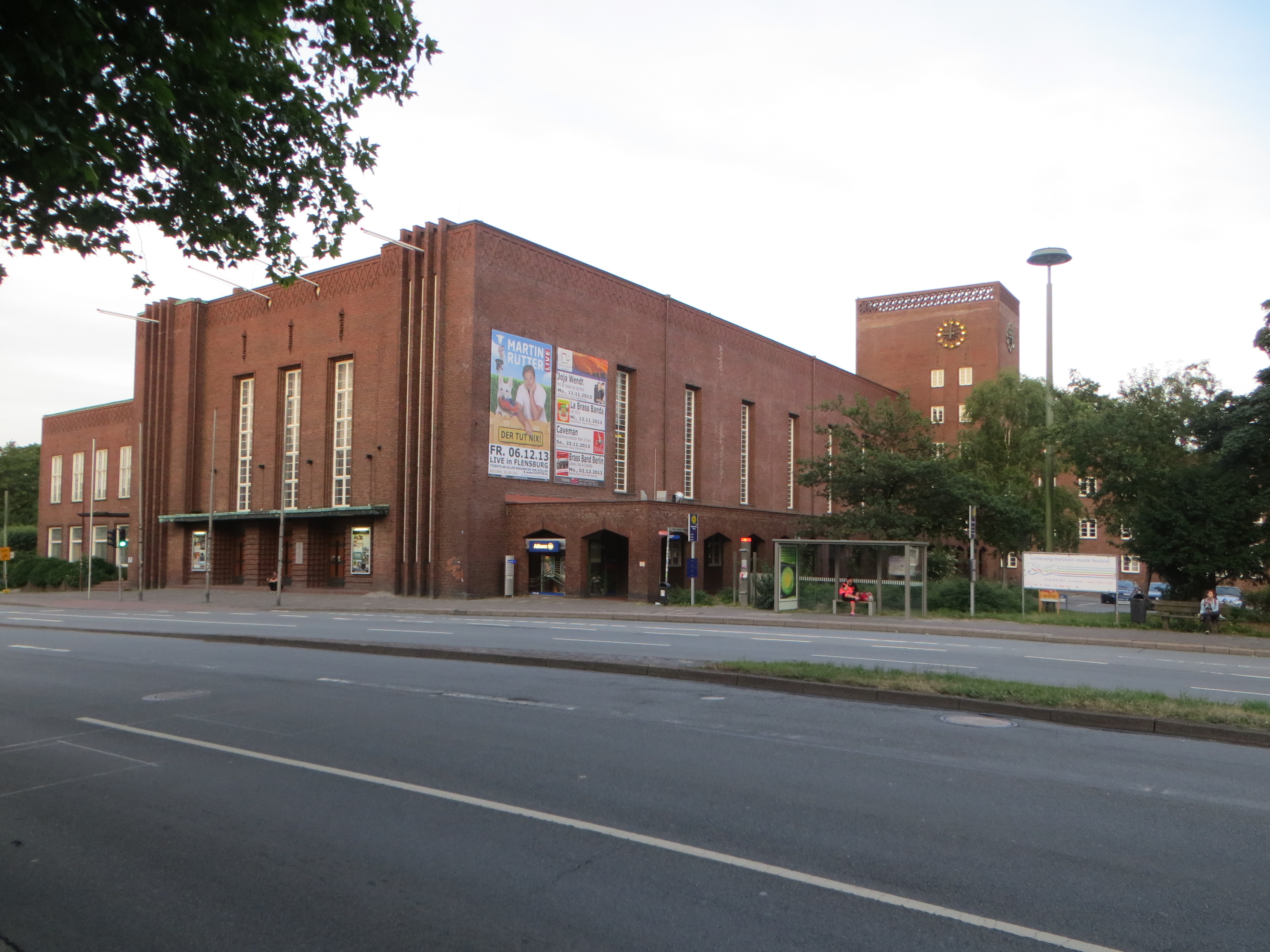
Deutsches Haus in Flensburg, erbaut 1927 bis 1930
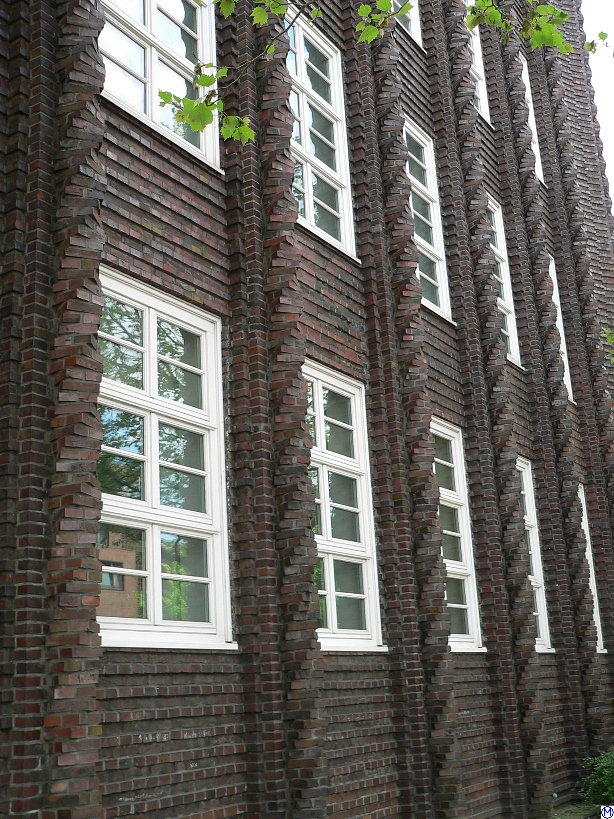
Zigarettenfabrik Haus Neuerburg in Hamburg
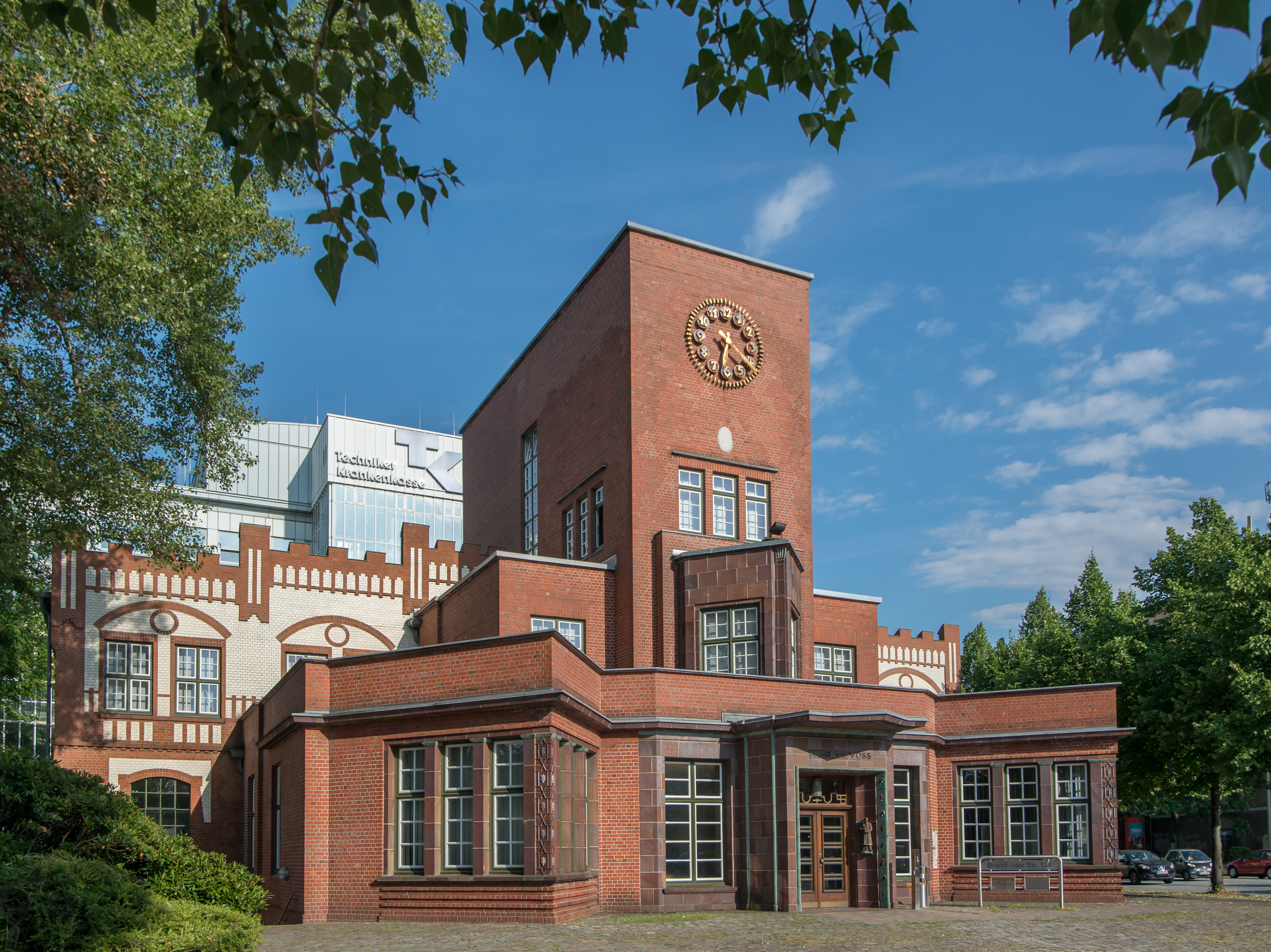
Eingangsgebäude der Margarinefabrik Voss in Hamburg-Barmbek
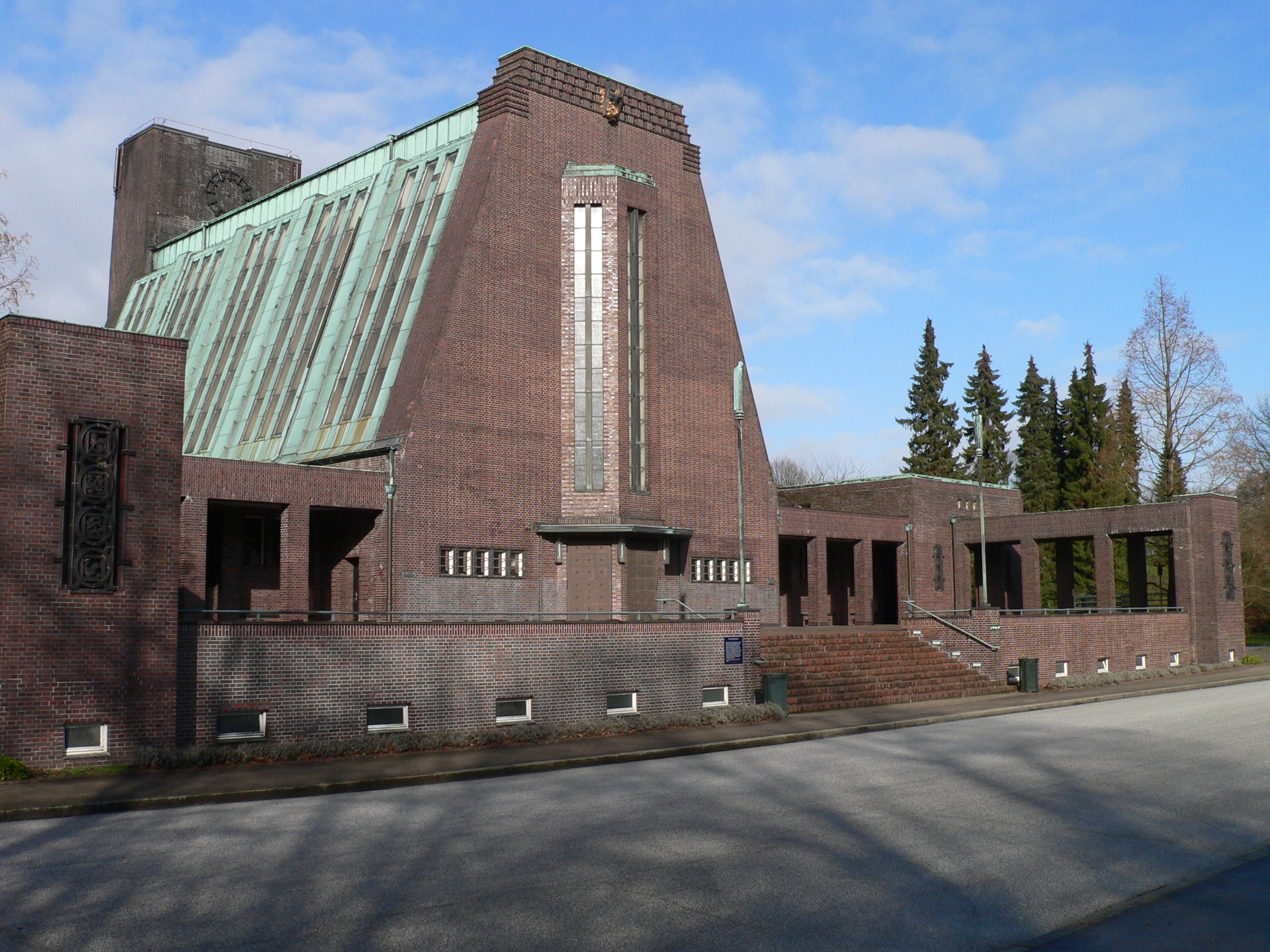
Krematorium auf dem Friedhof Hamburg-Ohlsdorf
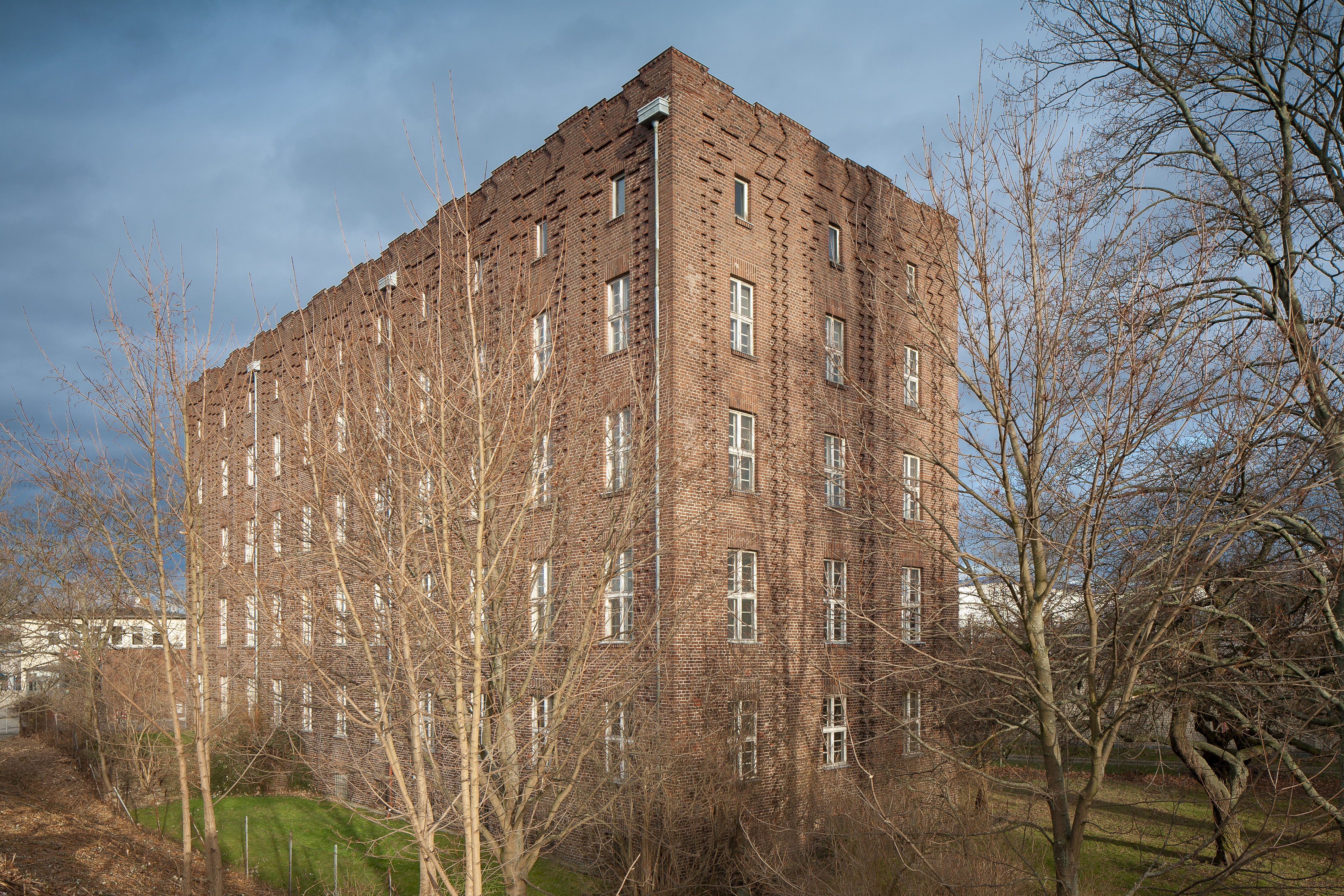
Von Hans Poelzig gestaltetes ehemaliges Firmengebäude in Hannover
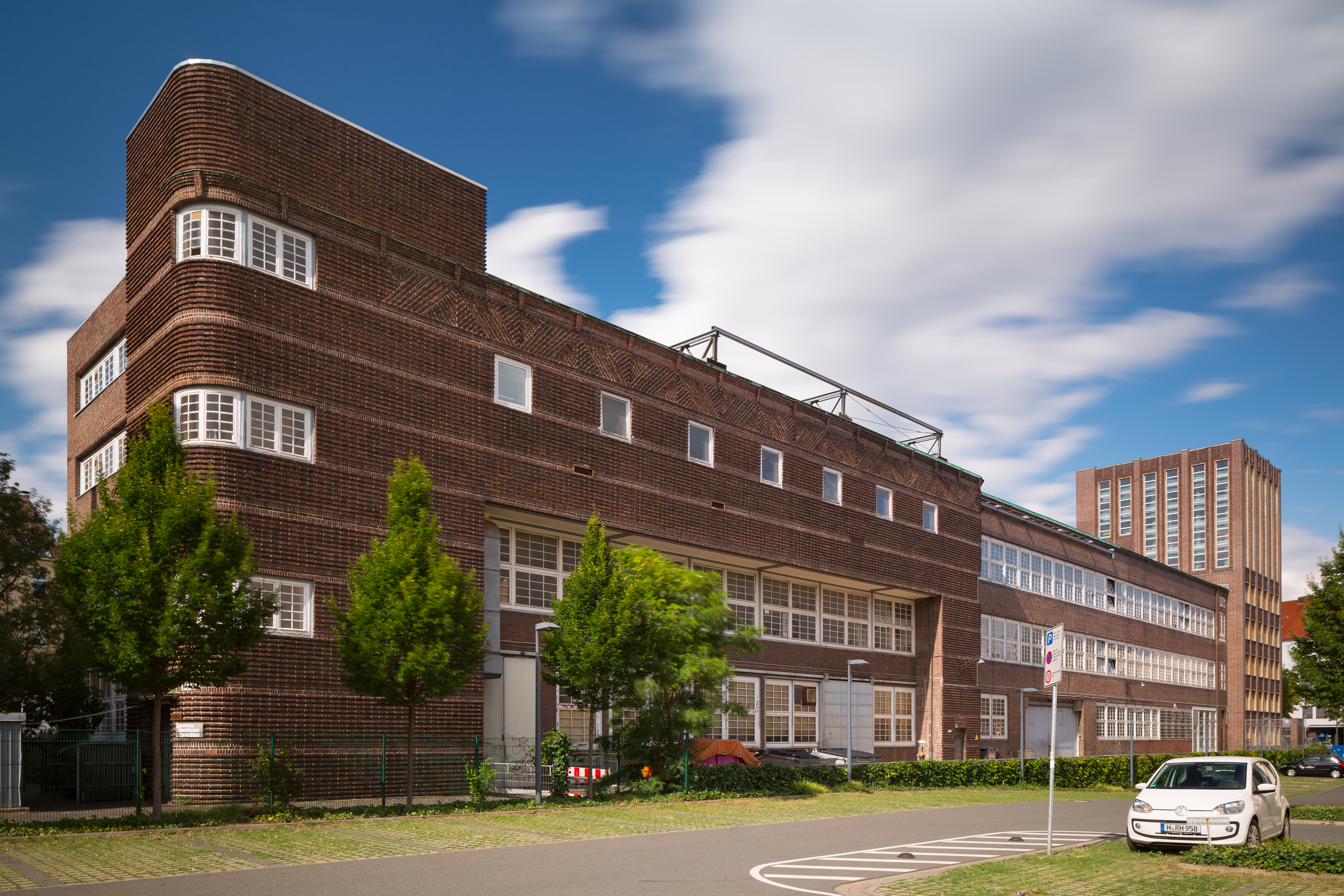
Werkstätten des Niedersächsischen Staatstheaters Hannover und Turm der Stadtbibliothek Hannover
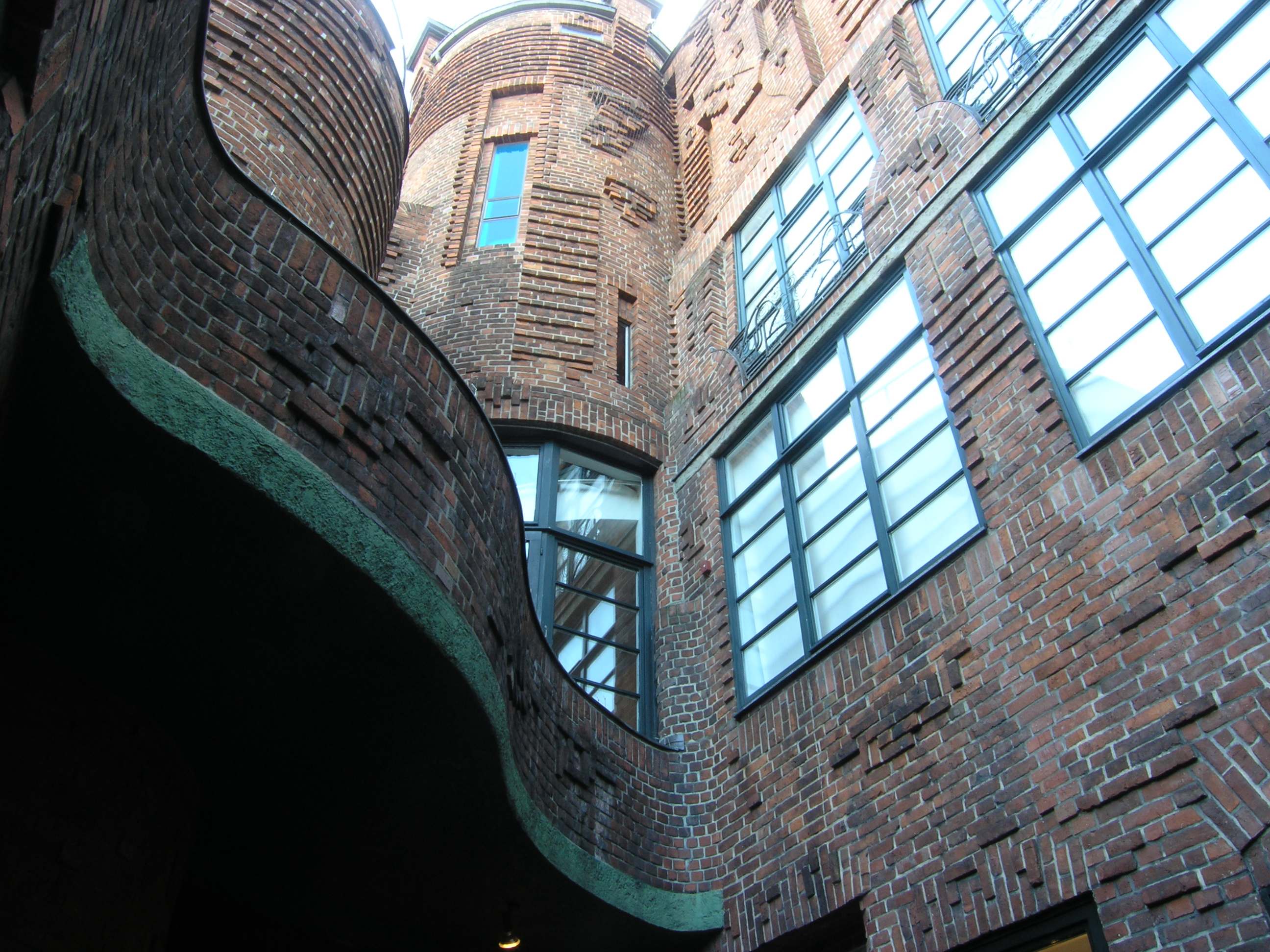
In der Böttcherstraße in Bremen
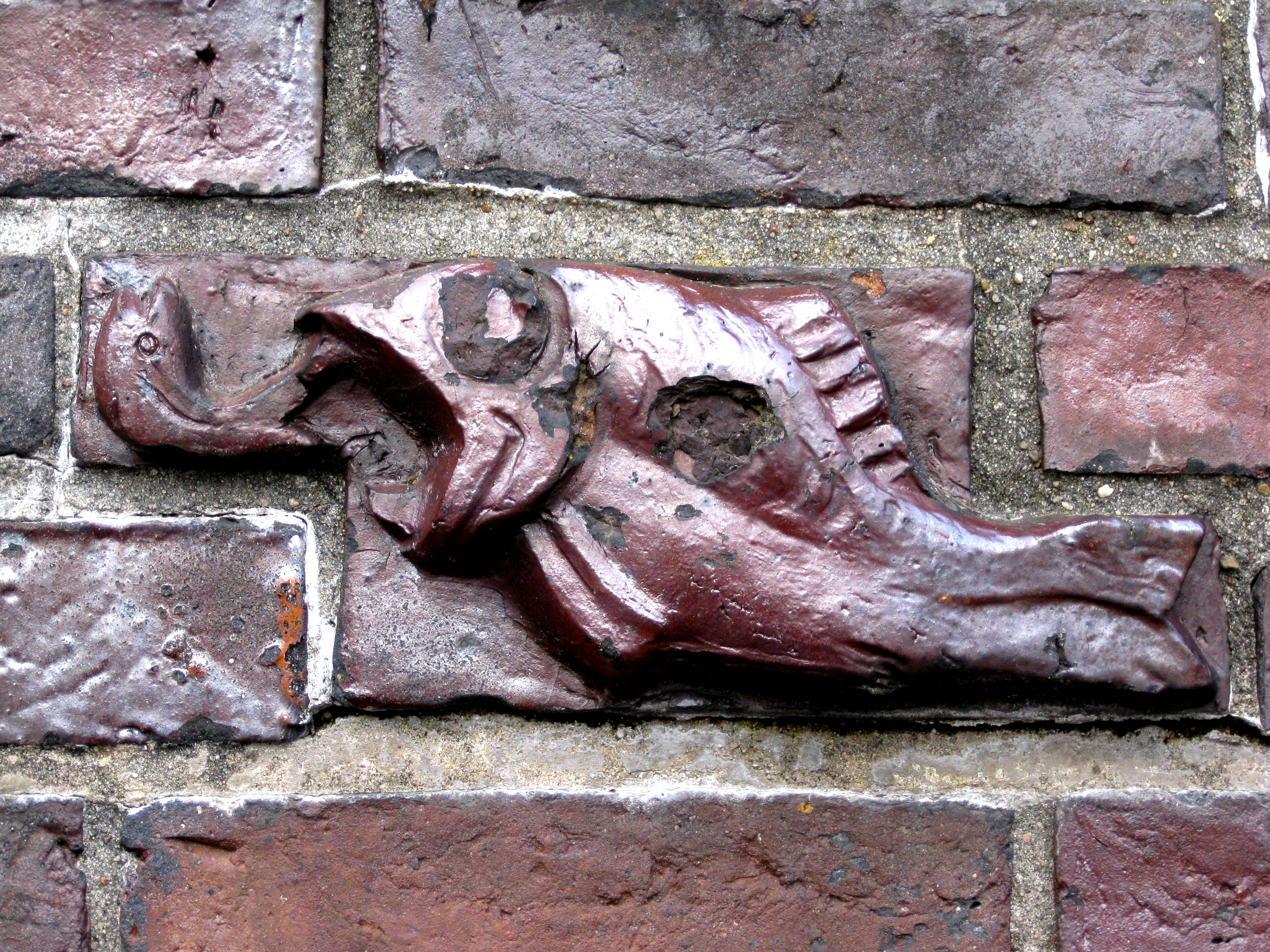
Busse-Denkmal in Bremerhaven (Detail)
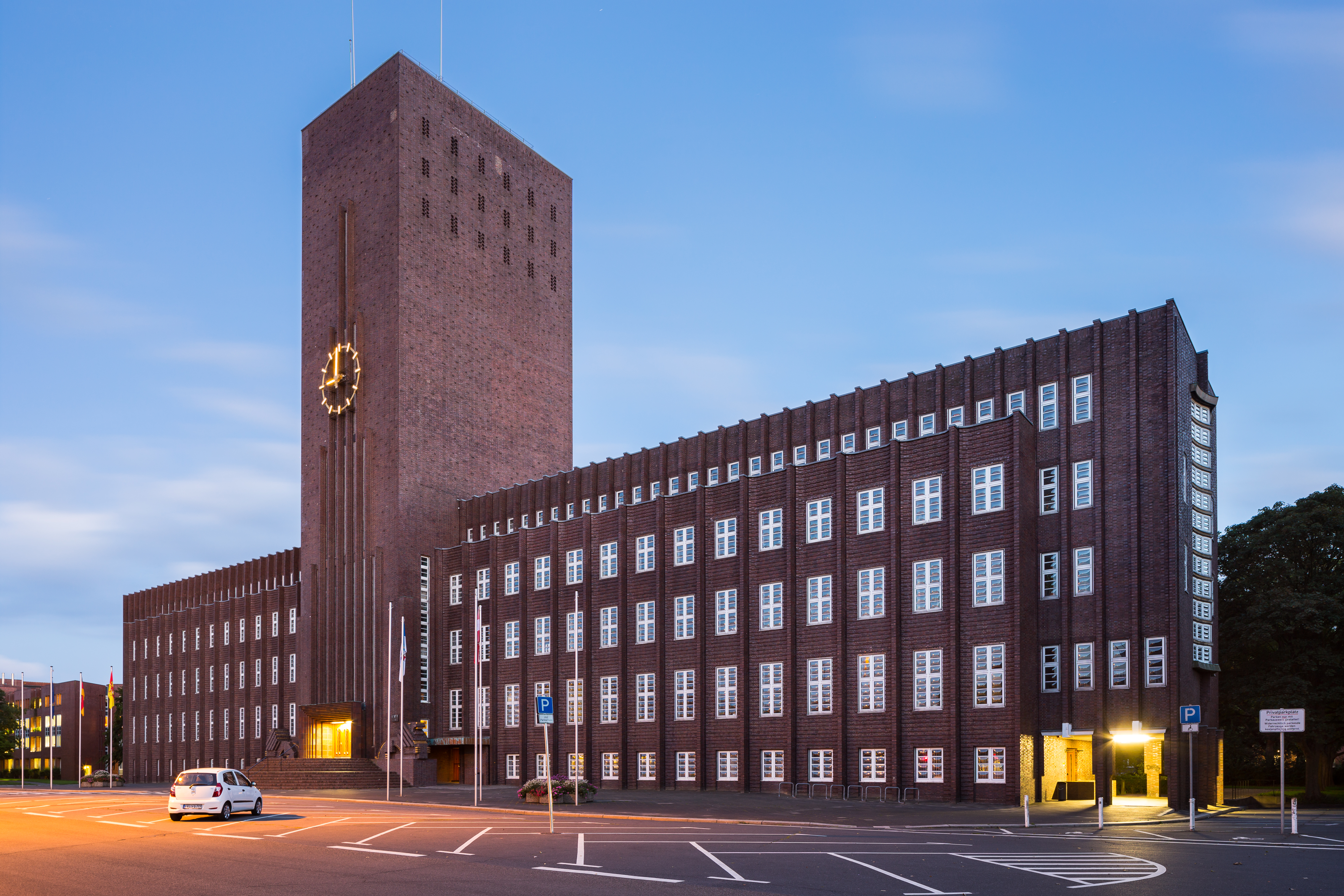
Rathaus Wilhelmshaven
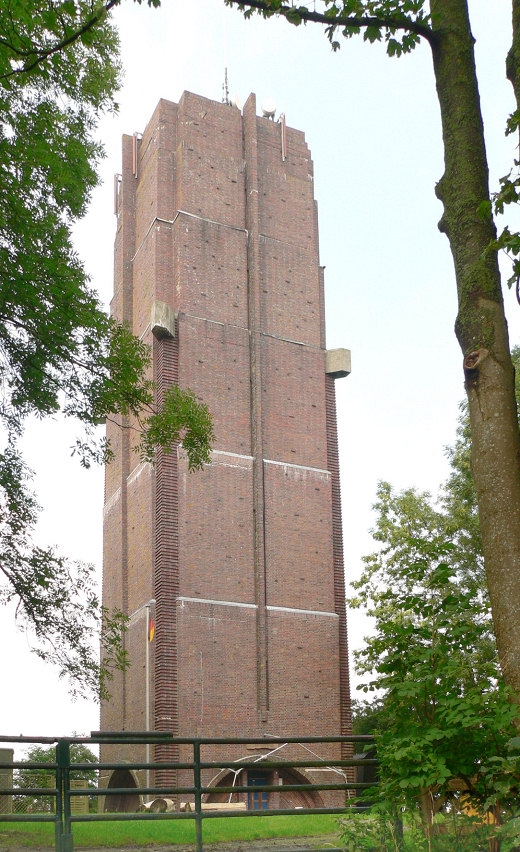
Wasserturm in Hohenkirchen (Wangerland)
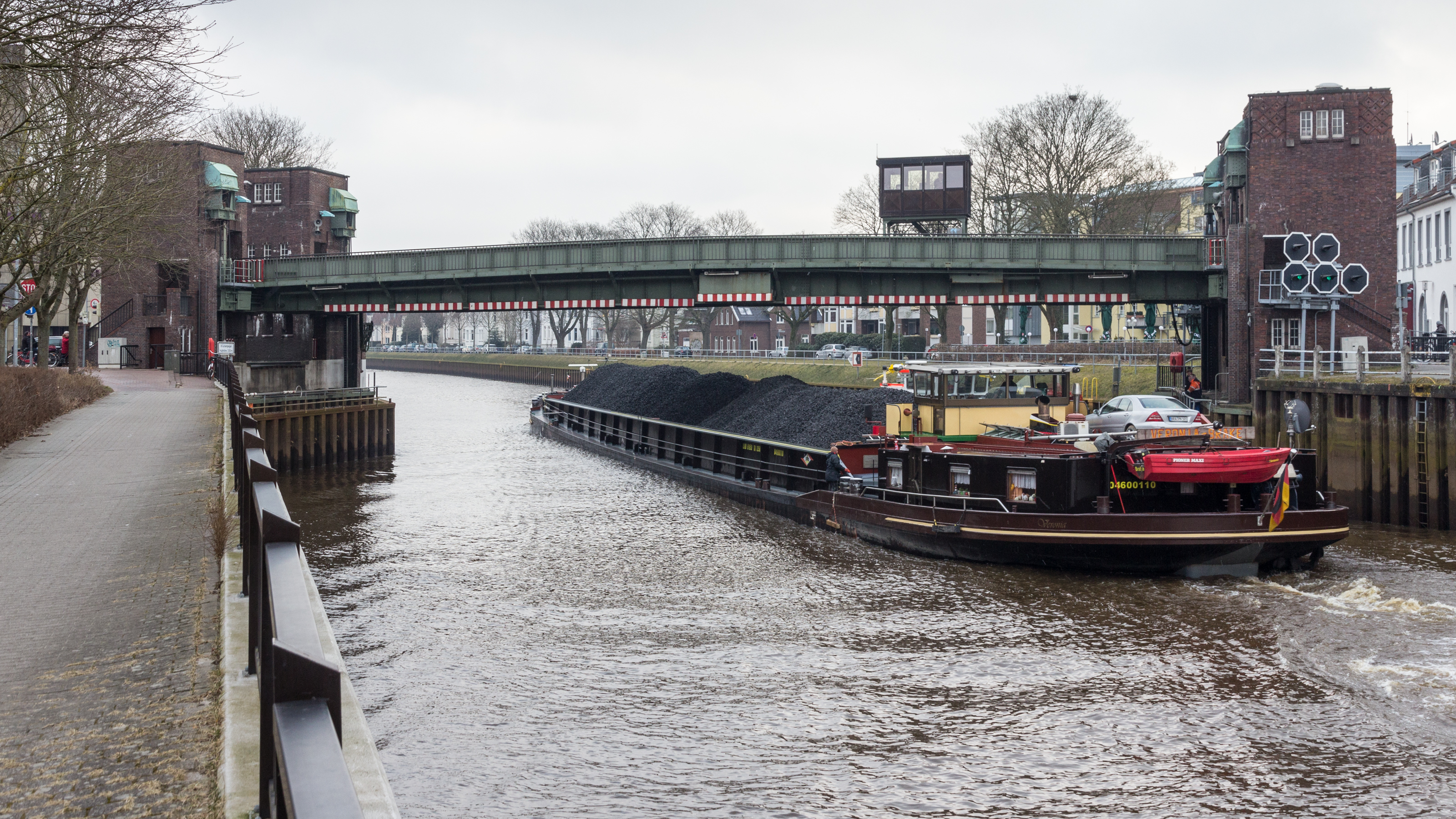
Cäcilienbrücke (Hubbrücke) in Oldenburg
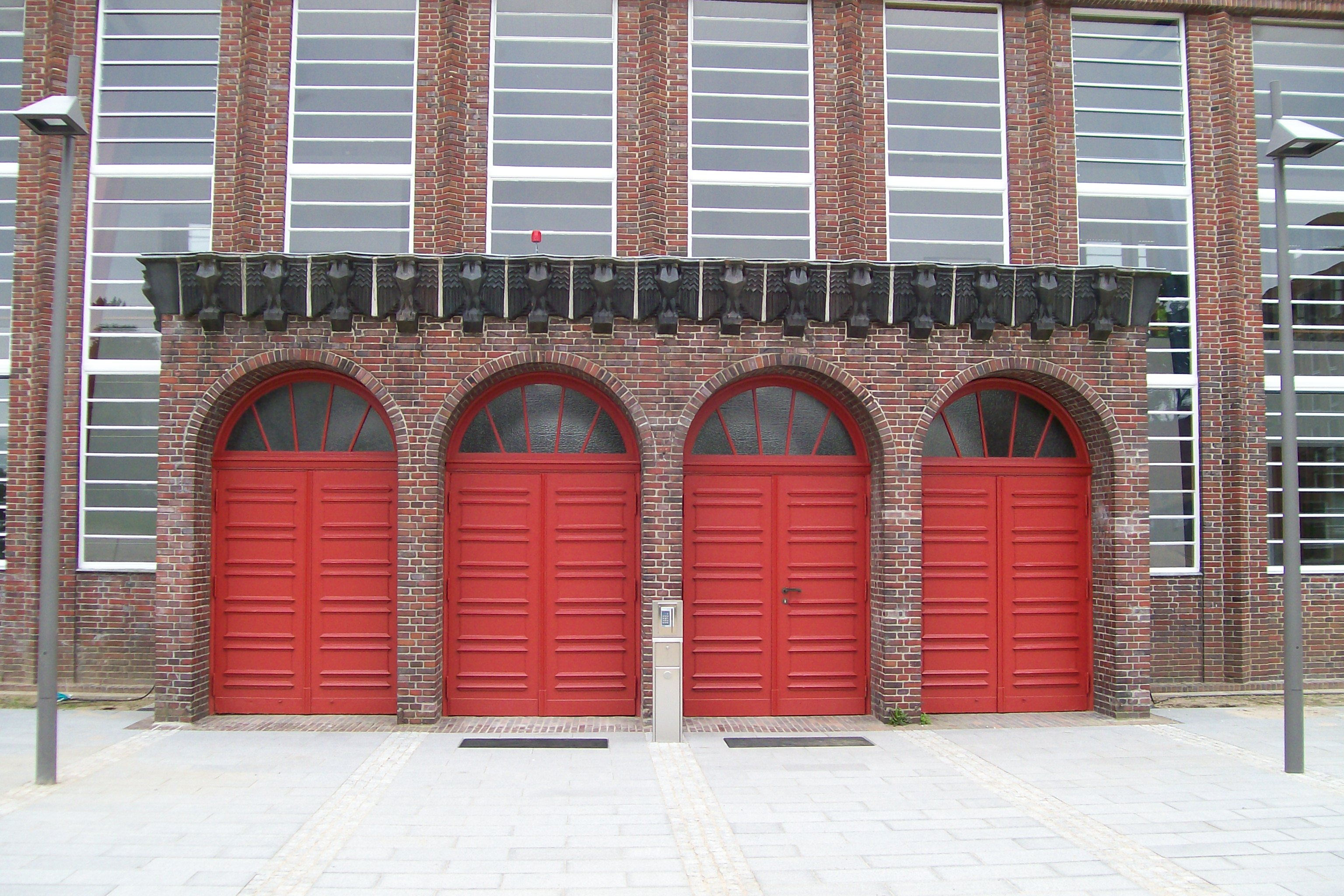
Holstentorhalle in Lübeck
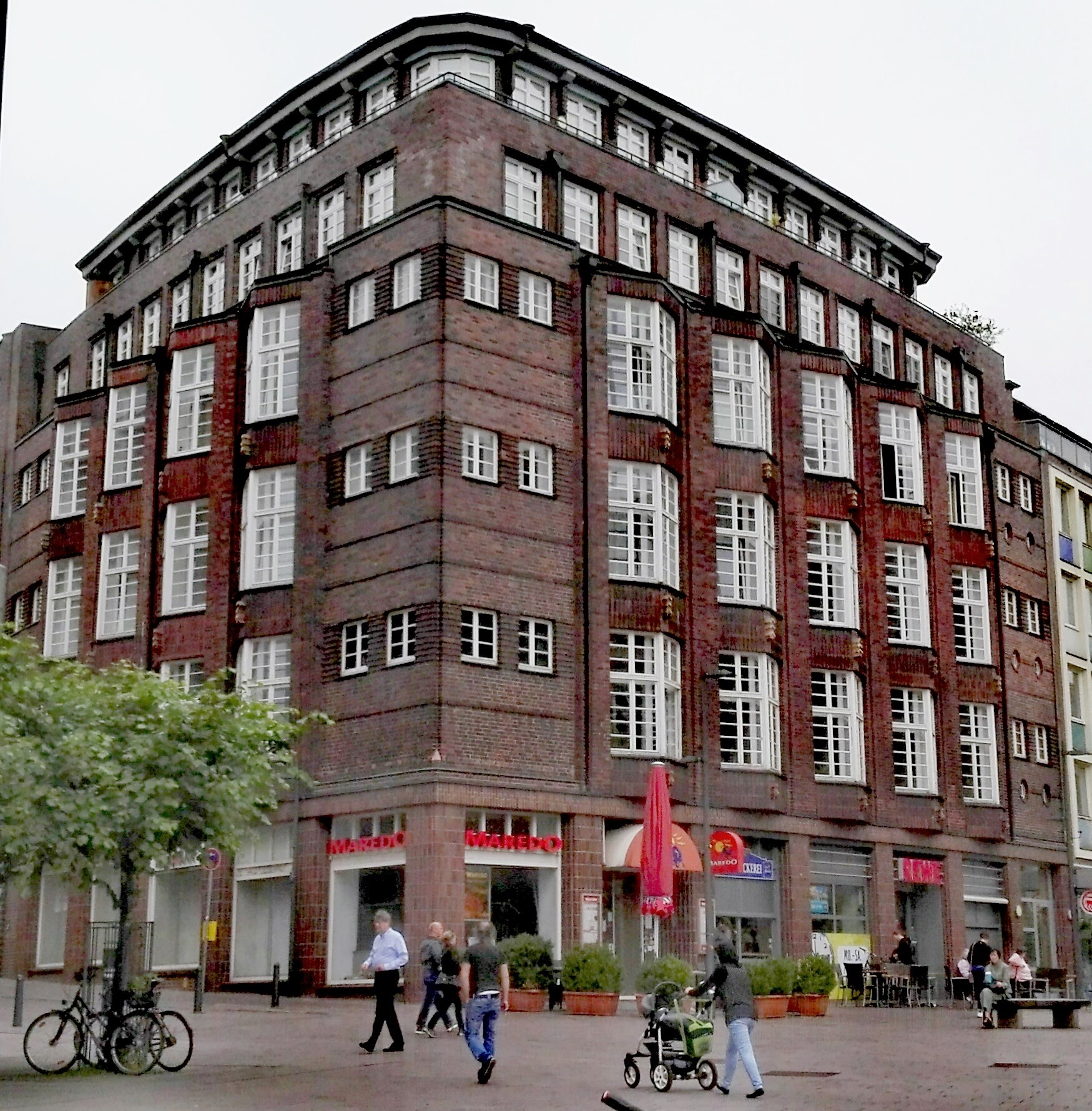
Kaufhaus am Klingenberg

### Rheinisch-westfälisches Industriegebiet
Im Rhein-Ruhr-Gebiet erlebte der Backsteinexpressionismus seine größte Verbreitung und wurde quasi zu einem regionalen Stil. Das Material hielt dem Industrieklima stand. Zudem ermöglichte es ausgewogene, reiche Fassadengestaltungen mit vergleichsweise geringem Aufwand herzustellen. Lediglich der hartgebrannte Klinker war teuer, so dass sich auch Gebäude mit teils verputzter, teils verklinkerter Fassade finden.
Sowohl in der Industriearchitektur (Werkshallen, Verwaltungsgebäude, Wassertürme etc.) als auch im Wohnungsbau entstanden im ganzen Ruhrgebiet zahlreiche Beispiele. Auch repräsentative Bauten wie Rathäuser, Postämter, Kirchen und Bürgerhäuser wurden in Backstein errichtet.
Ein wichtiger Bau dieser Zeit ist Alfred Fischers Hans-Sachs-Haus in Gelsenkirchen, das als multifunktionales Gebäude geplant, dann aber als Rathaus genutzt wurde. Mit seiner vergleichsweise schlichten Backsteinfassade und abgerundeten Ecken schlägt es die Brücke zwischen Expressionismus und neuer Sachlichkeit.
Ebenfalls in Gelsenkirchen, im Stadtteil Ückendorf, befindet sich das Hauptwerk von Josef Franke, die Parabel-Kirche Heilig-Kreuz. Das Kirchengewölbe beschreibt eine hohe Parabel. Auf der Spitze des eckigen Turms steht eine aus Backstein gemauerte Christus-Figur. Heilig-Kreuz wurde am 18. August 2007 als Kirche geschlossen.
Weitere exemplarische Bauten im Ruhrgebiet sind das Polizeipräsidium, Bert-Brecht-Haus und Rathaus in Oberhausen, Alfred Fischers Verwaltungsgebäude des Regionalverbands Ruhr in Essen, das Verwaltungsgebäude der Bogestra und das Polizeipräsidium in Bochum, sowie die Kinderchirurgie des städtischen Krankenhauses in Dortmund. Eine Besonderheit des Expressionismus findet sich in Kamp-Lintfort am Niederrhein: Dort entstanden zwischen 1920 und 1924 rund 14 Doppelhäuser im Stil des Expressionismus, die vom Steinkohlenbergwerk „Friedrich Heinrich“ AG für leitende Angestellte („Beamte“, Steiger) errichtet wurden. Herausragende Beispiele für den Backsteinexpressionismus in Düsseldorf sind das Gebäudeensemble Ehrenhof, das Wilhelm-Marx-Haus und die Wohnbauten an der Kaiserswerther Straße, Uerdinger Straße (Haus Rheinpark), Cecilienallee, Lützowstraße und am Golzheimer Platz sowie die denkmalgeschützten Wohn- und Siedlungsbauten entlang des Heerdter Sandbergs in Düsseldorf-Oberkassel und der Betriebshof Heerdt (Rheinbahn AG).

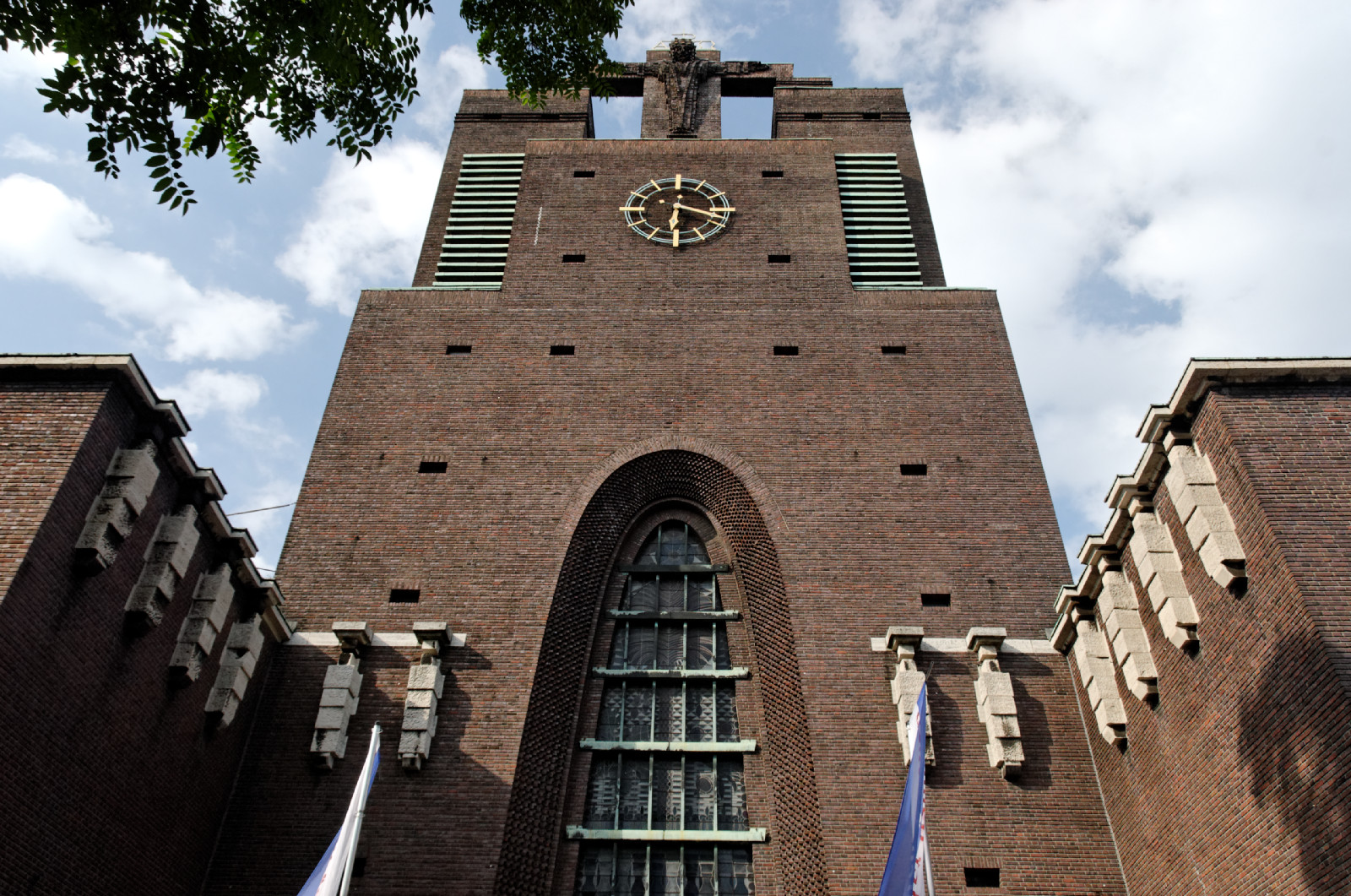
Heilig-Kreuz-Kirche in Gelsenkirchen-Ückendorf (1927–1929)
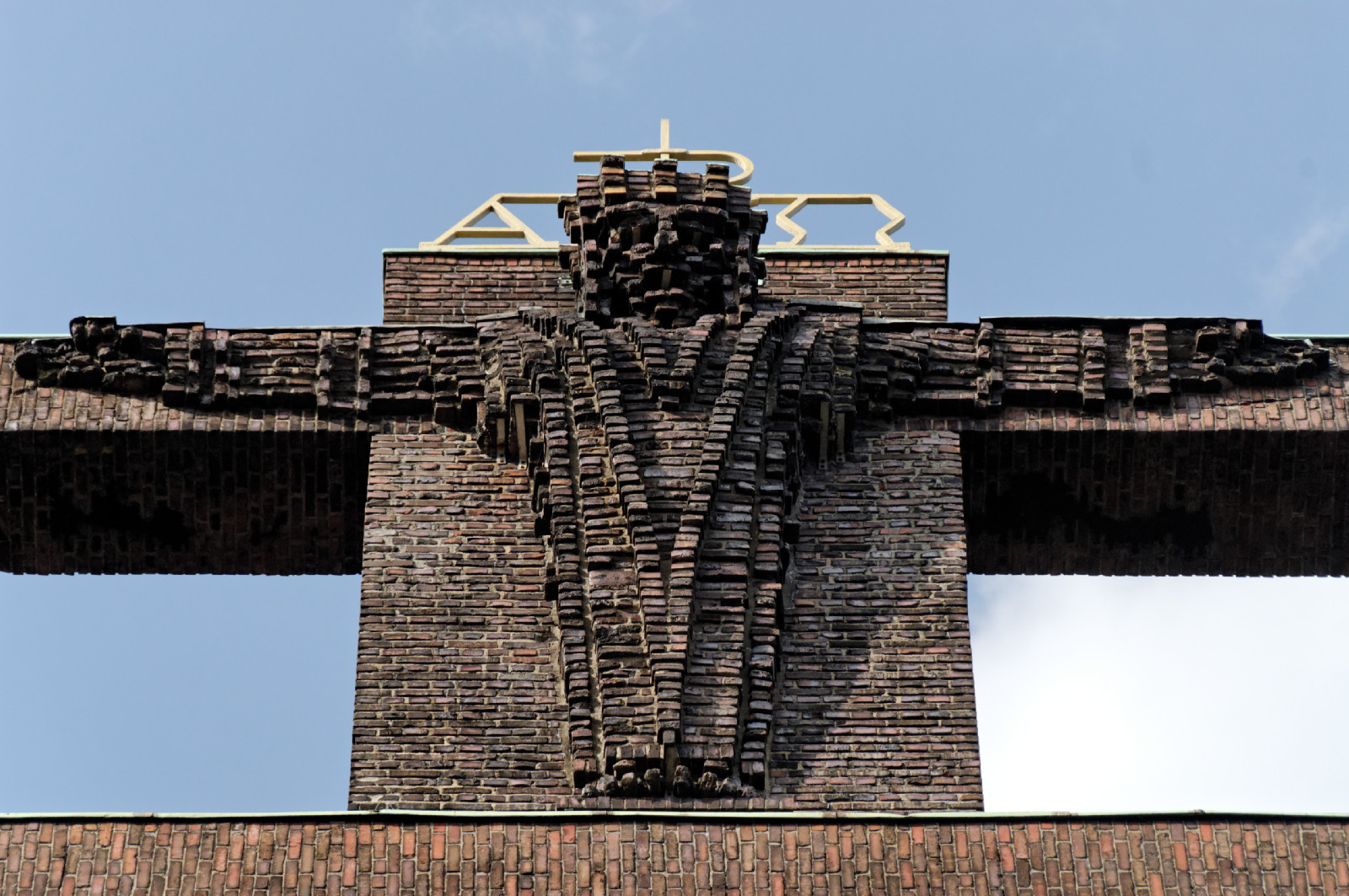
Heilig-Kreuz-Kirche in Gelsenkirchen-Ückendorf (Detail)
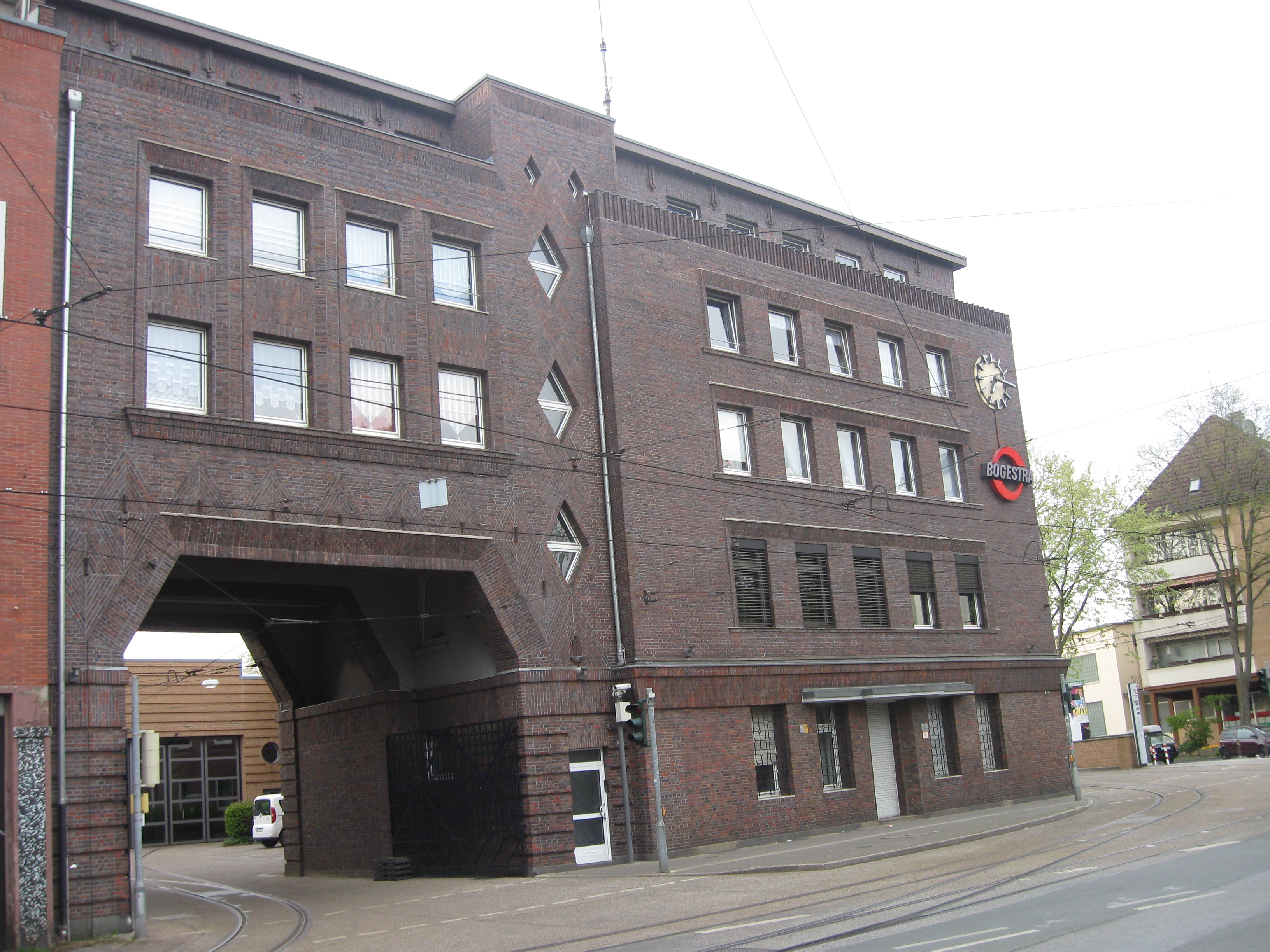
Straßenbahn-Betriebshof Gelsenkirchen (1925–1926)
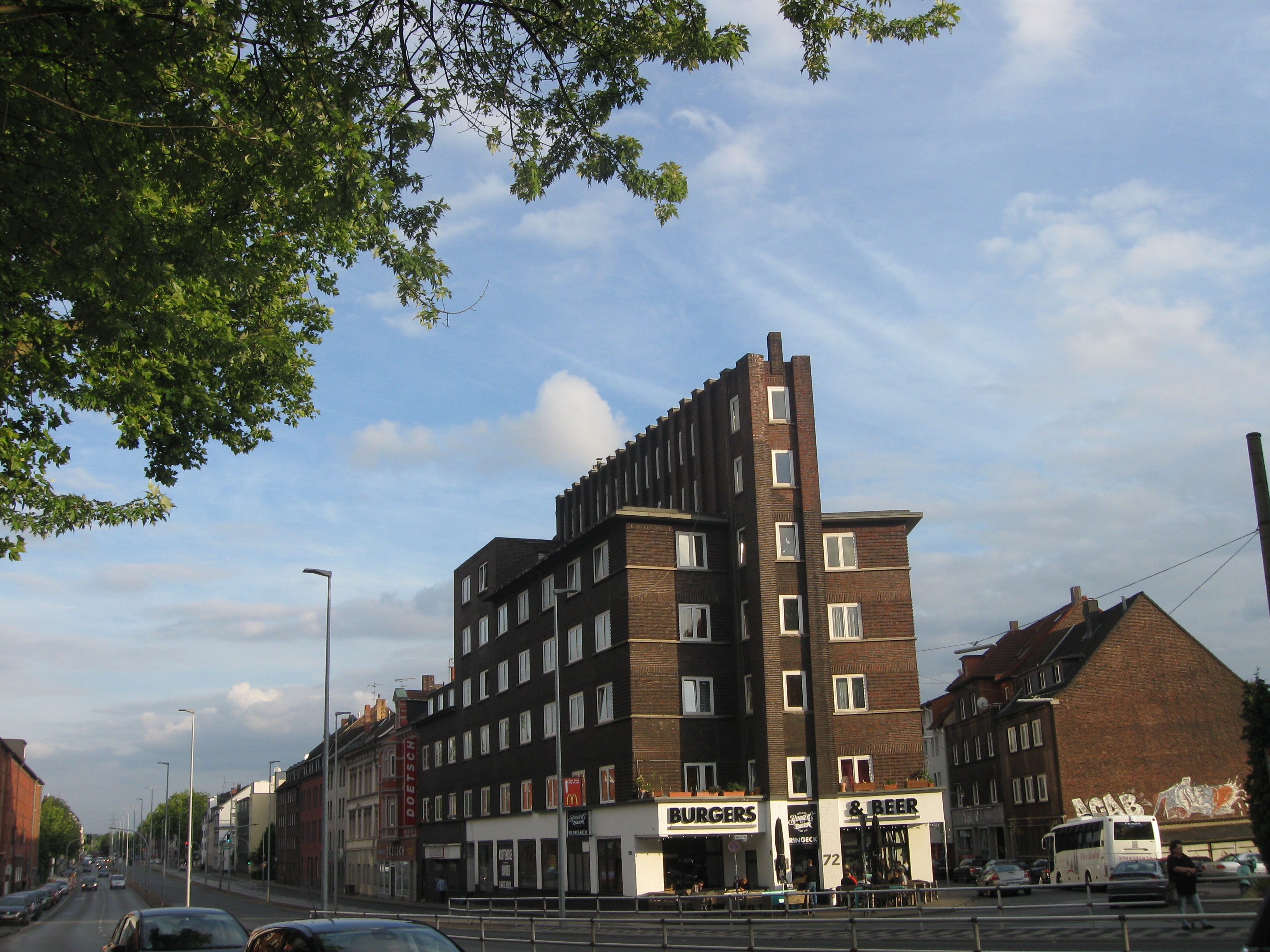
Wohn- und Geschäftshaus „Ring-Eck“, Gelsenkirchen (1928)
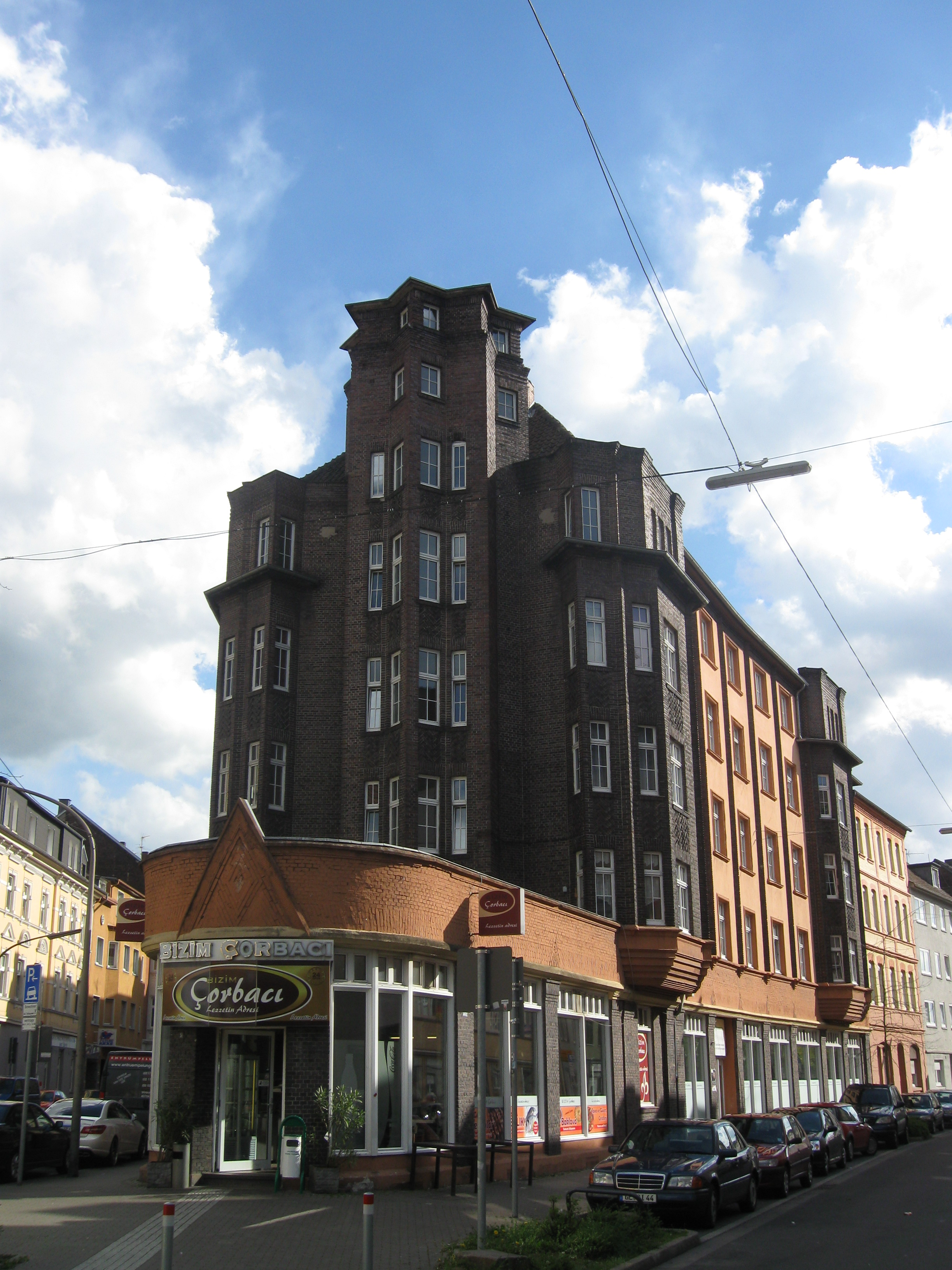
Eckhaus Hauptstraße 80, Gelsenkirchen (1926–1927)
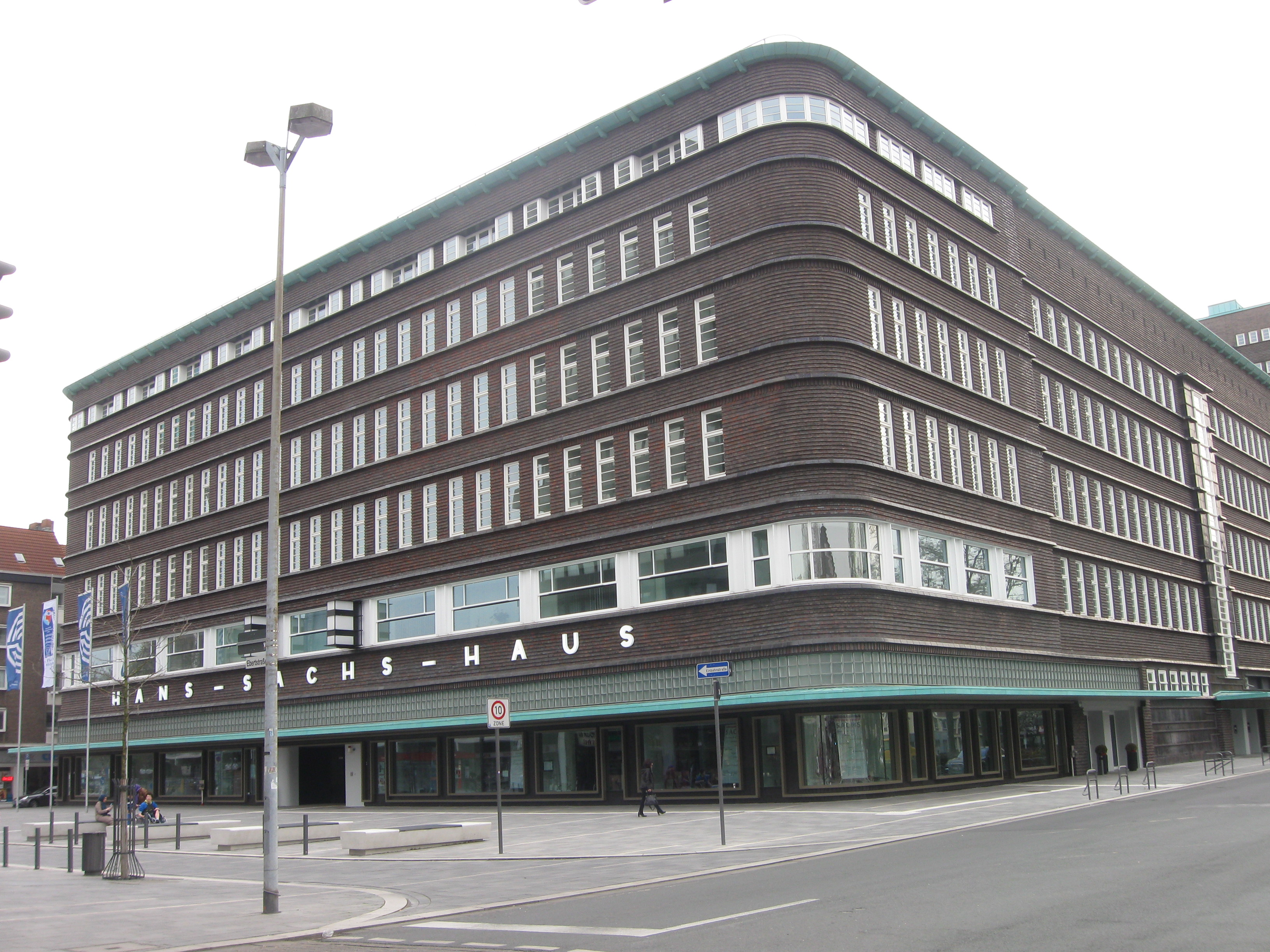
Hans-Sachs-Haus, Gelsenkirchen (1924–1927)
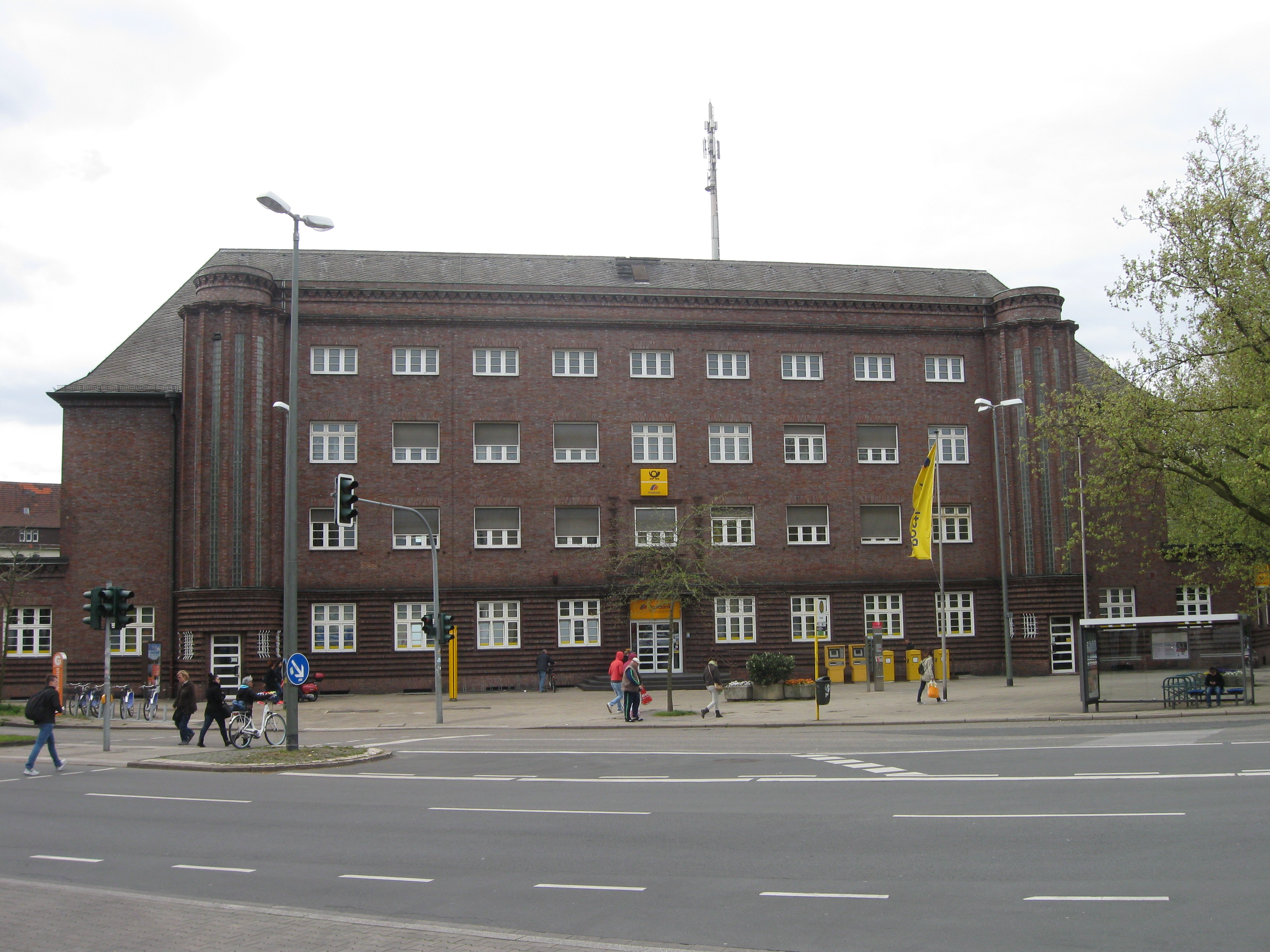
Hauptpost Buer (1927)
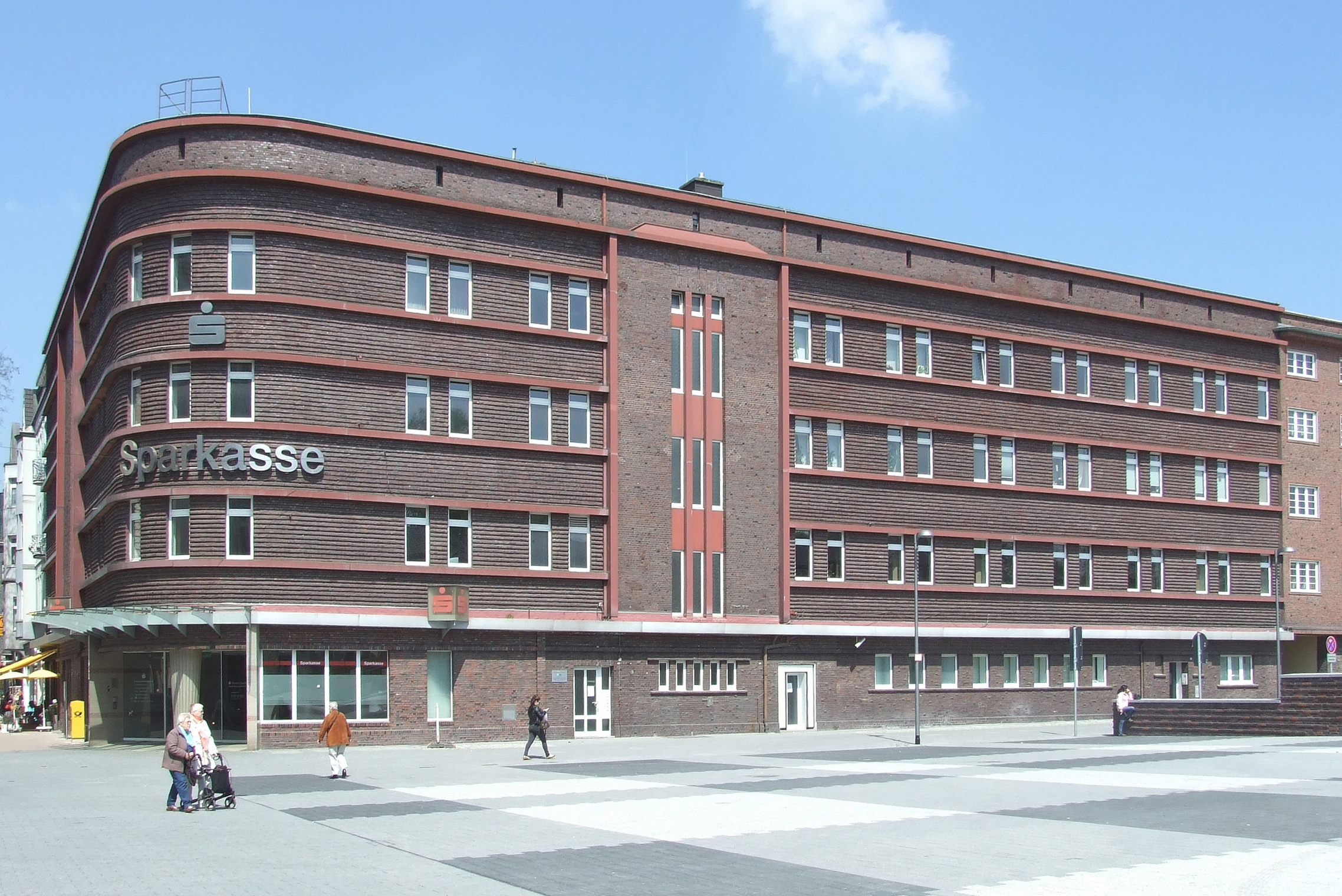
Sparkasse Wanne-Eickel (1926–1928)
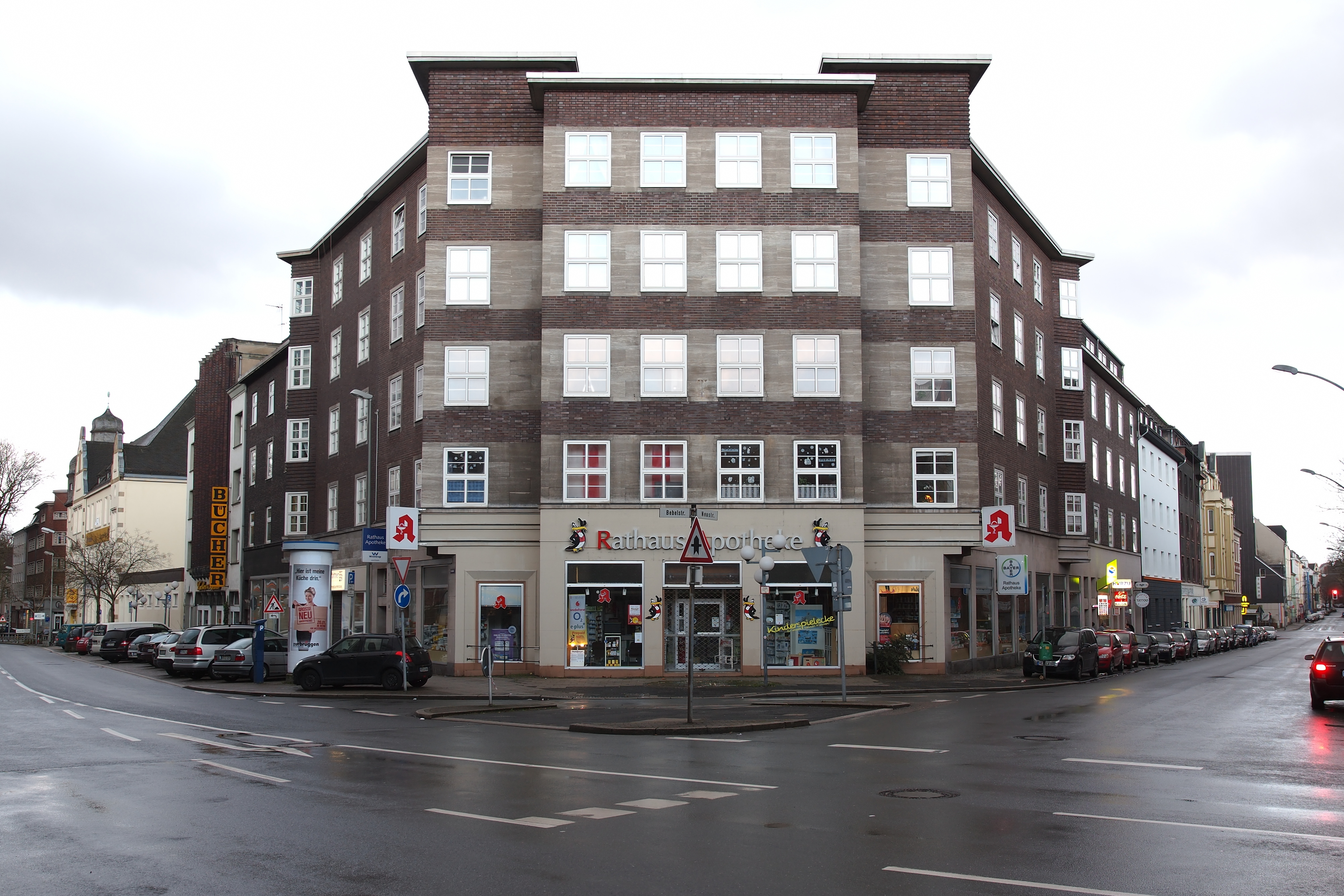
Hansa-Haus in Herne (1927/28)
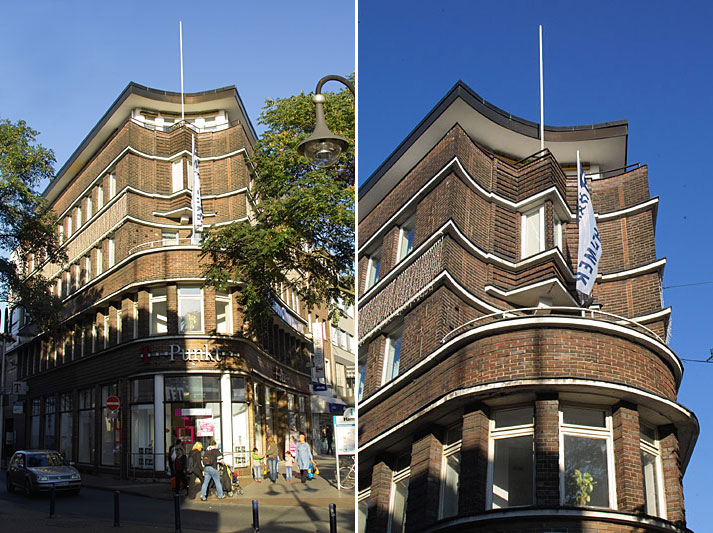
Geschäftshaus Lommel in Hamm (Westfalen) von Max Krusemark (1927)
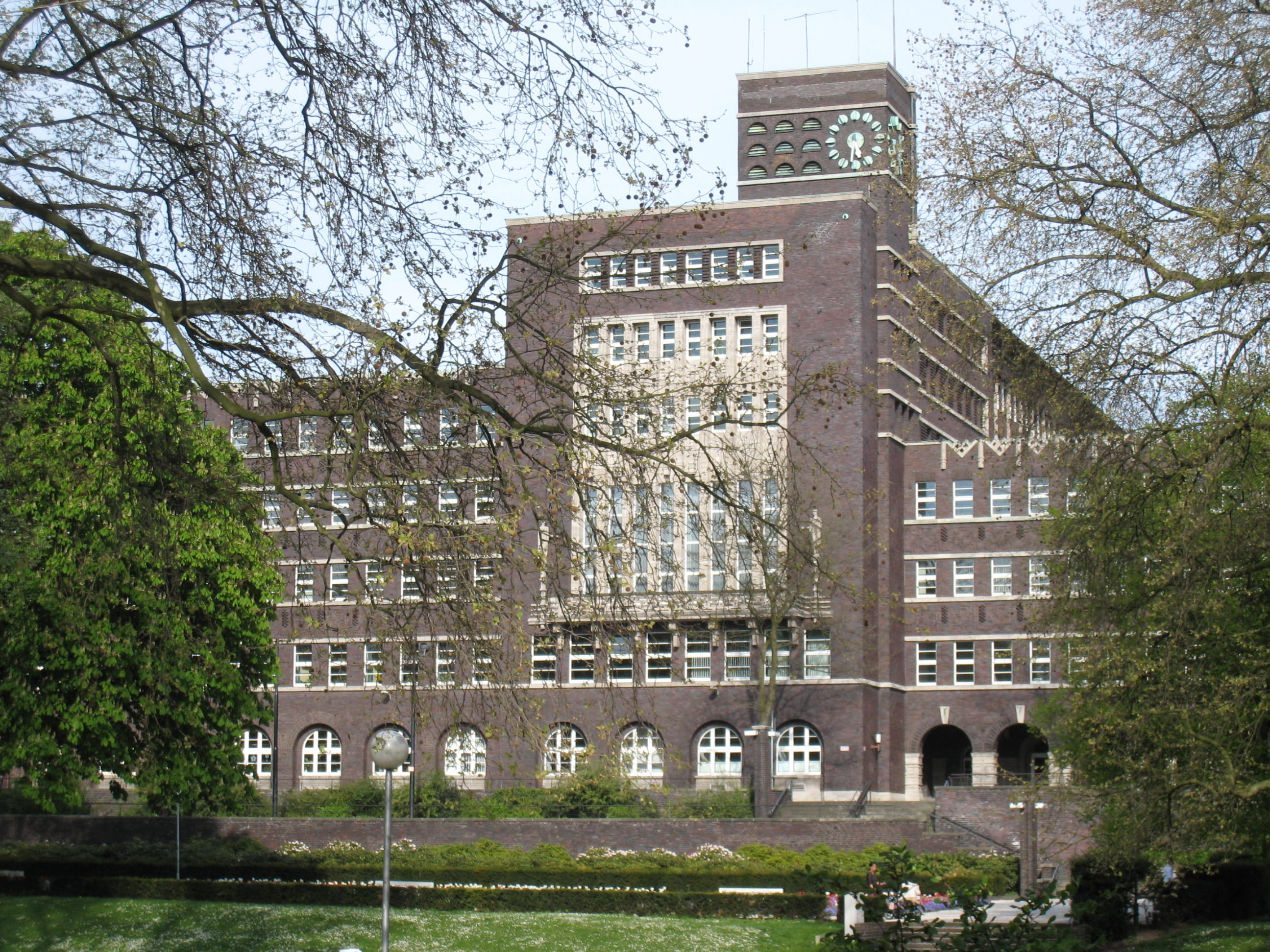
Rathaus Oberhausen (1927–1930)
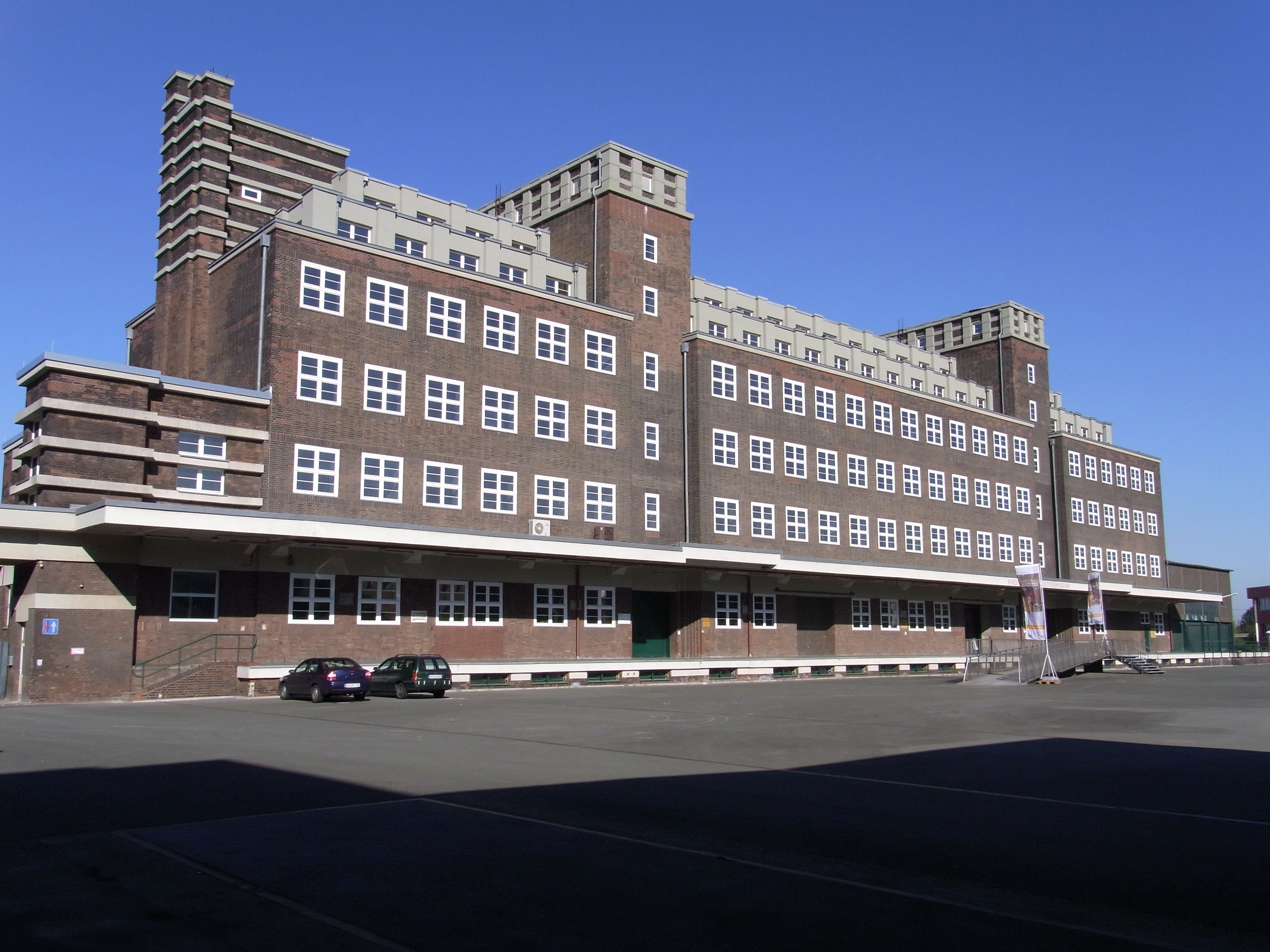
Hauptlagerhaus der Gutehoffnungshütte von Peter Behrens (1921–1925)
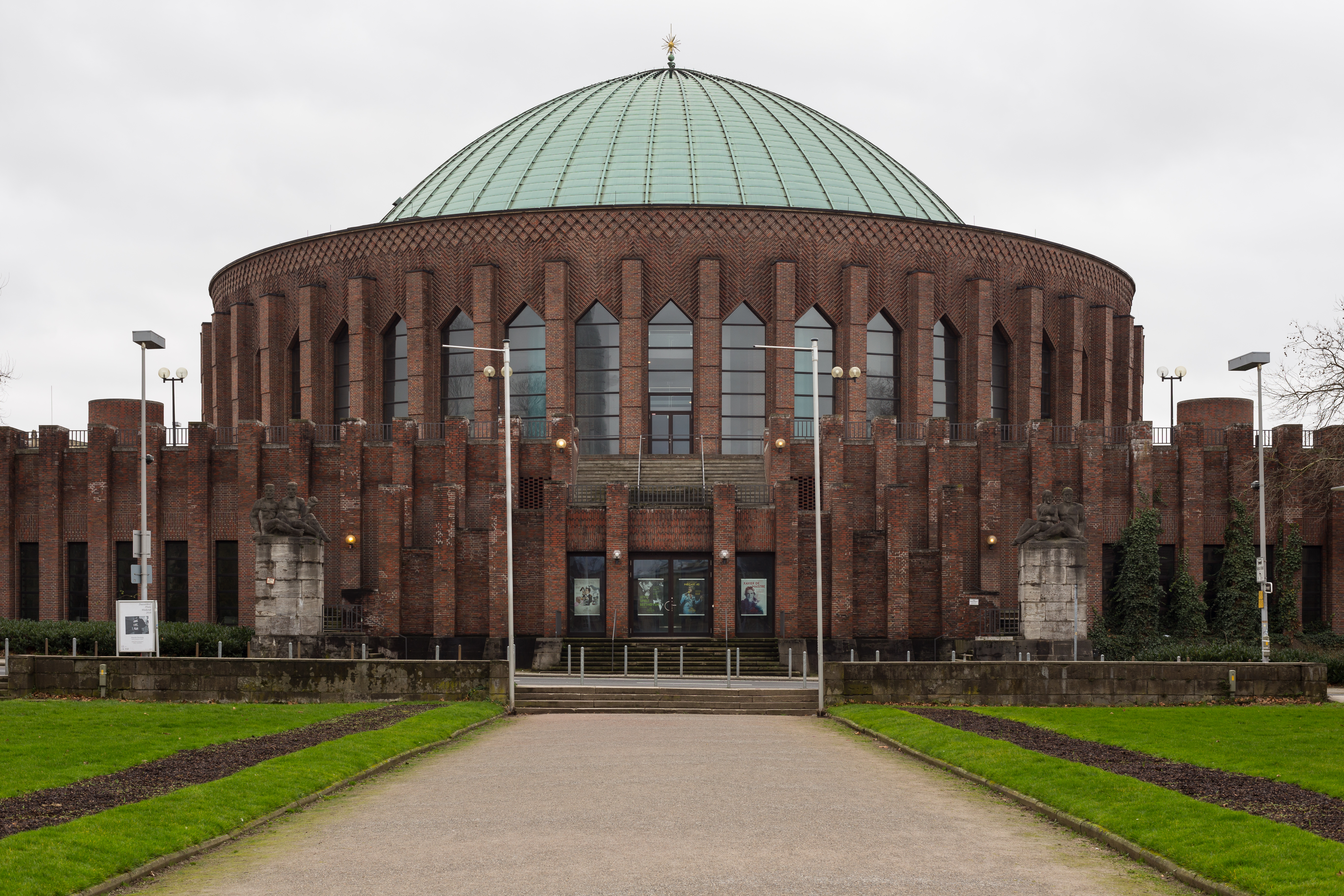
Tonhalle Düsseldorf am Ehrenhof von Wilhelm Kreis, Dauerbau zur Ausstellung GeSoLei (1925/1926)
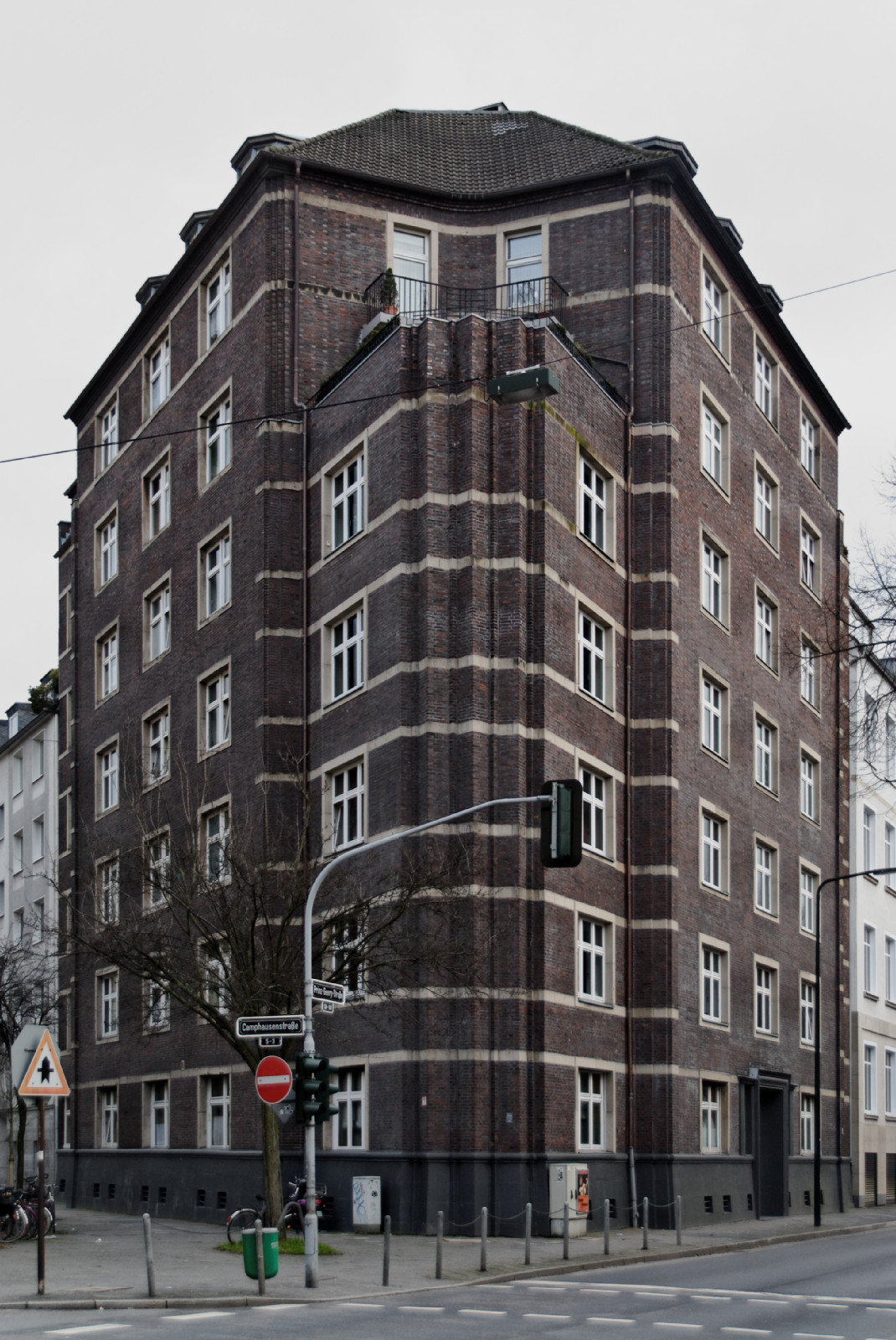
Prinz-Georg-Straße 100, Düsseldorf (1924–1925)
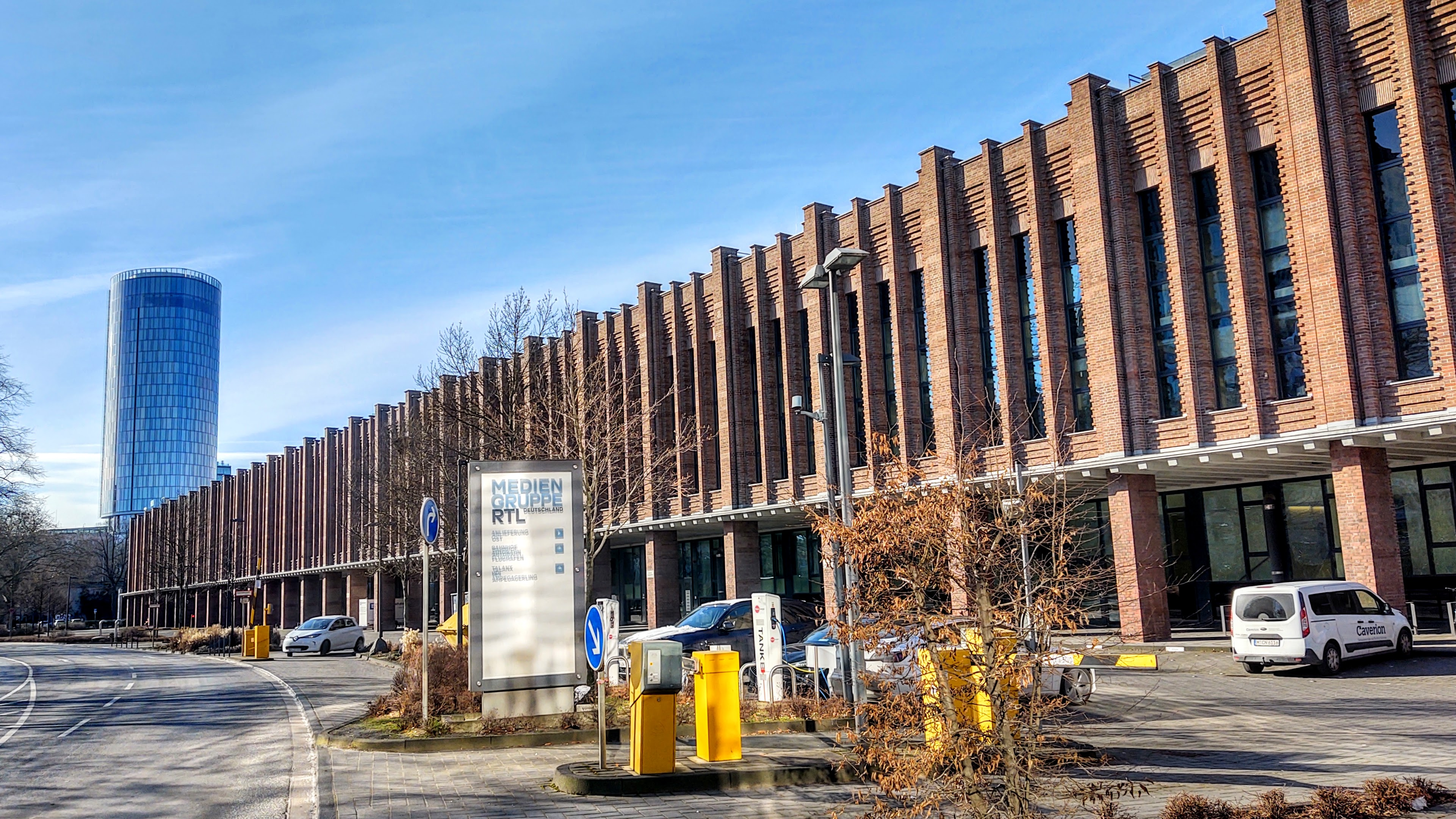
Alte Messehallen der Koelnmesse, Köln (1922–1924)

### Berlin
- Verwaltungs-Hochhaus der Borsigwerke (Borsigturm) in Tegel, Entwurf Eugen Schmohl, Bau 1922–1925.
- Fernamt Berlin an der Winterfeldtstraße in Schöneberg, Entwurf Otto Spalding und Kurt Kuhlow, für die Deutsche Reichspost in zwei Bauabschnitten von 1922 bis 1929 erstellt.[3]
- Ullsteinhaus in Tempelhof, Entwurf Eugen Schmohl, Bau 1925–1927.
- Wasserturm im Volkspark Jungfernheide, Berlin-Charlottenburg, Entwurf Walter Helmcke, erbaut von 1925 bis 1927
- Dienstgebäude des Reichspostzentralamts in Berlin-Tempelhof, Ringbahnstraße 130; Entwurf Edmund Beisel und Karl Pfuhl, Bau 1925–1928.
- Gesundheitshaus Pankow, Entwurf Eilert Franzen, Bau 1926–1928.
- Kreuzkirche in Schmargendorf, Entwurf Ernst und Günther Paulus, Bau 1927–1929.
- Haus des Rundfunks in Westend, Entwurf Hans Poelzig, Bau 1929–1931.
- Kirche am Hohenzollernplatz in Wilmersdorf, 1928 von Ossip Klarwein im Büro Fritz Höger entworfen, Bau 1930–1934.

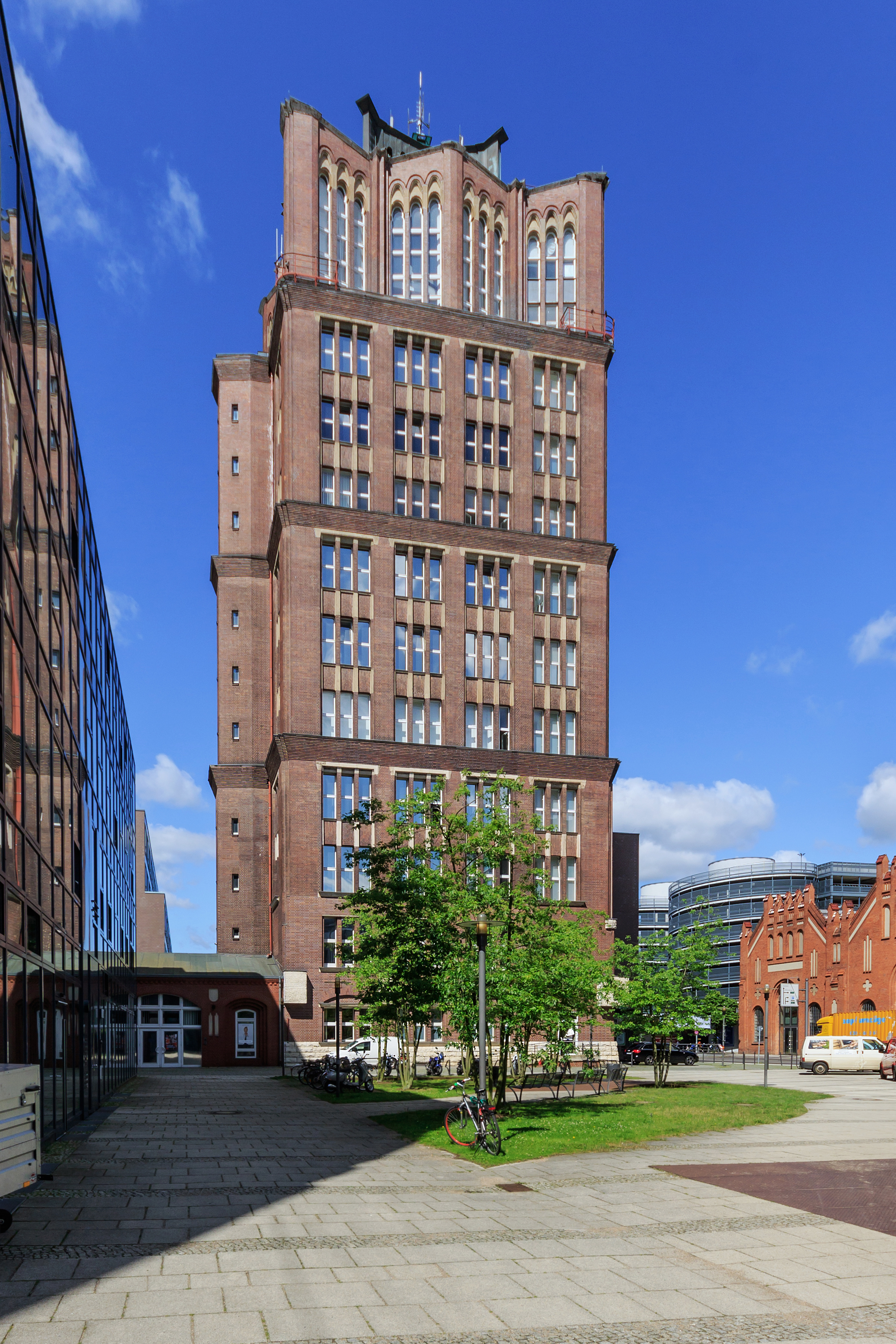
Borsigturm (1925) in Berlin-Tegel
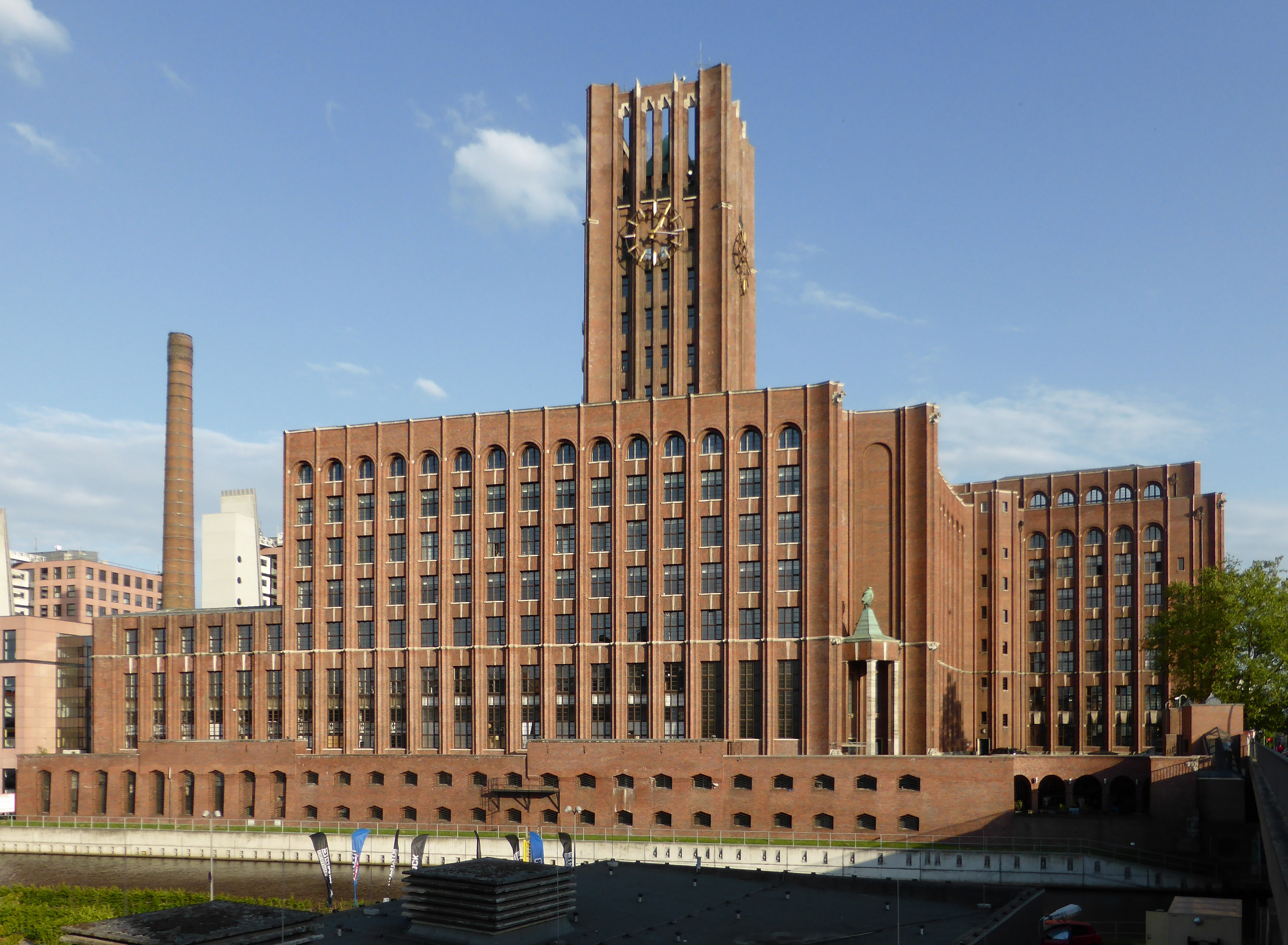
Ullsteinhaus (1927), Berlin-Tempelhof
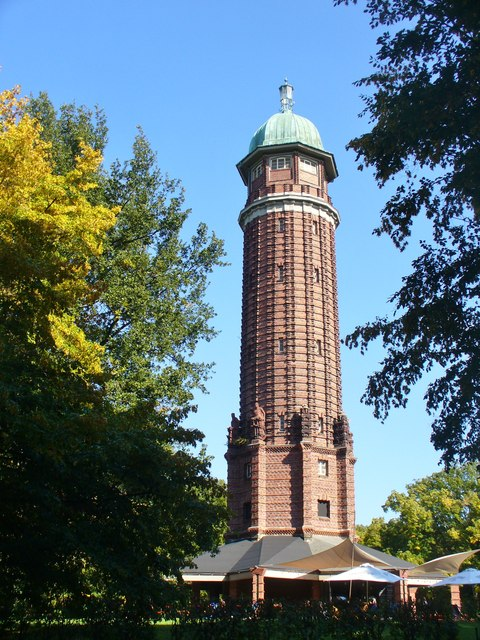
Wasserturm im Volkspark Jungfernheide
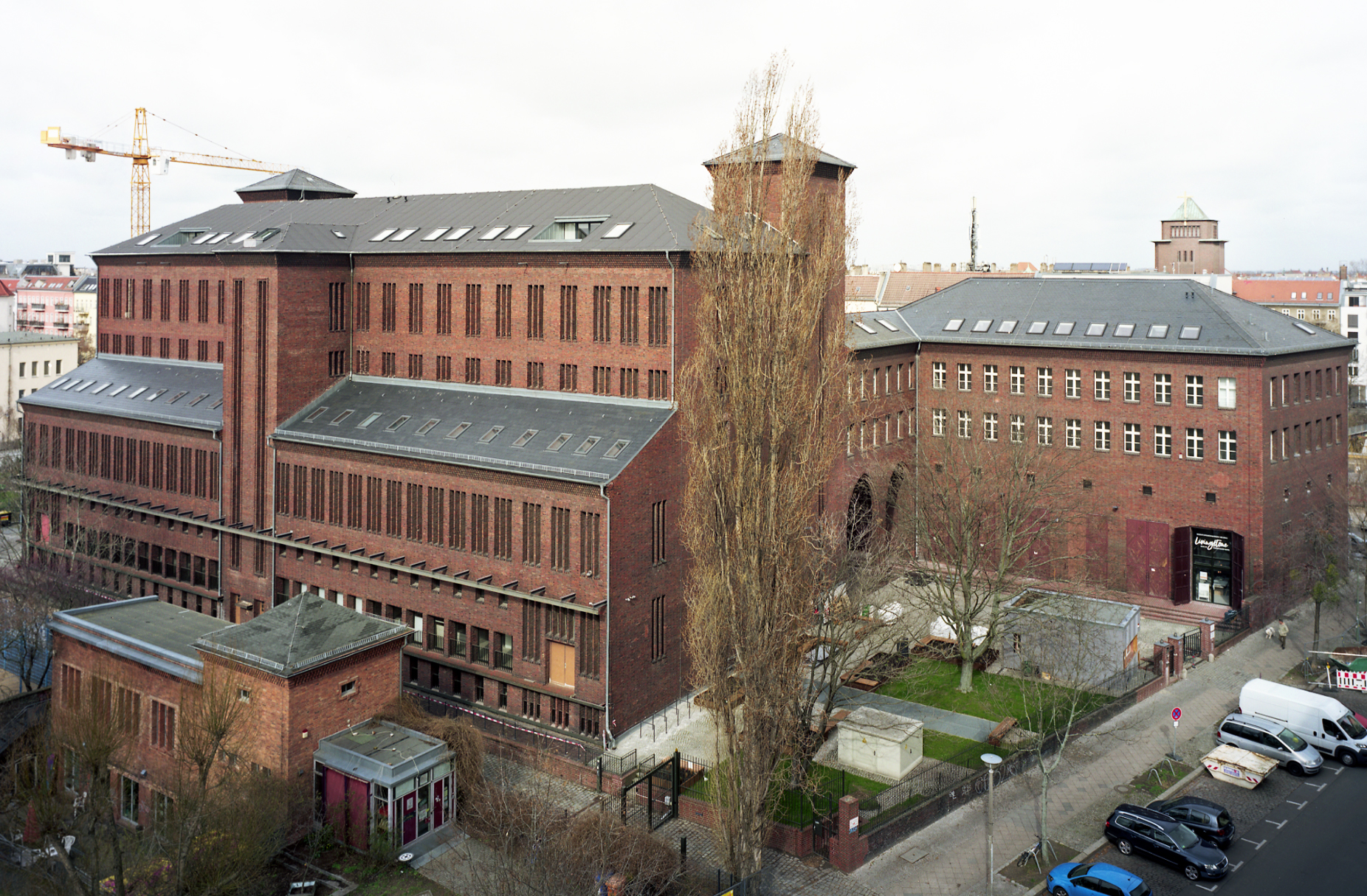
Umspannwerk Humboldt (1926), Berlin Prenzlauer Berg
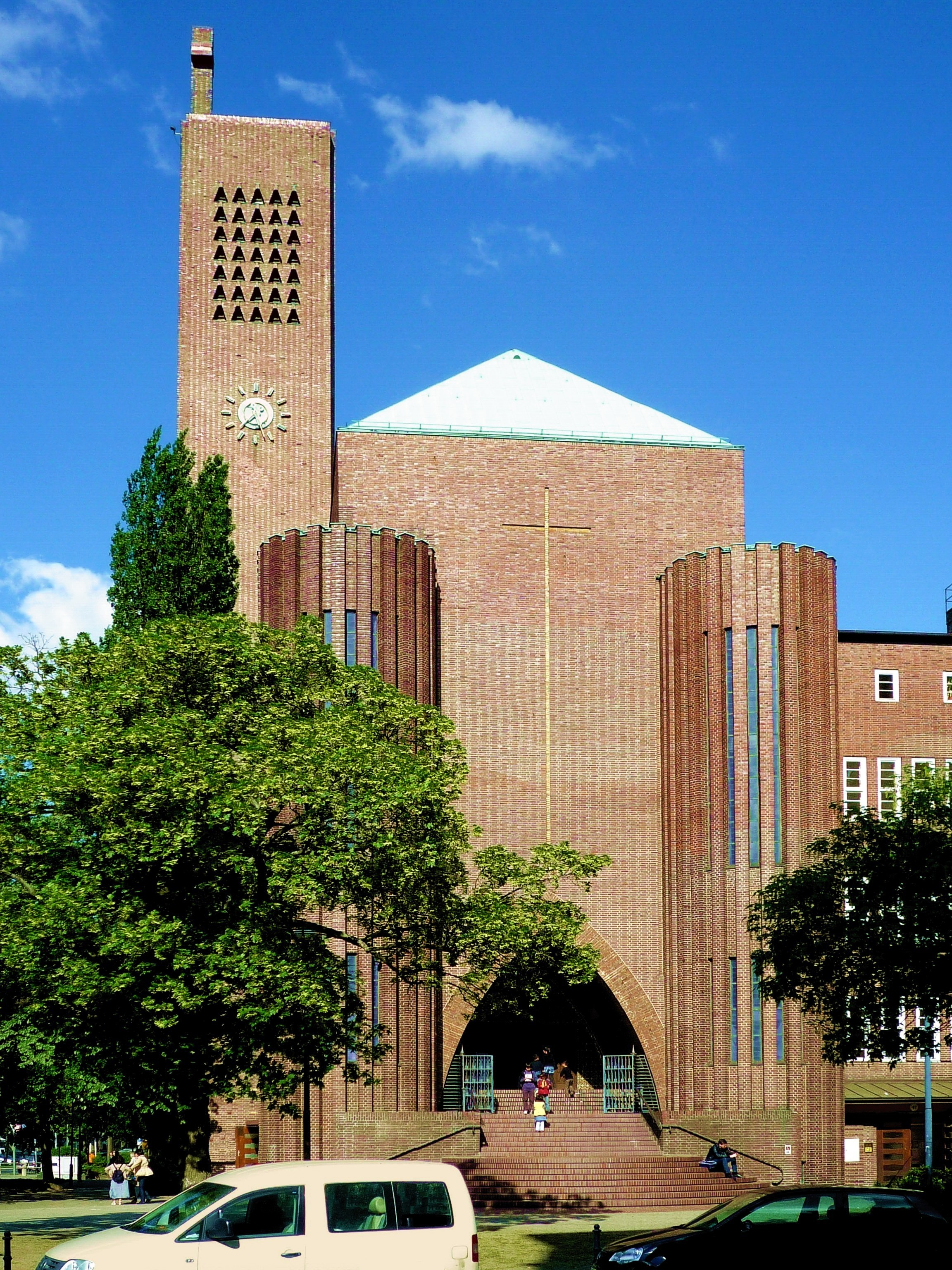
Kirche am Hohenzollernplatz (1934), Berlin-Wilmersdorf
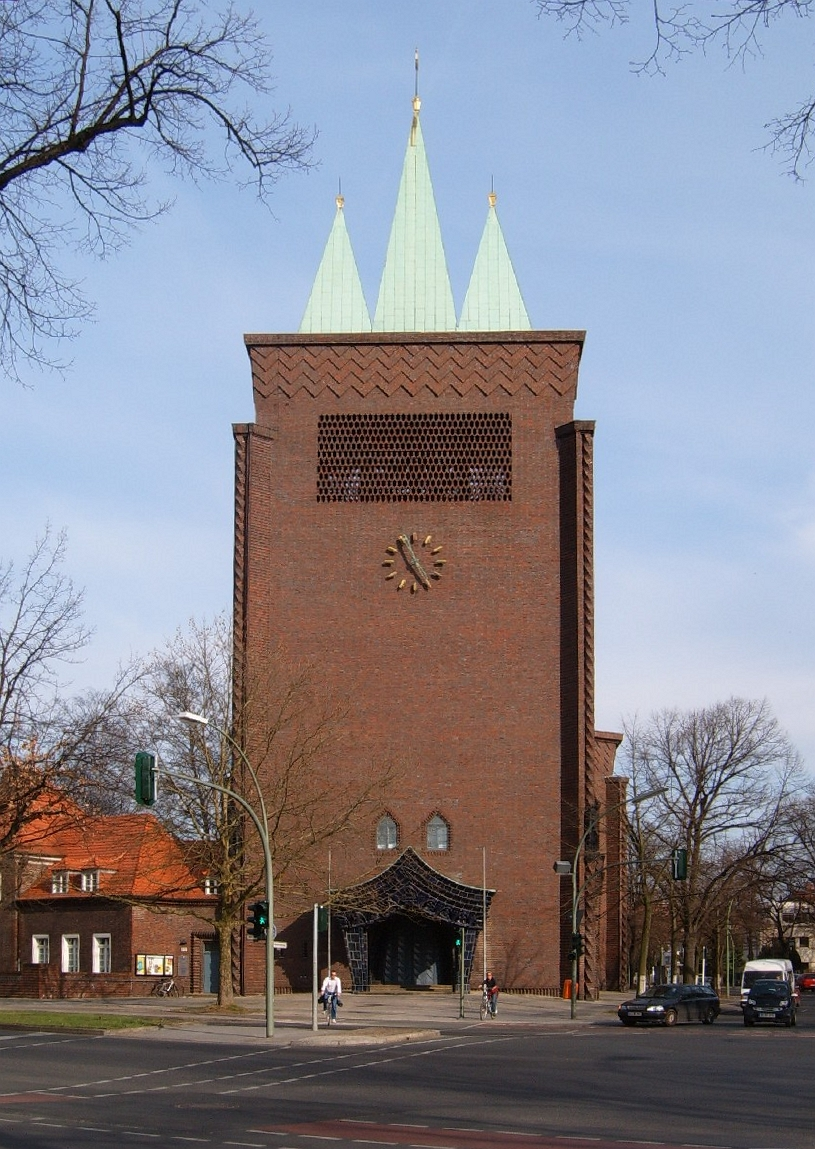
Kreuzkirche Schmargendorf (1927)
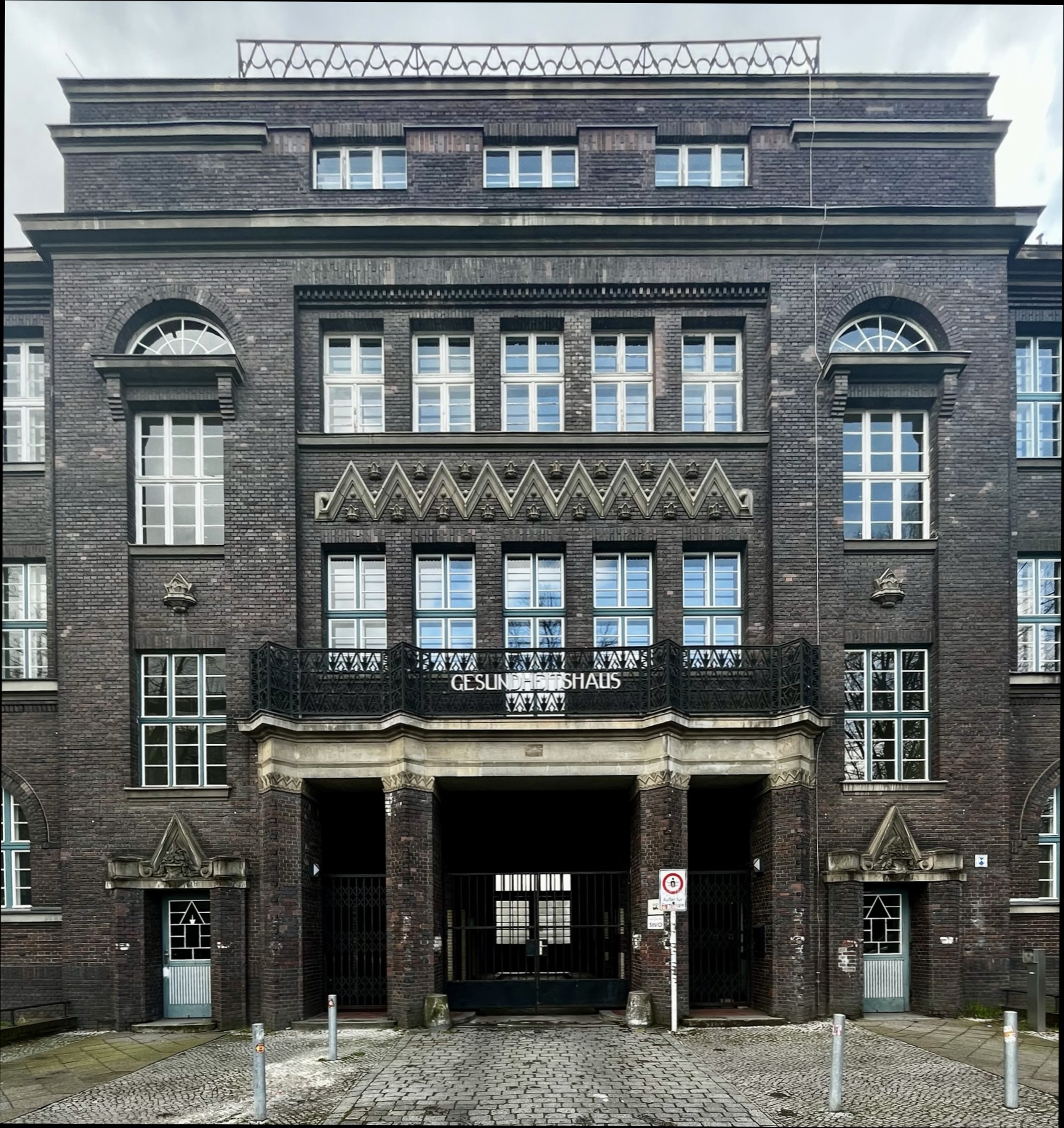
Gesundheitshaus Pankow

### Sachsen-Anhalt
In Magdeburg entstanden einige Gebäude in diesem Stil, zum Beispiel die Stadthalle Magdeburg (als Teil eines Messegeländes), das Fernmeldeamt an der Listemannstraße, der Sitz der AOK an der Lüneburger Straße, die Großgarage am Lorenzweg oder einige Umspannwerke.

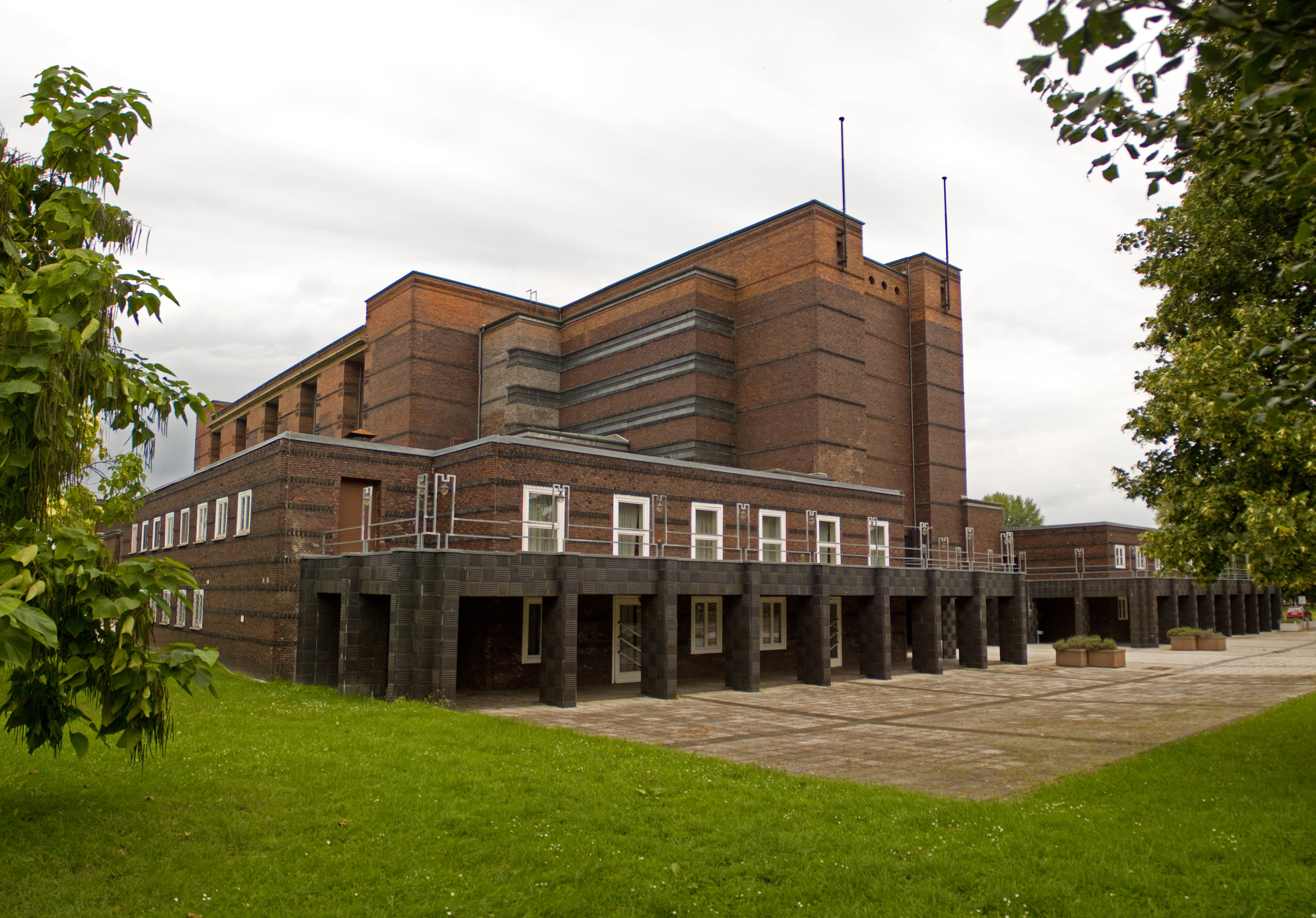
Stadthalle Magdeburg
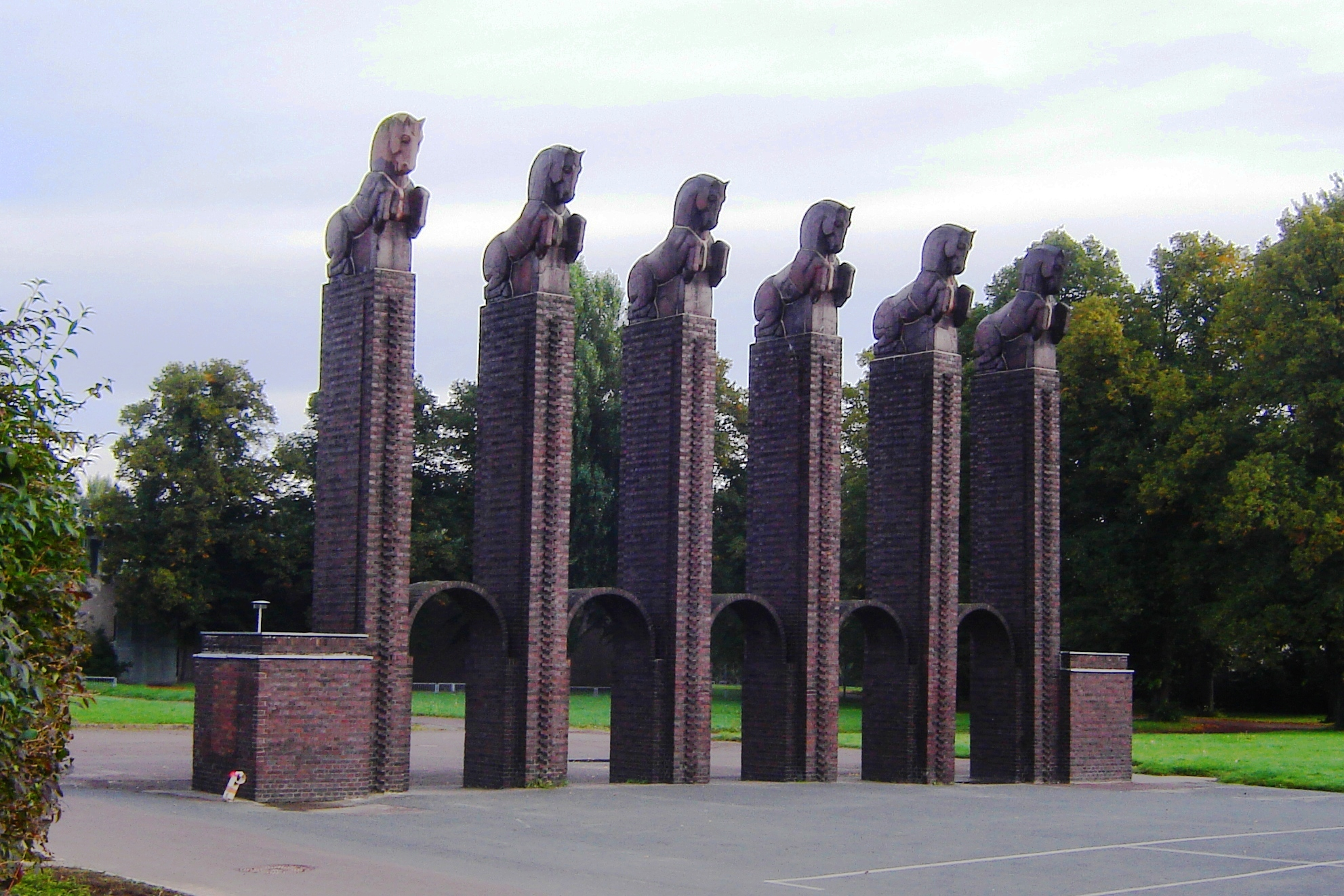
Pferdetor nahe der Stadthalle
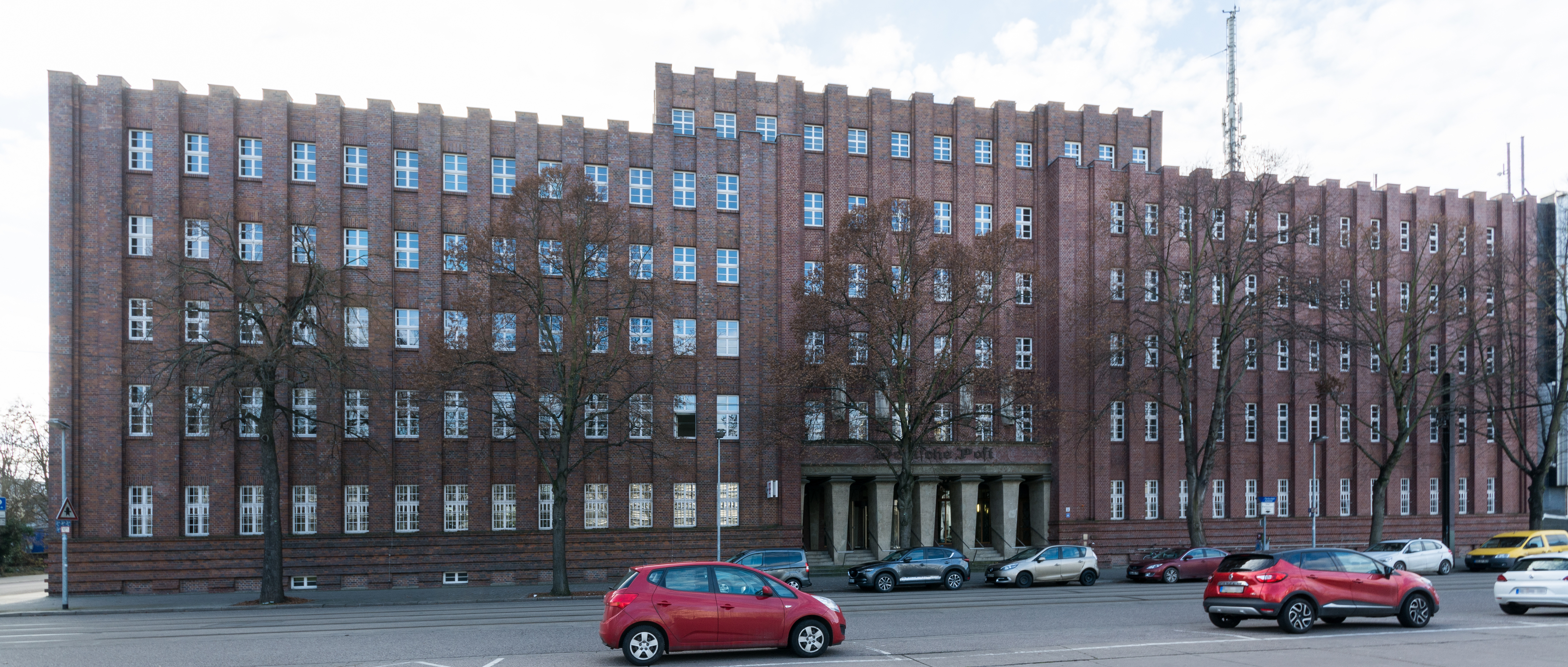
Fernmeldeamt an der Listemannstraße
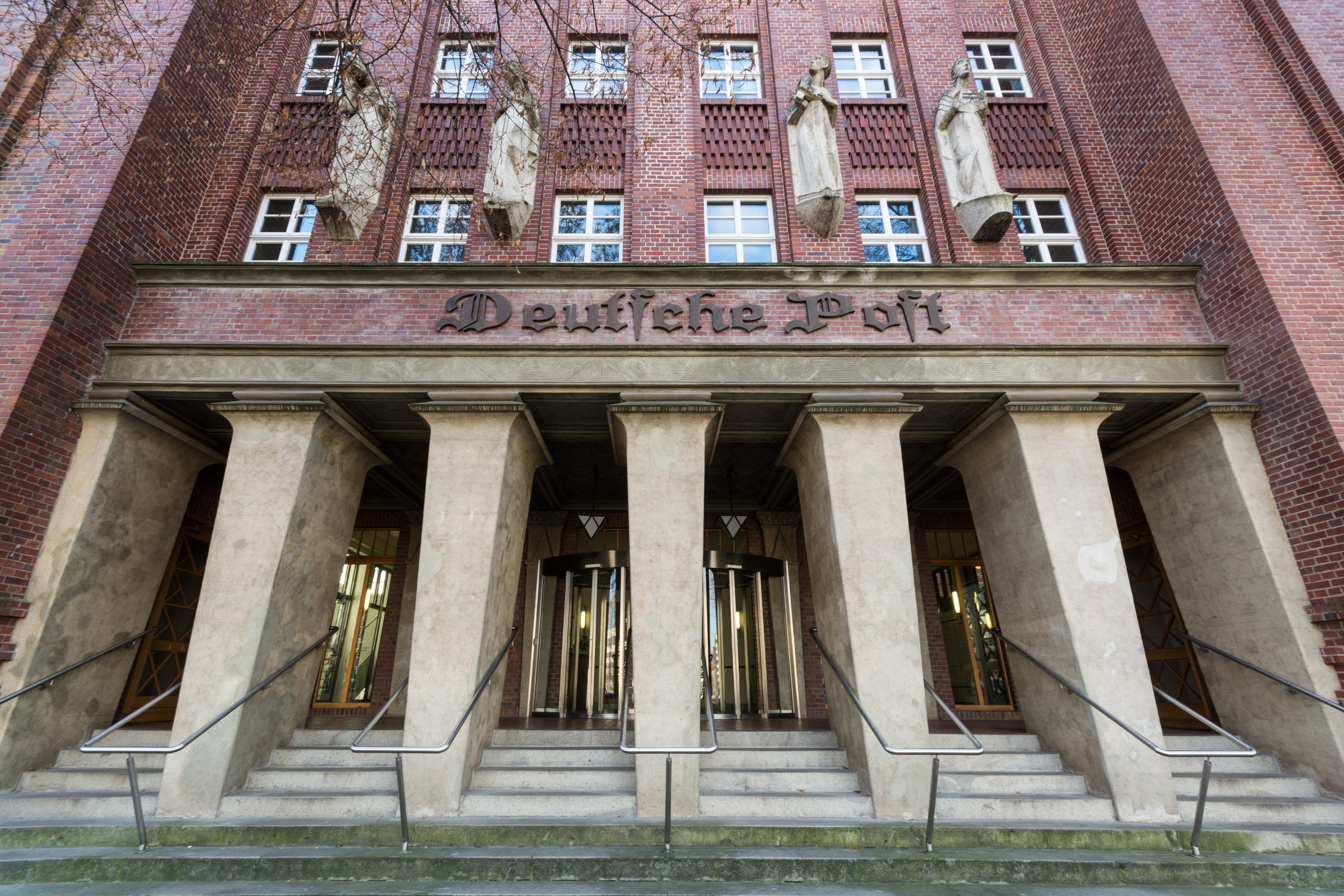
Haupteingang des Fernmeldeamts
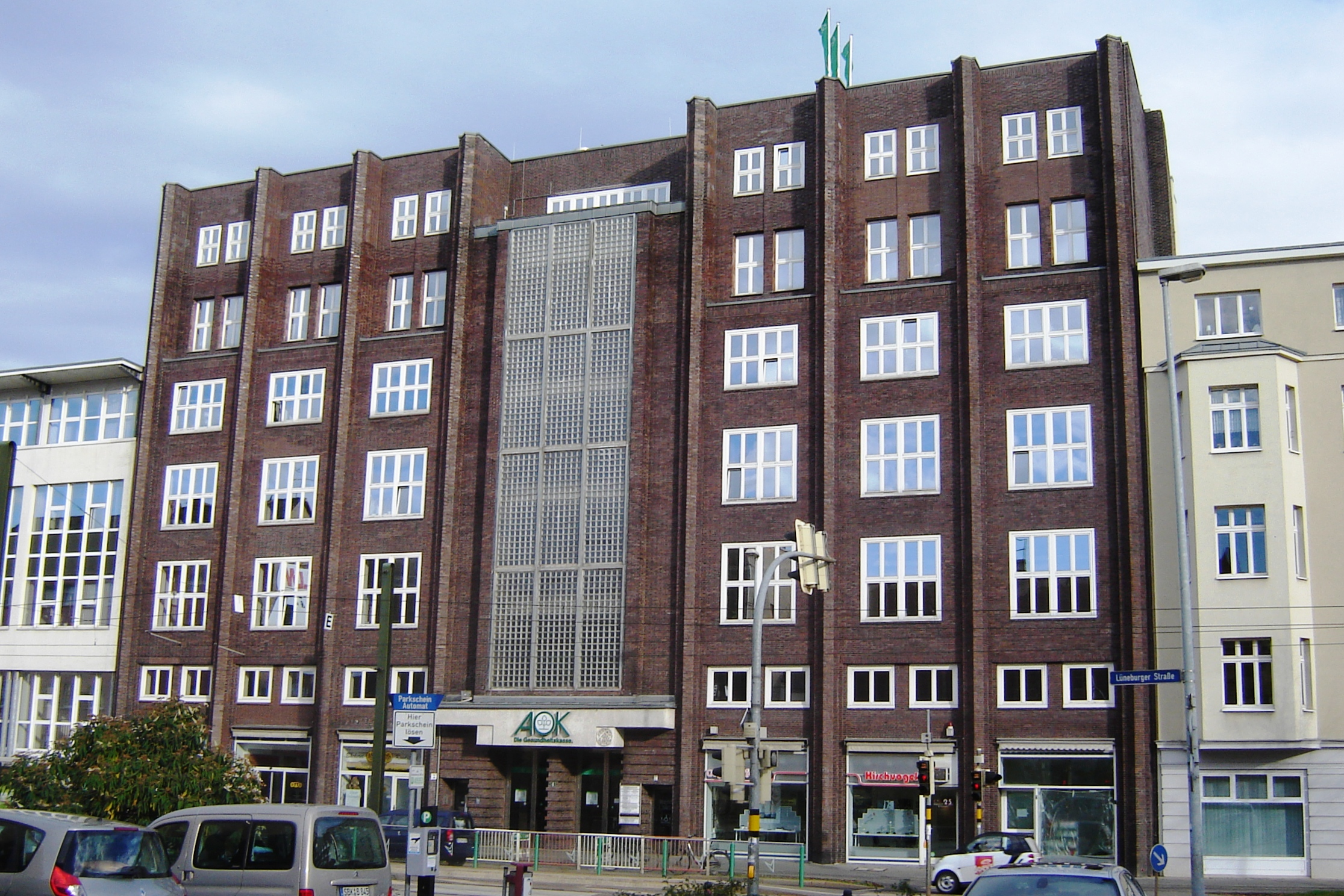
Sitz der AOK an der Lüneburger Straße
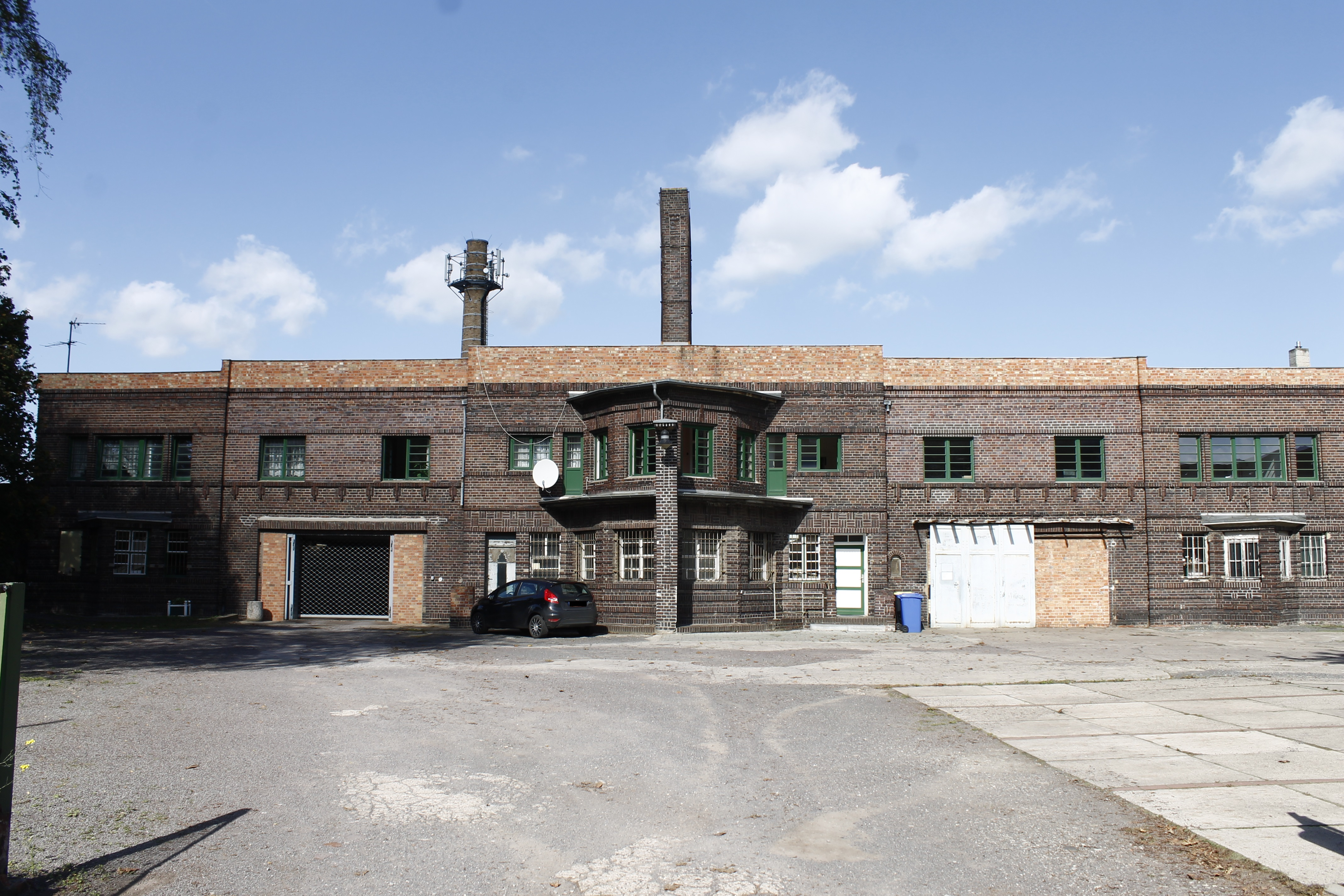
Großgarage am Lorenzweg
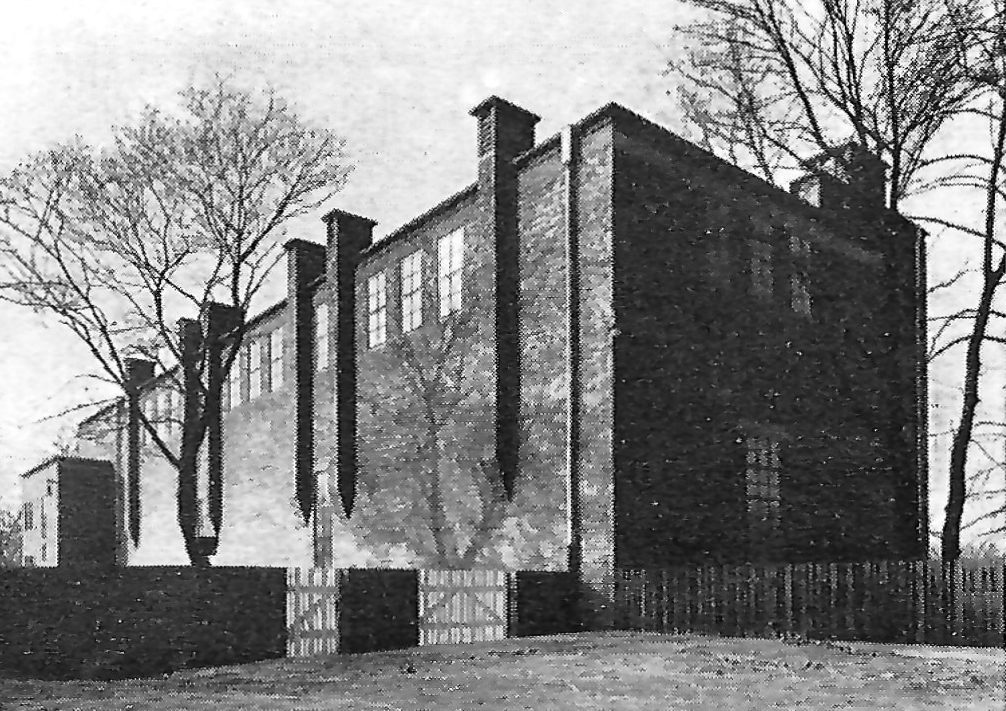
Umspannwerk Buckau (Ansicht von 1926)
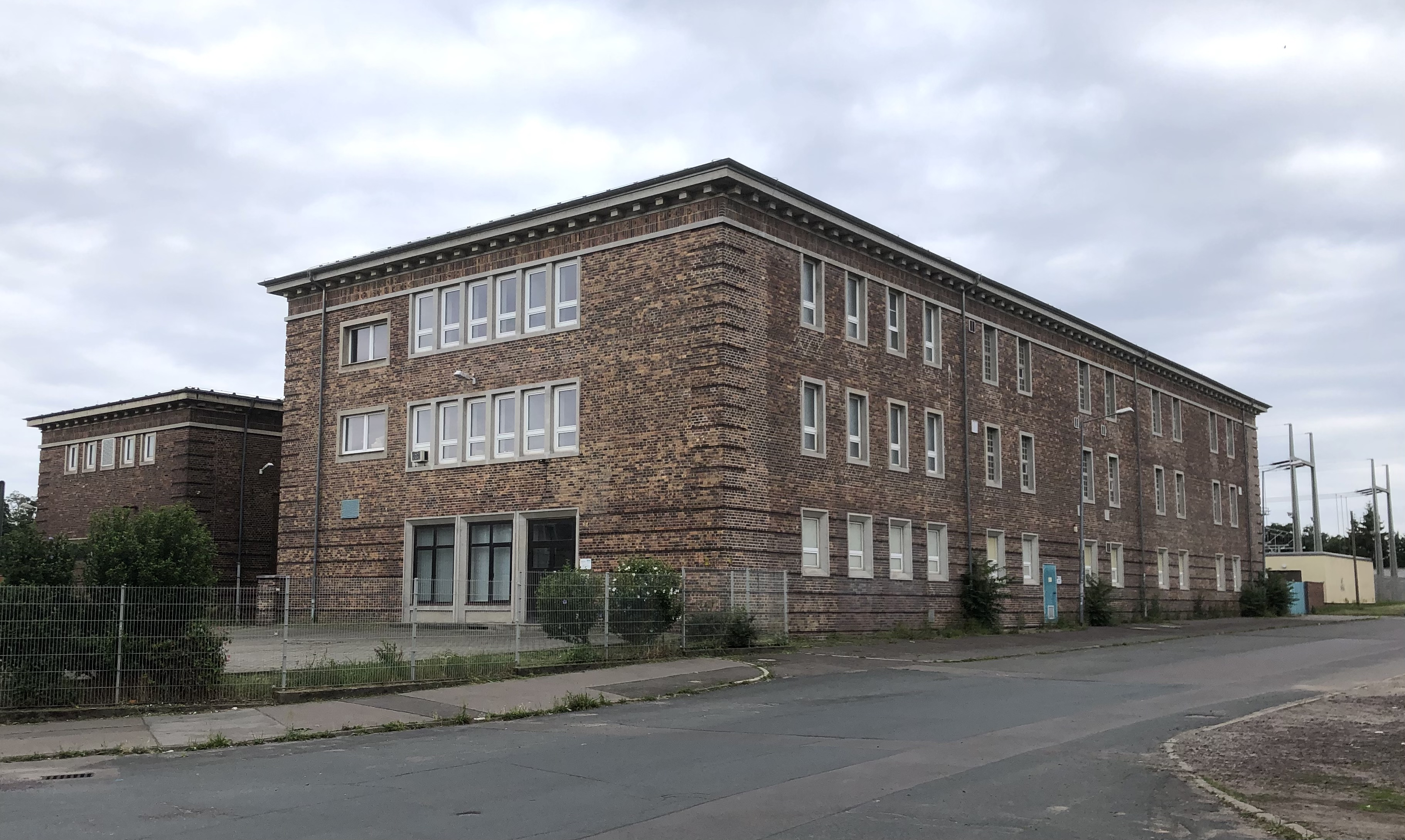
Umspannwerk Sandbreite
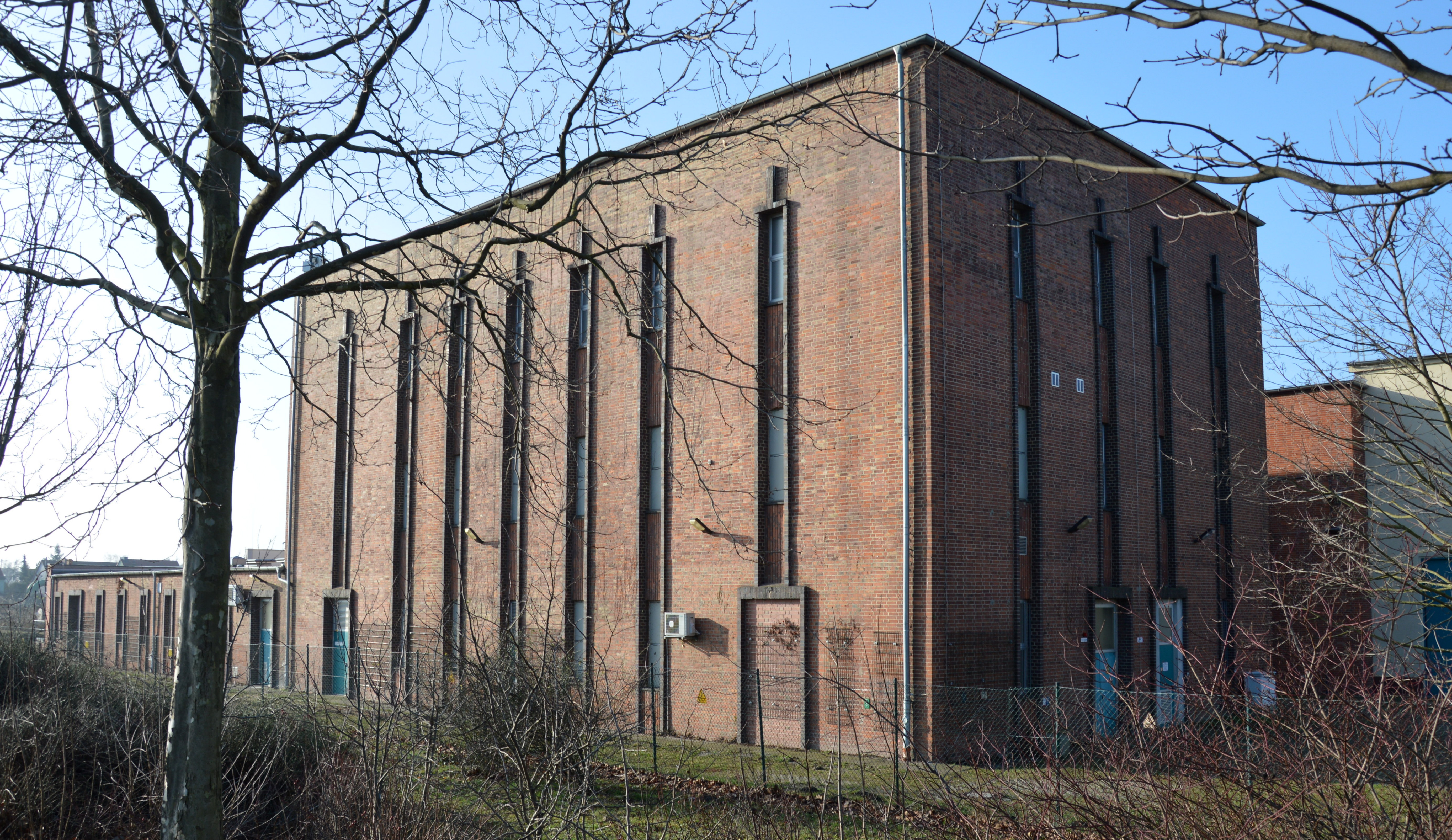
Umspannwerk Rothensee

### Sachsen
Insbesondere in Chemnitz entstanden typische Fabrikbauten im Stil des Klinkerexpressionismus (z. B. der Erweiterungsbau der Textilfabrik Sigmund Goeritz AG, 1926 von Hans Poelzig, oder der Erweiterungsbau mit 60 Meter hohem Uhrturm der Maschinenfabrik Schubert & Salzer, 1927 von Erich Basarke), aber auch Verwaltungsgebäude und Schulen (wie Deutschlands größtes Berufsschul-Gebäude, die 1928 von Friedrich Wagner-Poltrock errichtete Industrieschule). Im Leipziger Stadtteil Plagwitz wurde nach Plänen des Architekten Fritz Höger von 1929 bis 1932 der Bau der Konsumzentrale in der Industriestraße 85–95 errichtet. Je nach Klassifizierung wird das Bauwerk auch der Neuen Sachlichkeit zugerechnet. 

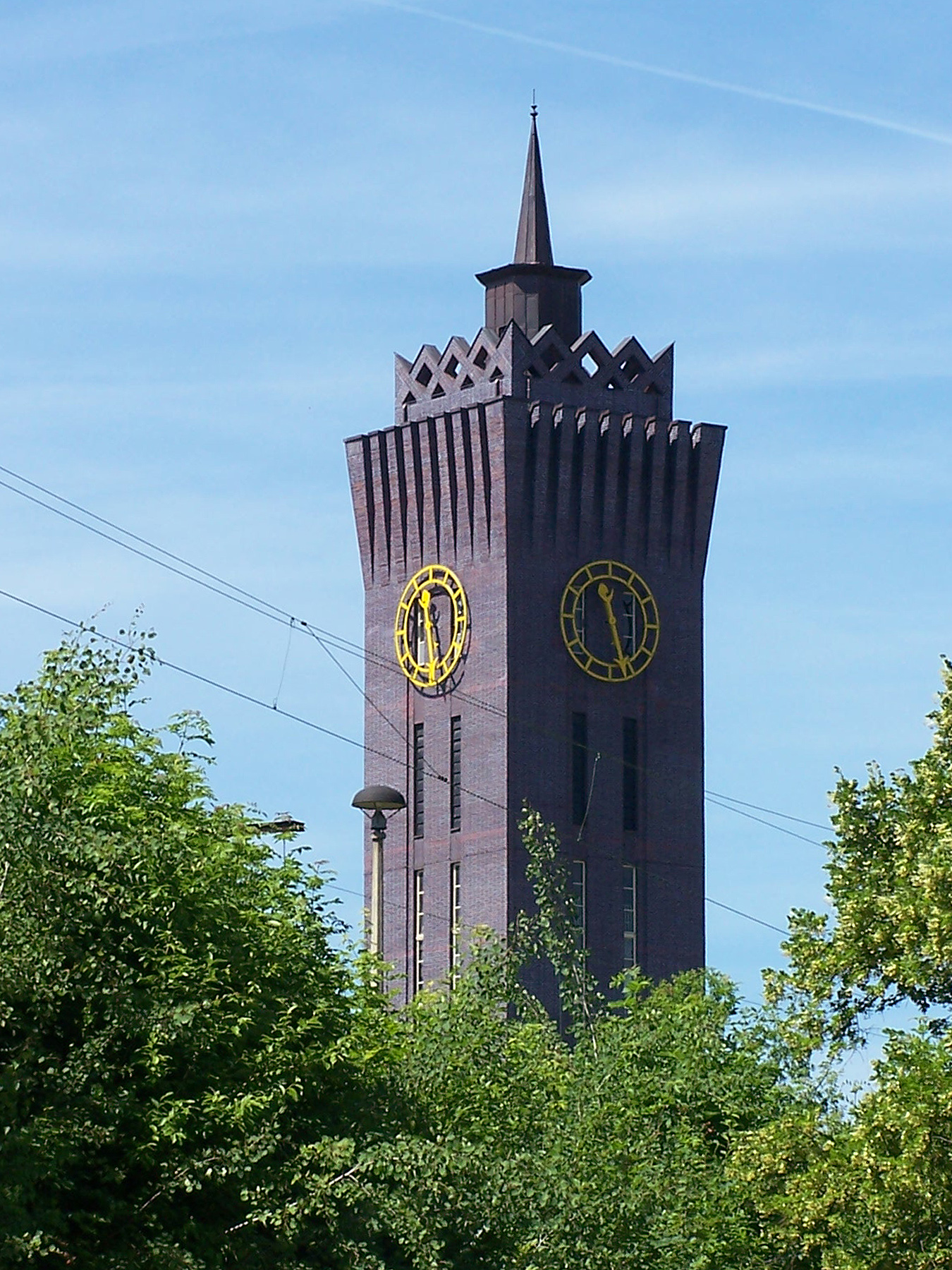
Uhrturm der Fa. Schubert & Salzer in Chemnitz
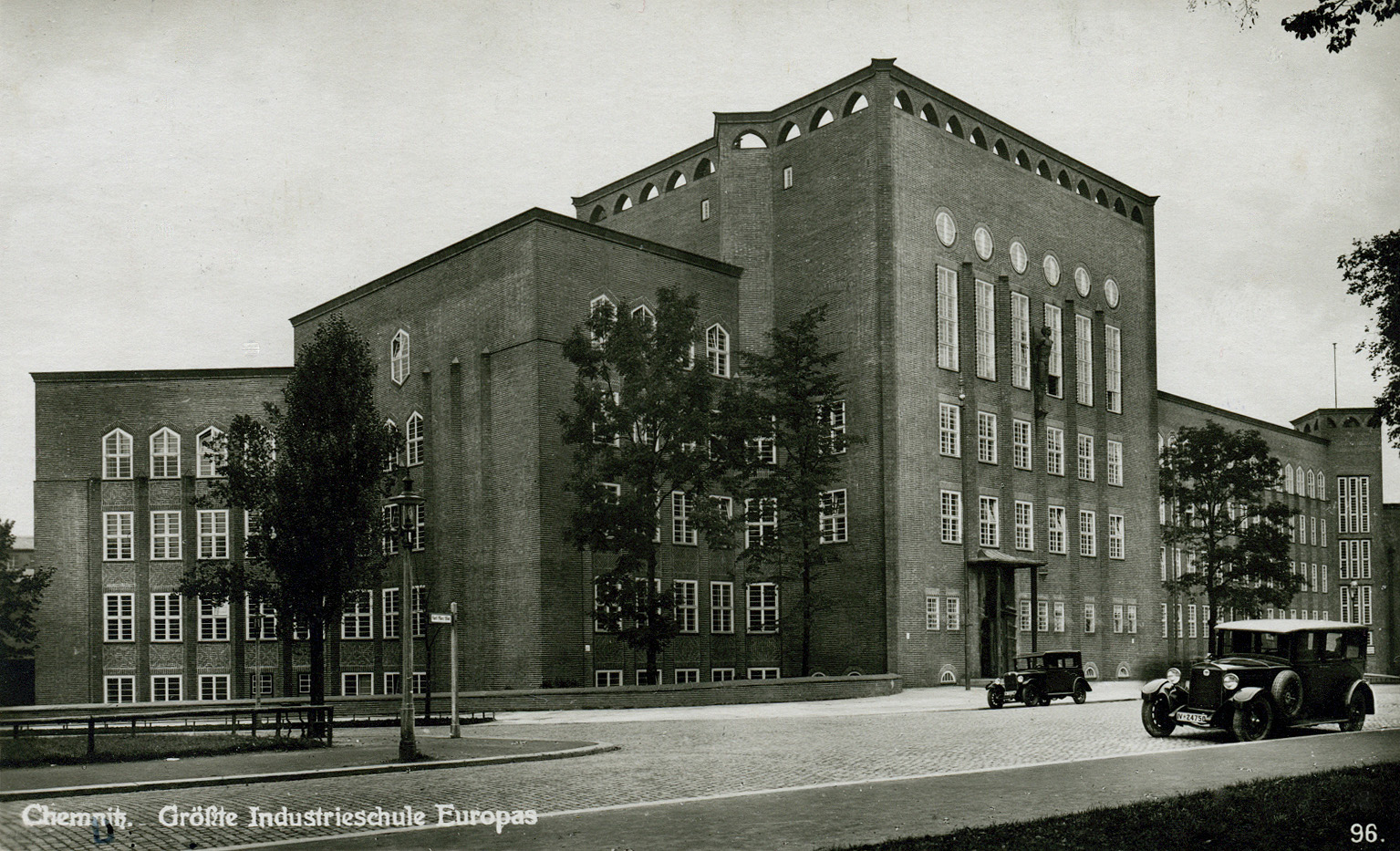
Industrieschule Chemnitz (1928)
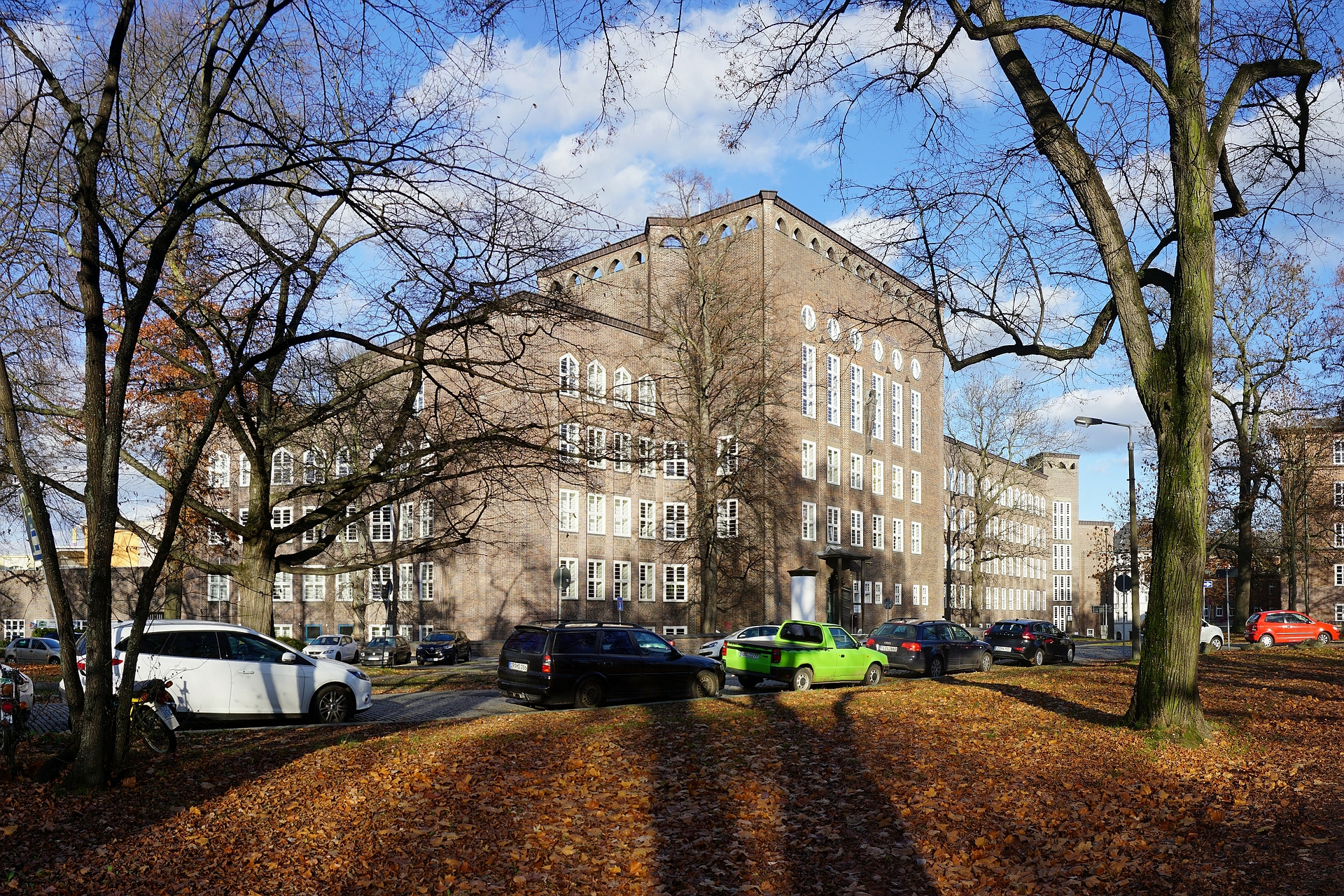
Industrieschule Chemnitz (2015)
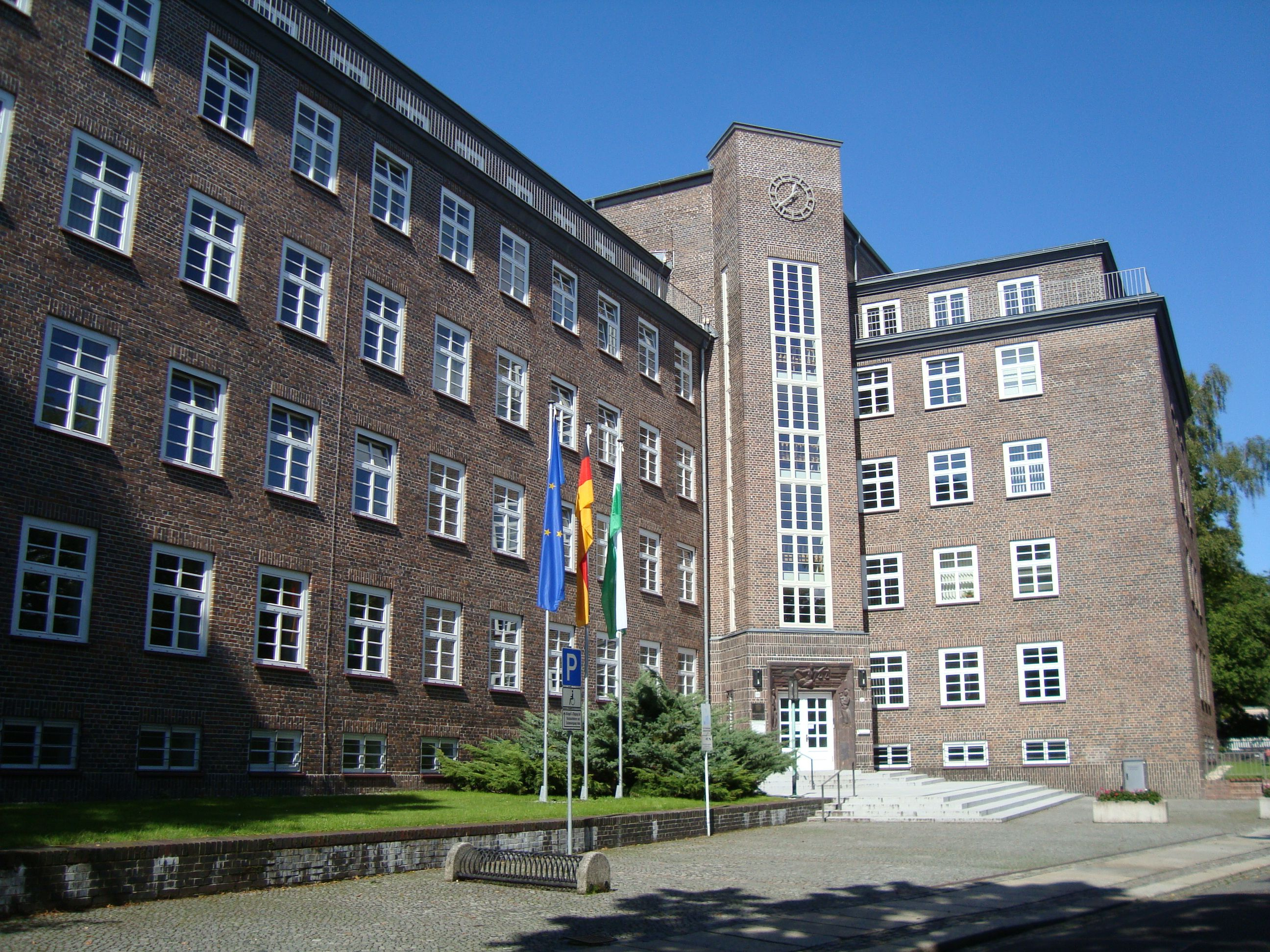
Landgericht Chemnitz
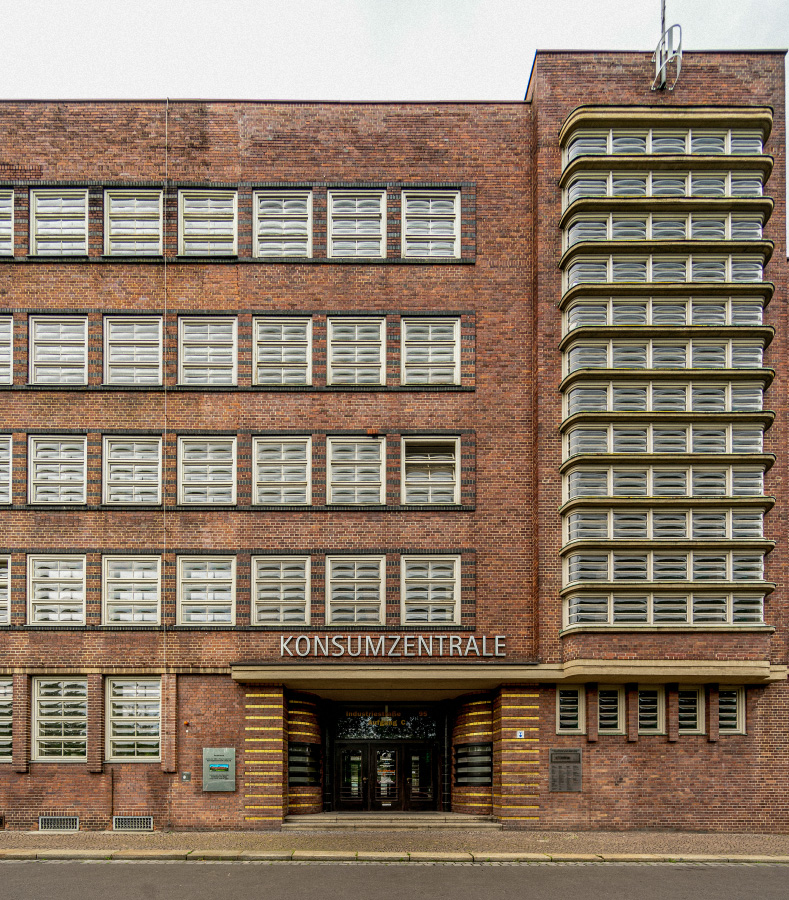
Konsumzentrale in Leipzig

### Schlesien

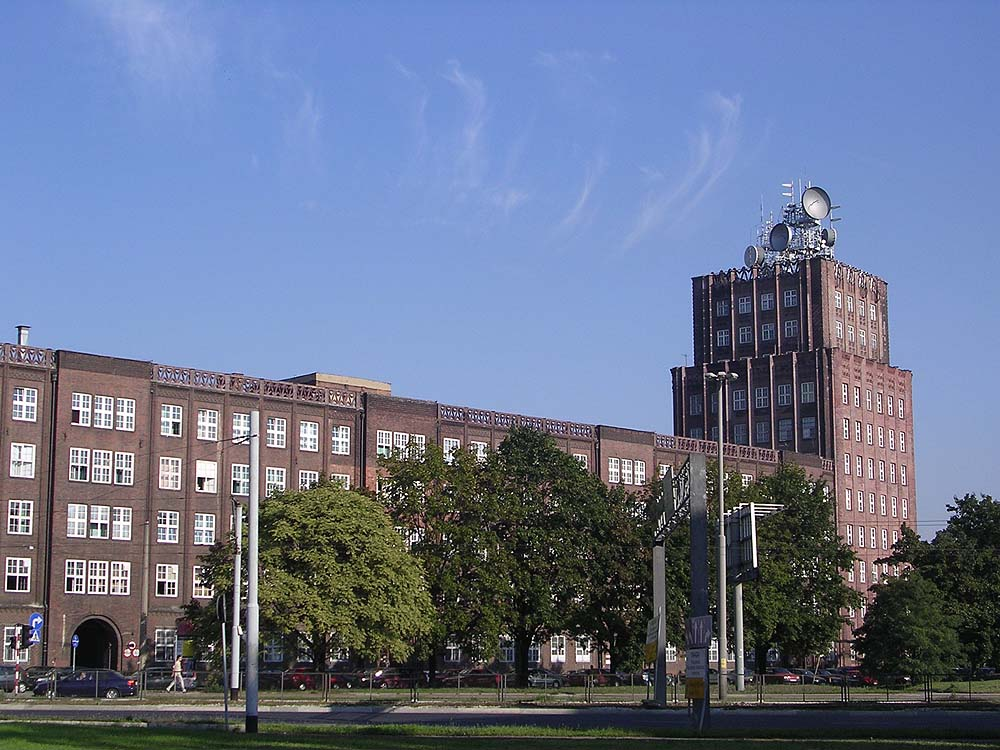
Früheres Postscheckamt Breslau, heute Post- und Telekommunikationsmuseum, 2005

Der Neubau für das Postscheckamt Breslau entstand 1927–1929 nach Entwurf und unter Leitung des Reichspost-Baubeamten Lothar Neumann, mit der Bauausführung war die Bauunternehmung Huta Hoch- und Tiefbau beauftragt. Zum Bauschmuck gehören keramische Reliefs nach Modellen des Berliner Bildhauers Felix Kupsch. Das Gebäude gilt als das erste Hochhaus in Europa östlich von Berlin.

## Weitere Architekten (Auswahl)
- Peter Behrens
- Dominikus Böhm (Köln, Ruhrgebiet, Schwaben, Hessen)
- Karl Elkart (Hannover, Bochum)
- Martin Elsaesser (Niederschlesien, Süddeutschland)
- Alfred Fischer (Essen, Ruhrgebiet)
- Josef Franke (Gelsenkirchen, Ruhrgebiet)
- Walter Frese (Rheinland, Berlin)
- Hans und Oskar Gerson (Chemnitz, Hamburg)
- Josef Gesing (Frankfurt (Oder))
- Fritz Höger (Norddeutschland und Hamburg, z. B. das Chilehaus)
- Bernhard Hoetger (Böttcherstraße in Bremen und Worpswede)
- Michel de Klerk (Amsterdam)
- Per Kirkeby (Dänemark, Deutschland)
- Edmund Körner (Ruhrgebiet)
- Wilhelm Kreis (Rheinland und Westfalen)
- Max Krusemark (Münsterland, Westfalen)
- Paul Mebes (Berlin, Bochum, Leipzig)
- Hans Heinrich Müller (Berlin)
- Lothar Neumann (Breslau[5])
- Hans Poelzig (Berlin, Breslau, Chemnitz)
- Wilhelm Riphahn (Köln)
- Fritz Schumacher (Hamburg)
- Curt Steinberg (Brandenburg)
- Theodor Veil (Süddeutschland und Aachen)
- Friedrich Wagner-Poltrock (Ostpreußen und Sachsen)

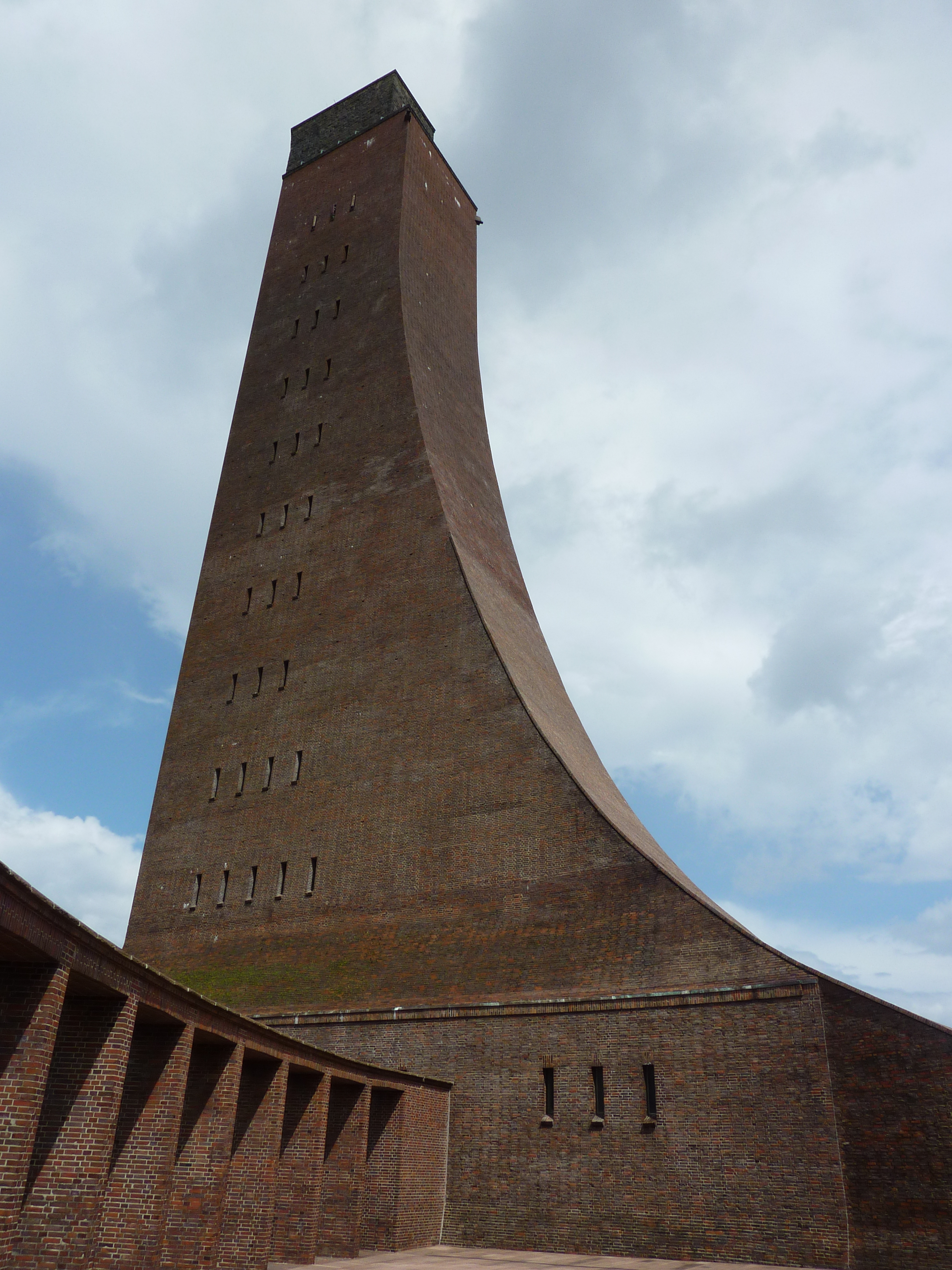
Marine-Ehrenmal Laboe von Gustav August Munzer
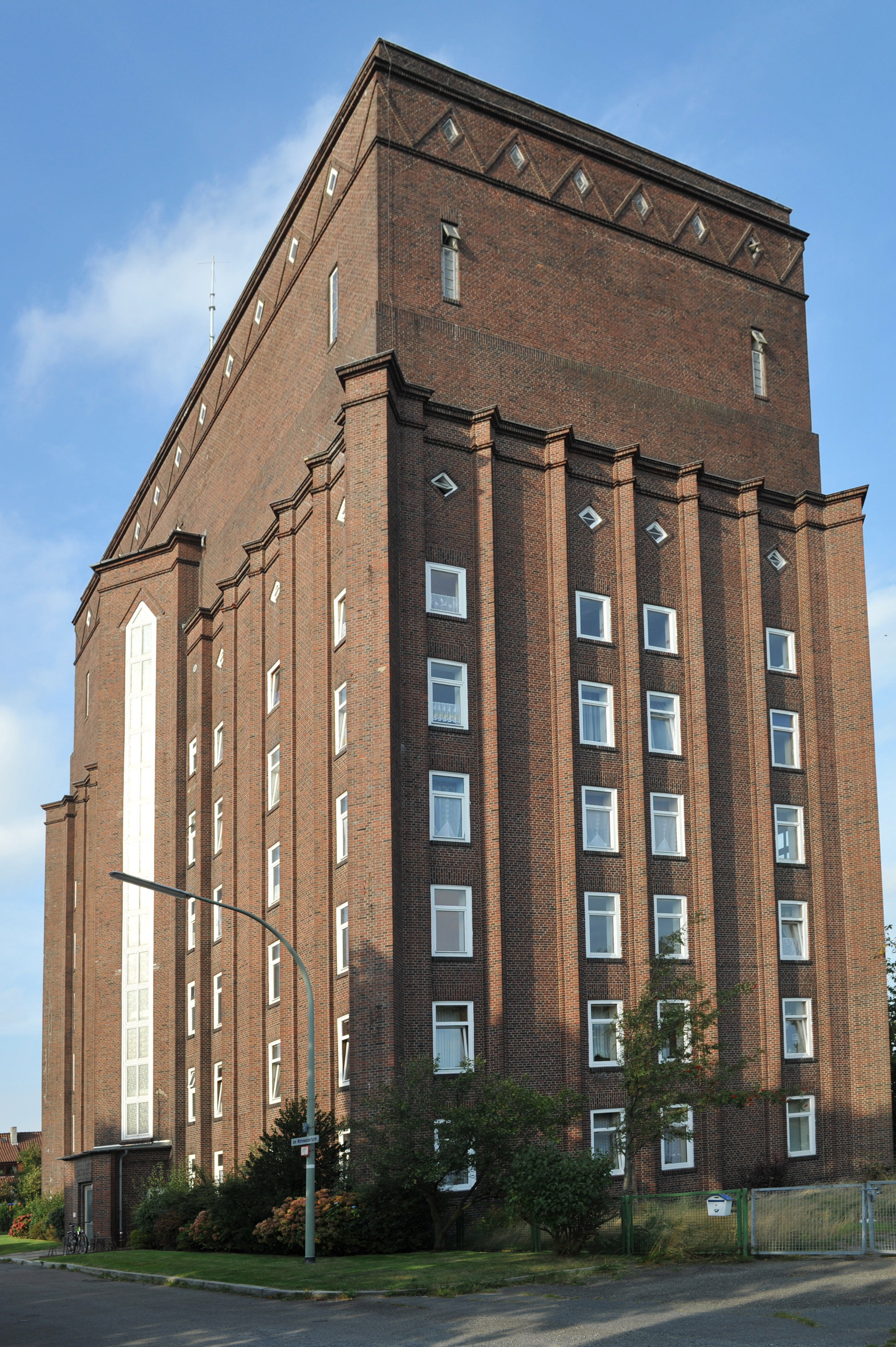
Wohnwasserturm Wulsdorf in Bremerhaven
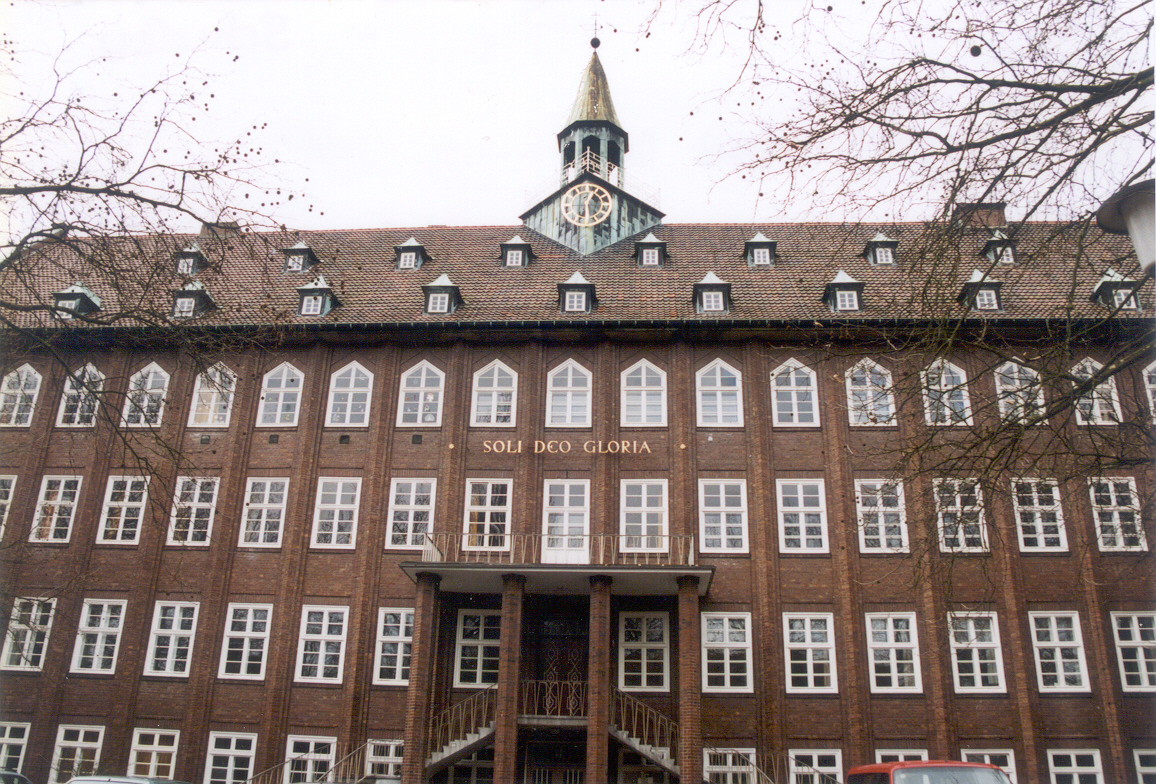
Evangelisch Stiftisches Gymnasium Gütersloh
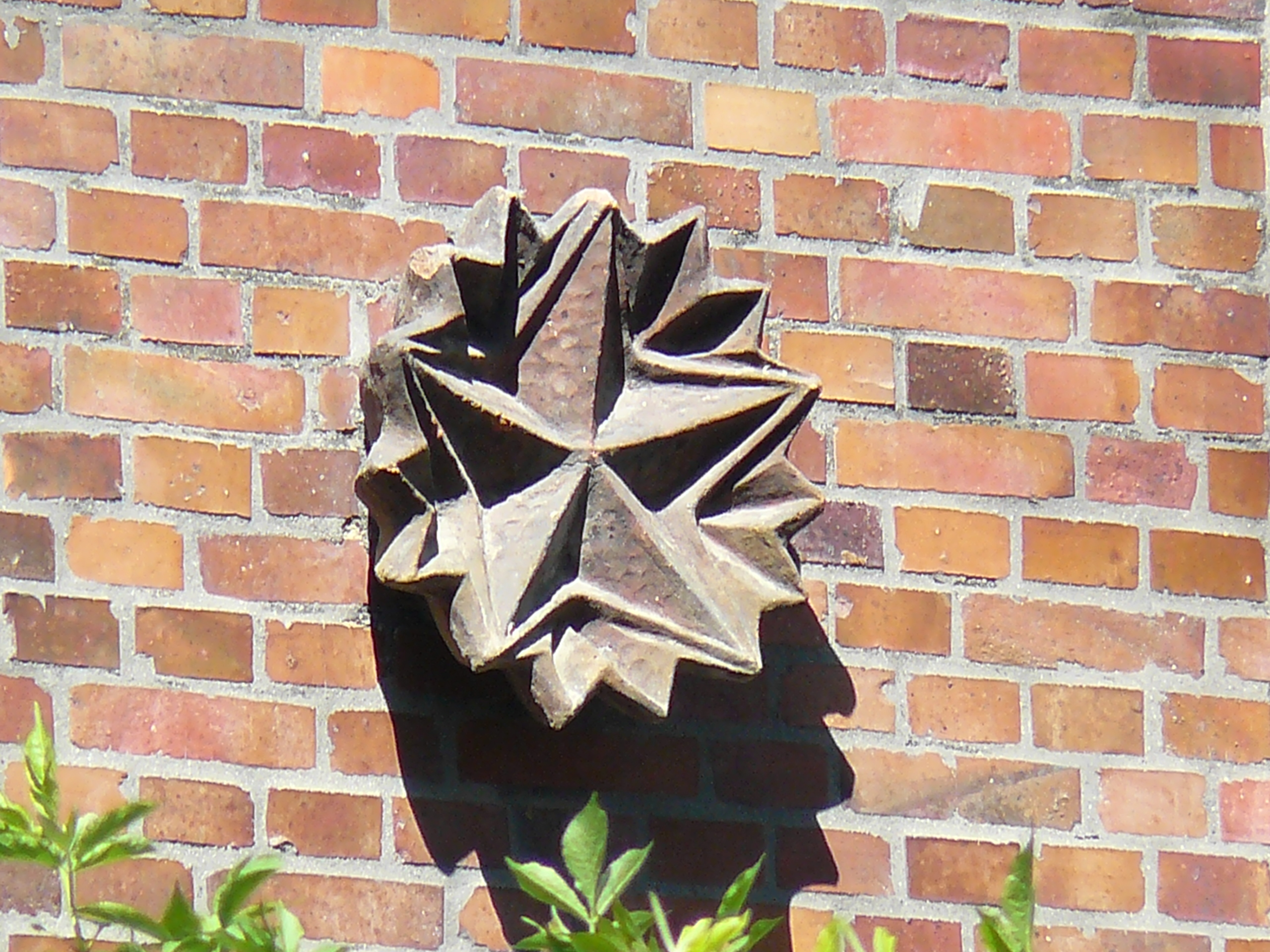
Sternornament in Leipzig
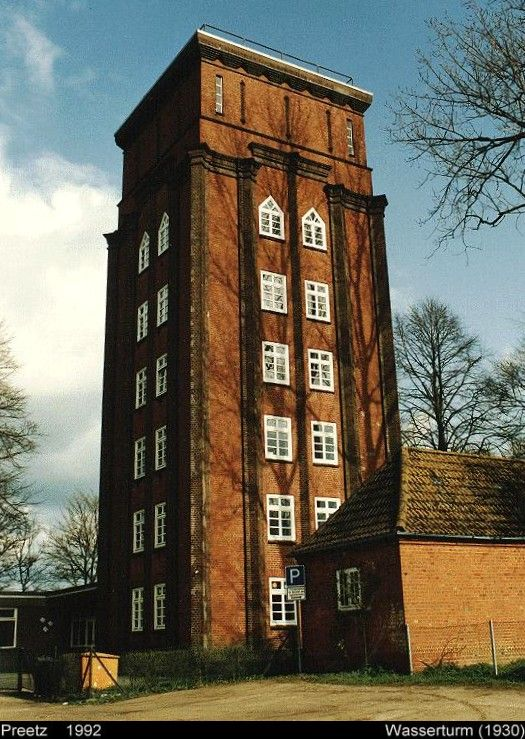
Wohnwasserturm Preetz
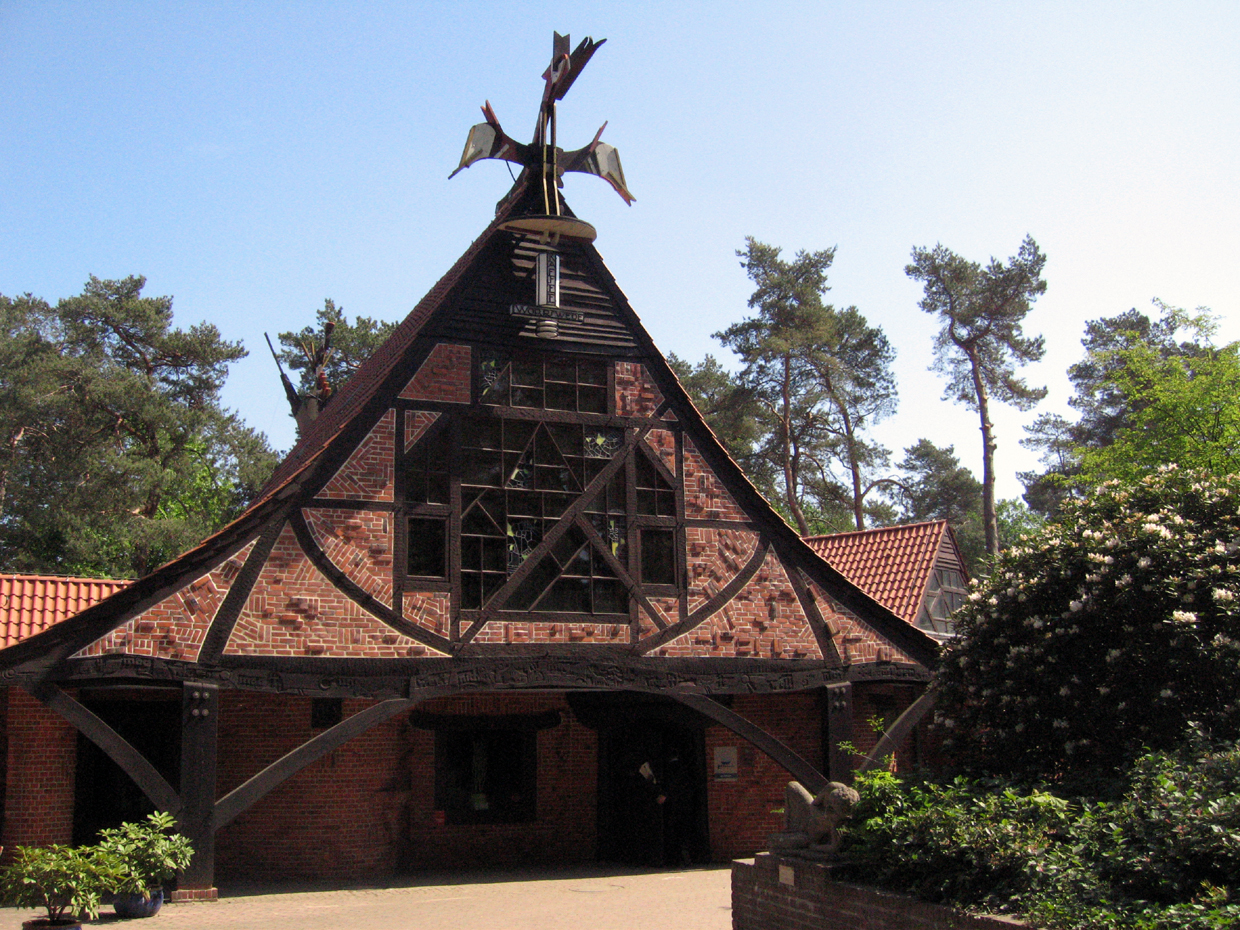
Café Verrückt in Worpswede von Bernhard Hoetger
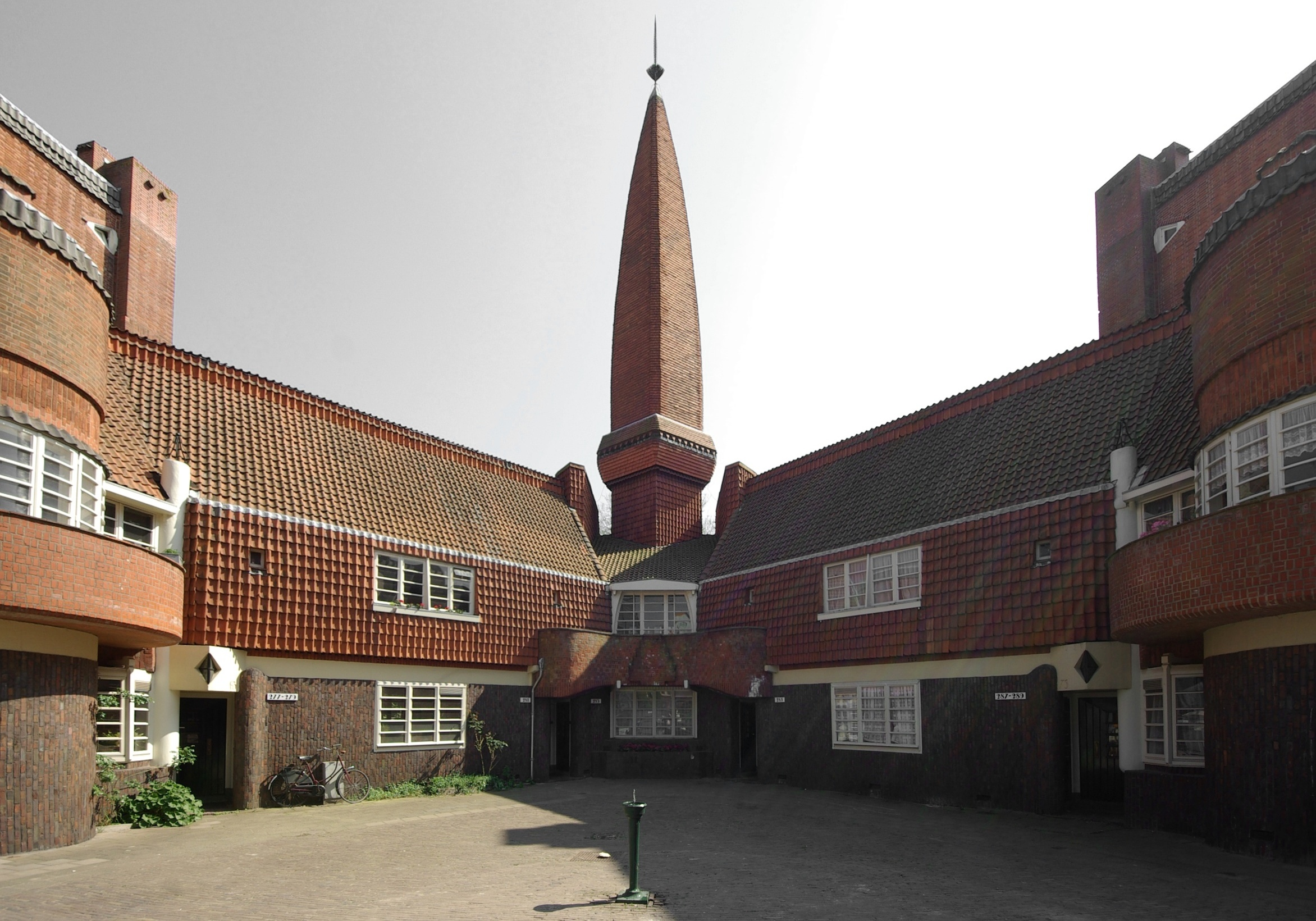
'Het Schip', Wohnungsbau in Amsterdam (1917–1920) von Michel de Klerk, Amsterdamer Schule